# Espada japonesa

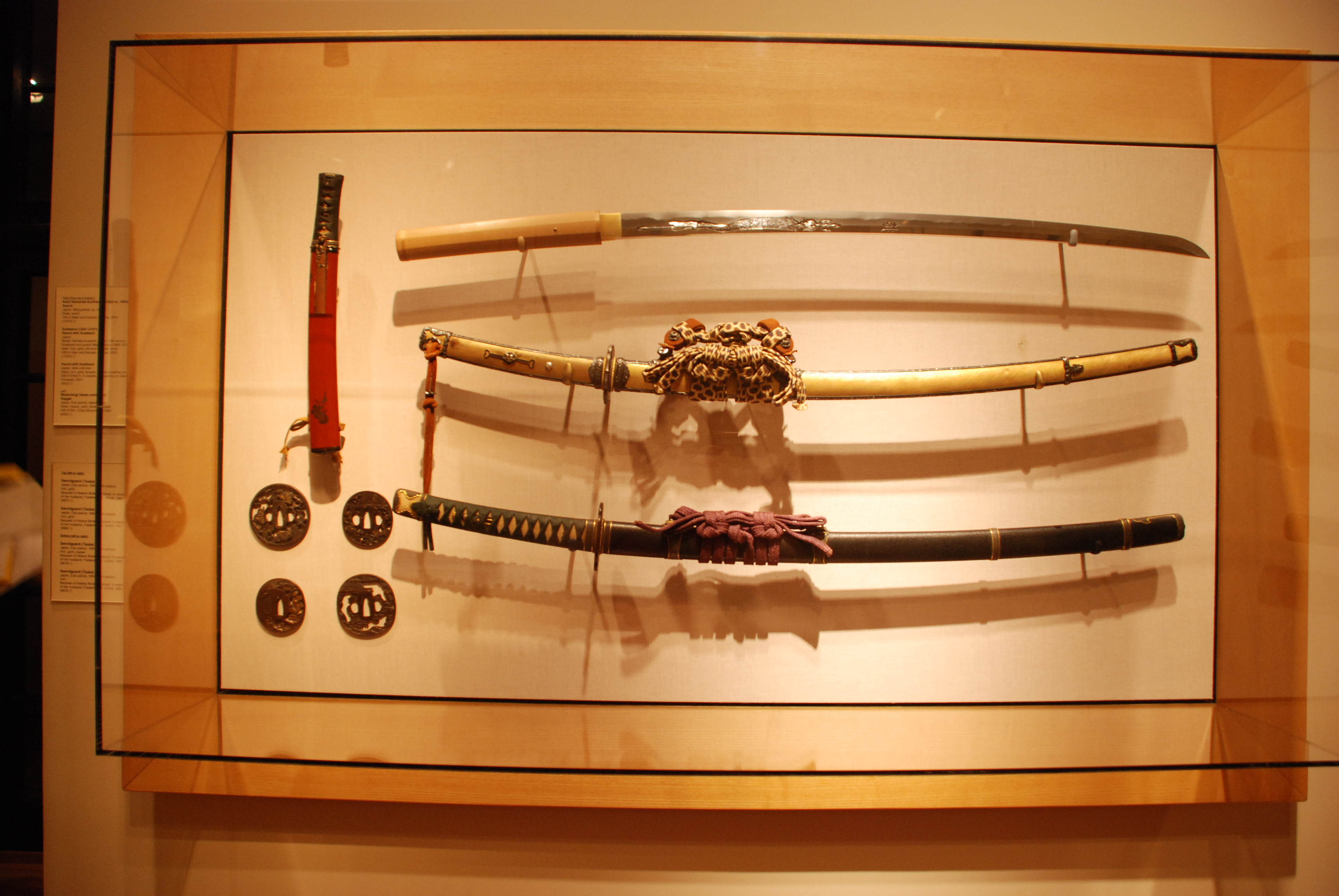
espadas japonesas. Tachi (derecha), wakizashi (arriba a la izquierda) y tsuba (abajo a la izquierda).

Las espada japonesa (日本刀 nihontō?) son uno de varios tipos de espadas hechas tradicionalmente en la nación de Japón. Las espadas de bronce se fabricaron ya en el período Yayoi (1000 a. C. - 300 d. C.), aunque la mayoría de las personas generalmente se refieren a las hojas curvas hechas después del período Heian (794 - 1185) cuando hablan de "espadas japonesas". Hay muchos tipos de espadas japonesas que difieren en tamaño, forma, campo de aplicación y método de fabricación. Algunos de los tipos más conocidos de espadas japonesas son la katana, tachi, odachi, wakizashi y tantō.

## Clasificación

### Clasificación por forma y uso

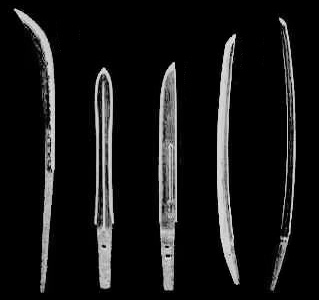
Una variedad de tipos de hojas japonesas, de izquierda a derecha: naginata, ken, tantō, katana, uchigatana, y tachi

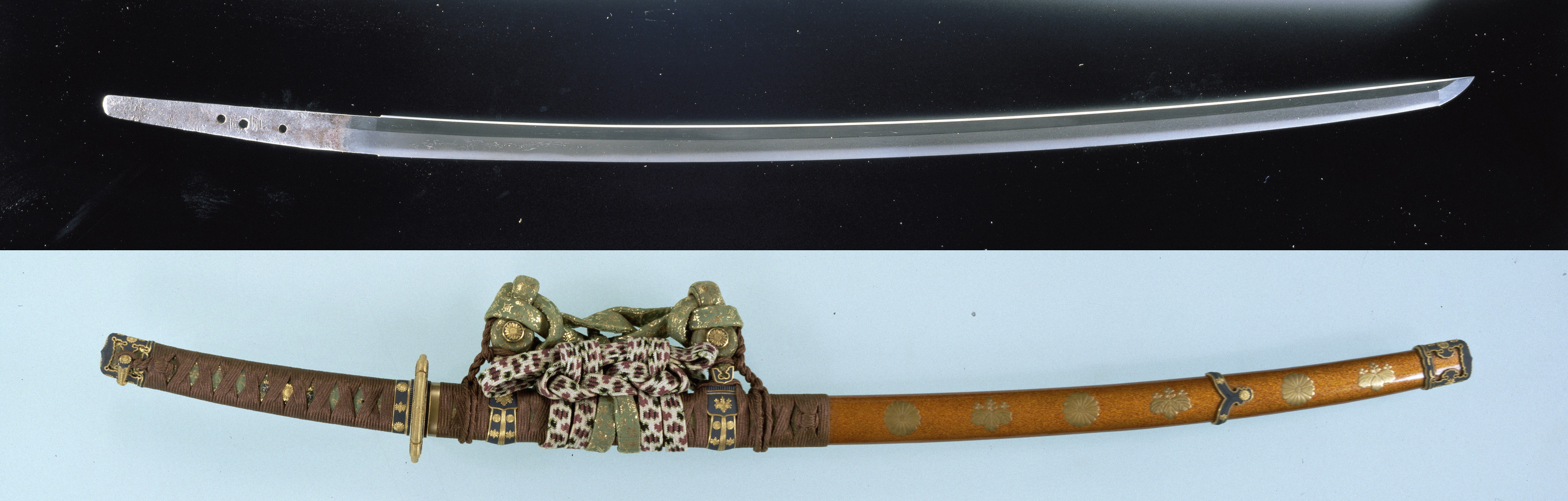
Tachi. La hoja fue hecha por Masatsune. Hoja del ; Montaje,. Museo Nacional de Tokio

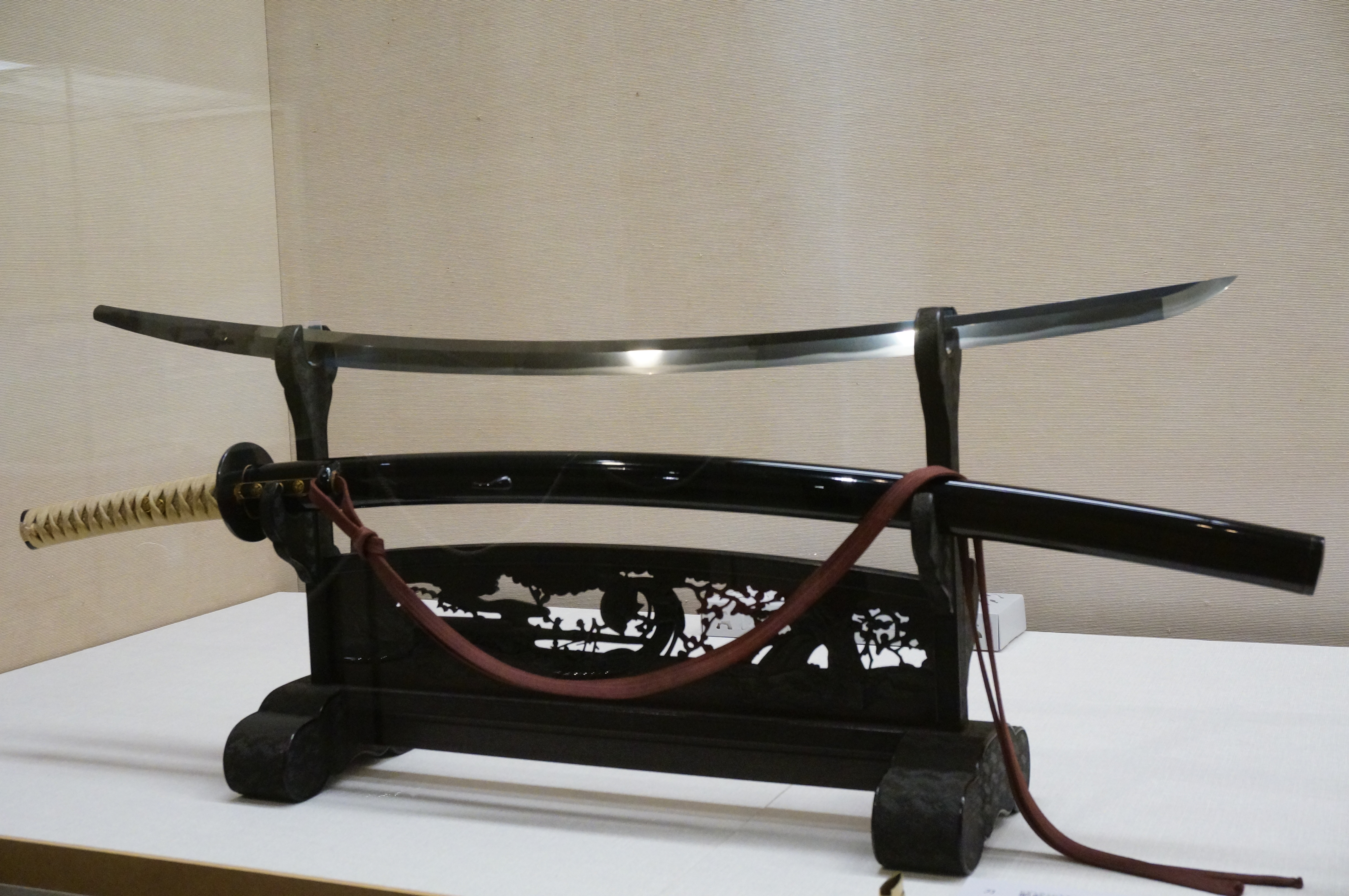
Una katana forjada por Hizen Tadayoshi I. (Saijo Ō Wazamono) Período Azuchi-Momoyama. (arriba) Montura de katana, período Edo tardío. (abajo)

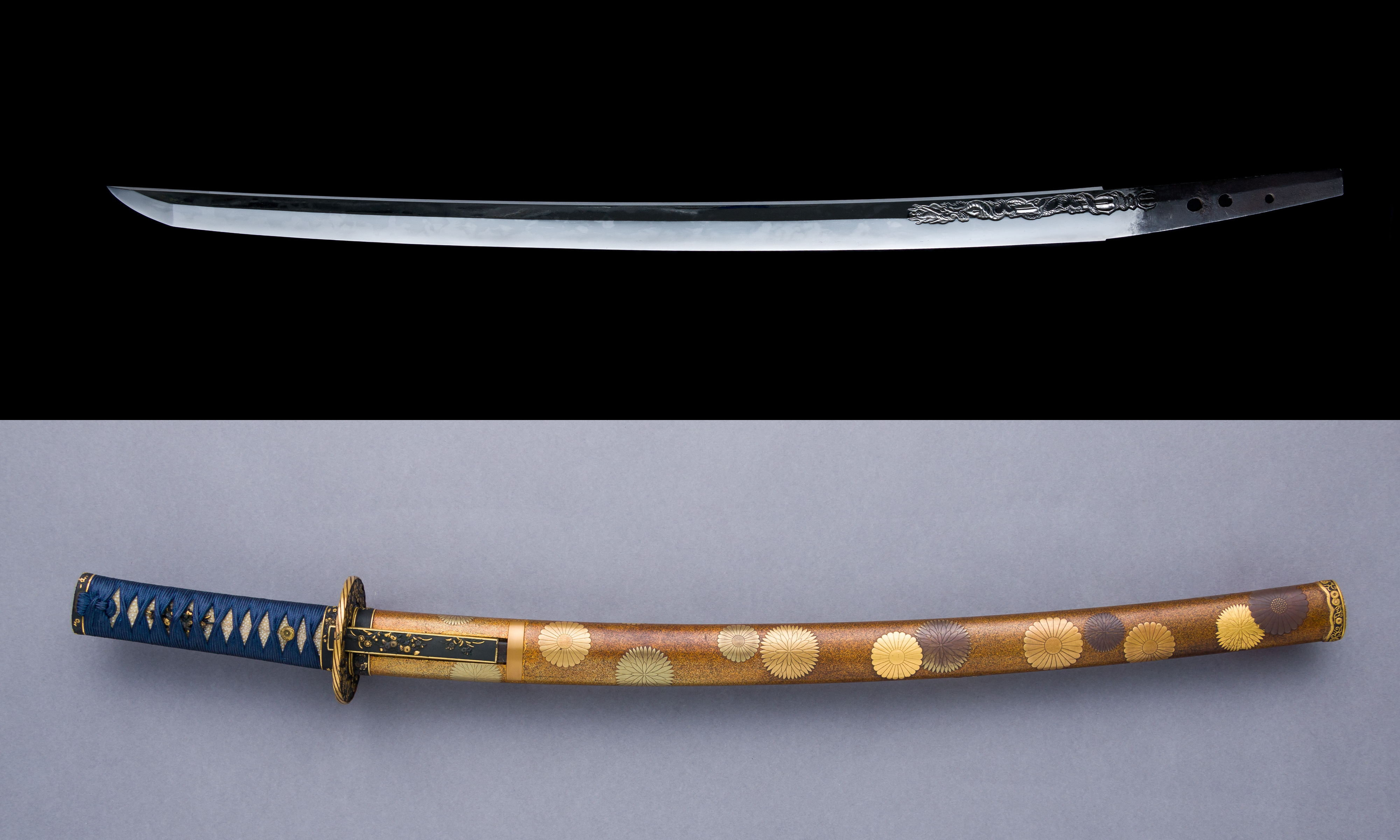
Wakizashi. La hoja fue hecha por Fusamune. De la escuela Sōshū. Hoja de finales del y principios del ; Montaje,. El Museo Metropolitano de Arte

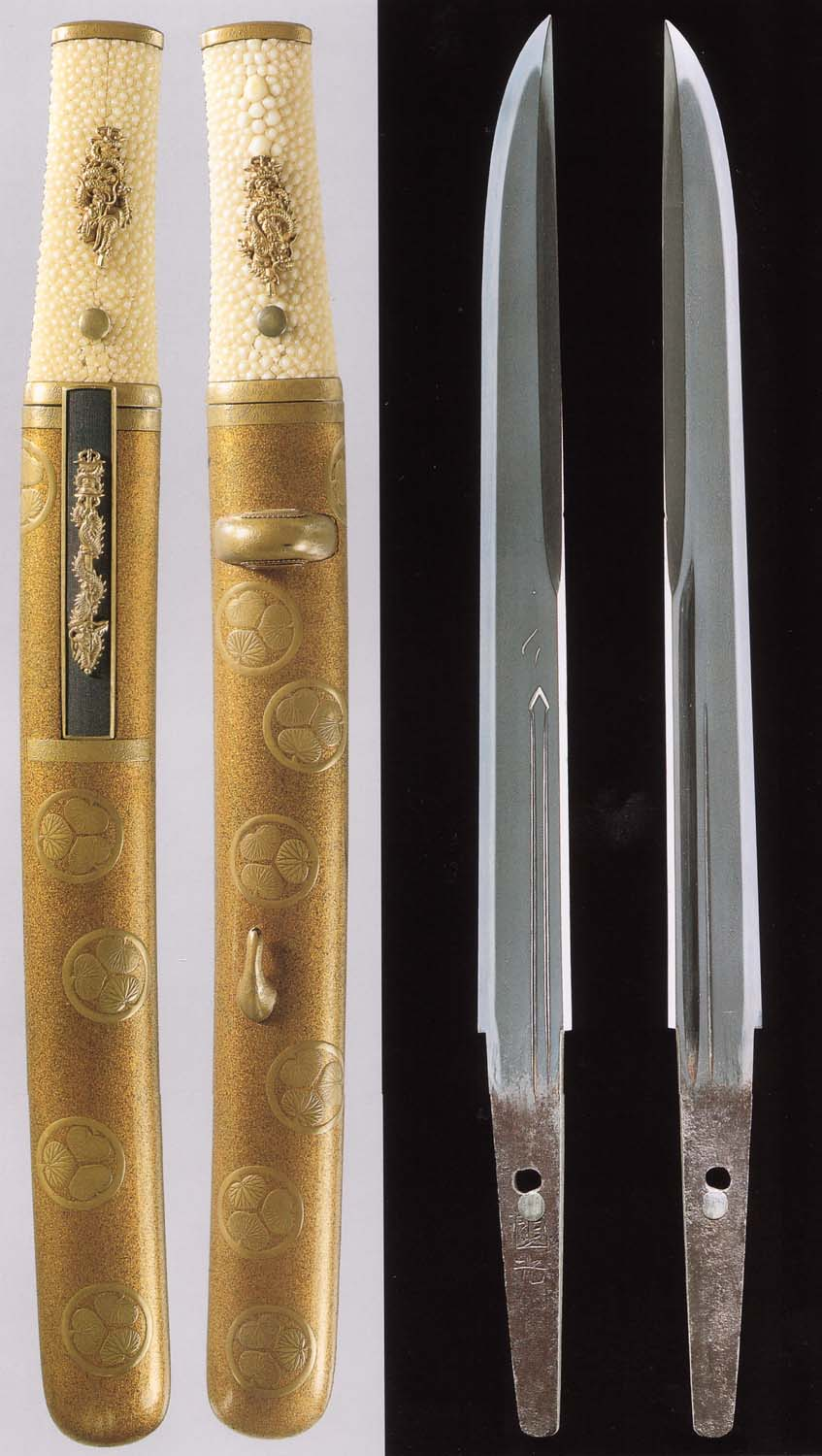
Tantō con firma (Mei) de Shintōgo Kunimitsu. Koshirae (montajes) estilo aikuchi completo y con hoja desnuda. Hoja del o. De la escuela Soshu. Propiedad Cultural Importante

En los tiempos modernos, el tipo de espada japonesa más comúnmente conocido es la katana Shinogi-Zukuri, que es una espada larga de un solo filo y generalmente curvada, usada tradicionalmente por los samuráis desde el siglo XV en adelante.
Otros tipos de espadas japonesas incluyen: El tsurugi o ken, que es una espada de doble filo; ōdachi, tachi, que son estilos más antiguos de una espada muy larga de un solo filo; La wakizashi, una espada de tamaño mediano y el tantō , que es una espada del tamaño de un cuchillo aún más pequeña. La Naginata y la yari, que a pesar de ser armas de asta, todavía se consideran espadas.
Las clasificaciones de tipos de espadas japonesas indican la combinación de una hoja y sus monturas, ya que esto determina el estilo de uso de la hoja. Una hoja sin firmar y acortada que alguna vez se fabricó y estaba destinada a usarse como tachi se puede montar alternativamente en una tachi koshirae y katana koshirae. Se distingue propiamente, entonces, por el estilo de montura que habita actualmente. Un tanto largo puede clasificarse como wakizashi debido a que su longitud supera los 30 cm; sin embargo, es posible que originalmente se haya montado y utilizado como tanto, lo que hace que la distinción de longitud sea algo arbitraria pero necesaria cuando se trata de hojas cortas sin montar. Cuando las monturas se eliminan de la ecuación, un tanto y un wakizashi se determinarán por una longitud inferior o superior a 30 cm, a menos que su uso previsto pueda determinarse de forma absoluta o el hablante esté dando una opinión sobre el uso previsto de la hoja. De esta manera, una hoja atribuida formalmente como wakizashi debido a su longitud puede ser discutida informalmente entre individuos como un tanto porque la hoja se fabricó durante una época en la que tanto era popular y el wakizashi como espada compañera de la katana aún no existía.
Los siguientes son tipos de espadas japonesas:
- Tsurugi/Ken (剣?  "sword"): una katana recta de dos filos que se producía principalmente antes del siglo X. Antes del siglo X, desaparecieron por completo como armas y comenzaron a fabricarse solo como ofrendas a los santuarios sintoístas y los templos budistas.

- Chokutō (直刀?  "straight sword"): una espada recta de un solo filo que se producía principalmente antes del siglo X. Desde el siglo X, desaparecieron como armas y pasaron a fabricarse solo como ofrendas a los santuarios sintoístas y templos budistas.

- Tachi (太刀?  "long sword"): una katana que generalmente es más larga y más curva que la posterior katana, con una curvatura a menudo centrada desde el medio o hacia la espiga , y que a menudo incluye la espiga. Los tachi se llevaban suspendidos, con el borde hacia abajo. El tachi estuvo de moda antes del siglo XV.

- Kodachi (小太刀?  "Tachi pequeño"): una versión más corta del tachi, pero con monturas similares y uso previsto, encontrado principalmente en el siglo XIII o antes.

- Ōdachi (大太刀?  "Gran Tachi")/Nodachi (野太刀?  "Tachi de campo"): Tachi muy grande, algunos de más de 90 cm, y por lo general una hoja de finales del siglo XIV.

- Nagamaki (長巻?  "long wrapping"): una espada con un mango excepcionalmente largo, generalmente tan largo como la hoja. El nombre hace referencia a la longitud de la envoltura del mango.[1]

- Katana (刀?  "sword"): una espada con una hoja curva de más de 60 cm (no hay un límite de longitud superior, pero generalmente son más cortas que 90 cm), usada con el borde hacia arriba en la faja . Se desarrolló a partir del sasuga, una especie de tantō, alrededor del siglo XIV, y se convirtió en la corriente principal reemplazando al tachi del siglo XV.

- Wakizashi (脇差?   "Espada de lado insertado"): Un término general para una espada de entre uno y dos shaku de largo (30 cm y 60 cm en la medida moderna), predominantemente hecha después del año 1600. Generalmente es la hoja corta que acompaña a un katana en la combinación tradicional de espadas samurái daisho, pero puede ser usada por otras clases además del samurái como una sola hoja, también usada con el borde hacia arriba como la katana. El nombre deriva de la forma en que la espada se clavaba en el costado a través del obi (faja/cinturón).[5]

- Tantō (短刀?  "espada corta"): Una espada con una hoja de menos de 30 cm. El Tantō generalmente se clasifica como una espada, pero su uso es el mismo que el de un cuchillo. Por lo general, de un solo filo, pero algunos eran de doble filo, aunque asimétricos.

Hay armas blancas hechas de la misma manera tradicional que las espadas japonesas, que no son espadas, pero que siguen siendo espadas japonesas (nihontō) (ya que "tō" significa "cuchilla", en lugar de específicamente "espada"):
- Naginata (なぎなた, 薙刀?): Un arma de asta con una hoja curva de un solo filo. Las monturas naginata consisten en un palo largo de madera, a diferencia de una montura nagamaki, que es más corta y envuelta.

- Yari (槍?  "lanza"): una lanza o arma de asta con forma de lanza. La yari tiene varias formas de hoja, desde una simple hoja de doble filo y plana, hasta una hoja de doble filo de sección transversal triangular, pasando por las que tienen un travesaño simétrico (jumonji-yari) o las que tienen un travesaño asimétrico. La hoja principal es simétrica y recta a diferencia de una naginata, y generalmente más pequeña, pero puede ser tan grande o más grande que algunas hojas de naginata.

Otras armas o herramientas afiladas que se fabrican con los mismos métodos que las espadas japonesas:
- Puntas de flecha para la guerra, yajiri (o yanone).

- Kogatana (小刀?  "Cuchilla pequeña"): Accesorio o navaja multiusos, que a veces se encuentra montado en un bolsillo al costado de la vaina de una espada. Una hoja típica mide unos 10 cm de largo y 1 cm de ancho, y se fabrica utilizando las mismas técnicas que las hojas de espada más grandes. También conocido como "Kozuka" (小柄), que literalmente significa "mango pequeño", pero esta terminología también puede referirse al mango y la hoja juntos. En los medios de entretenimiento, la kogatana a veces se muestra como un arma arrojadiza, pero su propósito real era el mismo que el de una 'navaja de bolsillo' en Occidente.[6]

### Clasificación por periodo
Cada espada japonesa se clasifica según el momento en que se fabricó la hoja:
- Jōkotō (上古刀 espadas antiguas", hasta alrededor del 900 A.D.)

- Kotō (古刀"espadas antiguas", hasta alrededor del 900–1596)

- Shintō (新刀 nuevas espadas 1596–1780)

- Shinshintō (新々刀 "nuevas nuevas espadas" 1781–1876)

- Gendaitō (現代刀 "espadas modernas o contemporáneas" 1876– presente)

Históricamente en Japón, se ha considerado que la hoja ideal de una espada japonesa es el kotō en el período Kamakura, y los espaderos desde el período Edo hasta la actualidad después del período sintoísta se centraron en reproducir la hoja de una espada japonesa en el período Kamakura. Hay más de 100 espadas japonesas designadas como Tesoros Nacionales en Japón , de las cuales las Kotō del período Kamakura representan el 80% y las tachi el 70%.
Las espadas japonesas después del shintō son diferentes de las kotō en el método de forja y el acero. Esto se debió a la destrucción de la escuela Bizen debido a una gran inundación, la expansión de la escuela Mino y la virtual unificación del Japón por parte de Toyotomi Hideyoshi, que casi no hizo ninguna diferencia en el acero utilizado por cada escuela. Las espadas japonesas desde el período Sintō a menudo tienen hermosas decoraciones talladas en la hoja y decoraciones maki-e lacadas en la vaina. Esto se debió al desarrollo económico y al aumento del valor de las espadas como artes y oficios a medida que finalizaba el Período Sengoku y comenzaba el pacífico Período Edo.
Las espadas japonesas todavía se ven comúnmente hoy en día, se pueden encontrar y comprar espadas forjadas antiguas y modernas. Las espadas japonesas modernas y auténticas (nihontō) están hechas por unos pocos cientos de herreros. Se pueden ver muchos ejemplos en una competencia anual organizada por la Asociación de herreros espaderos del Japón, bajo los auspicios de la Nihontō Bunka Shinkō Kyōkai (Sociedad para la promoción de la cultura japonesa de la espada). Sin embargo, para mantener la calidad de las espadas japonesas, el gobierno japonés limita la cantidad de espadas japonesas que un herrero puede fabricar en un año a 24. Por lo tanto, muchas de las espadas llamadas "espadas japonesas" se distribuyen hoy en todo el mundo. se fabrican en China y el proceso de fabricación y la calidad no están autorizados.

### Clasificación por escuela
Muchas espadas japonesas antiguas se remontan a una de las cinco provincias, cada una de las cuales tenía su propia escuela, tradiciones y "marcas registradas" (p. ej., las espadas de la provincia de Mino fueron "famosas desde el principio por su filo"). Estas escuelas se conocen como Gokaden (Las Cinco Tradiciones). En la era Kotō había varias otras escuelas que no encajaban dentro de las Cinco Tradiciones o que se sabía que mezclaban elementos de cada Gokaden , y se llamaban wakimono (escuela pequeña). Había 19 wakimono comúnmente referenciados. El número de herreros de Gokaden, según lo confirmado por firmas y documentos, fueron 4005 en Bizen, 1269 en Mino, 1025 en Yamato, 847 en Yamashiro y 438 en Sōshū. Estas tradiciones y provincias son las siguientes:

#### Escuela Yamato

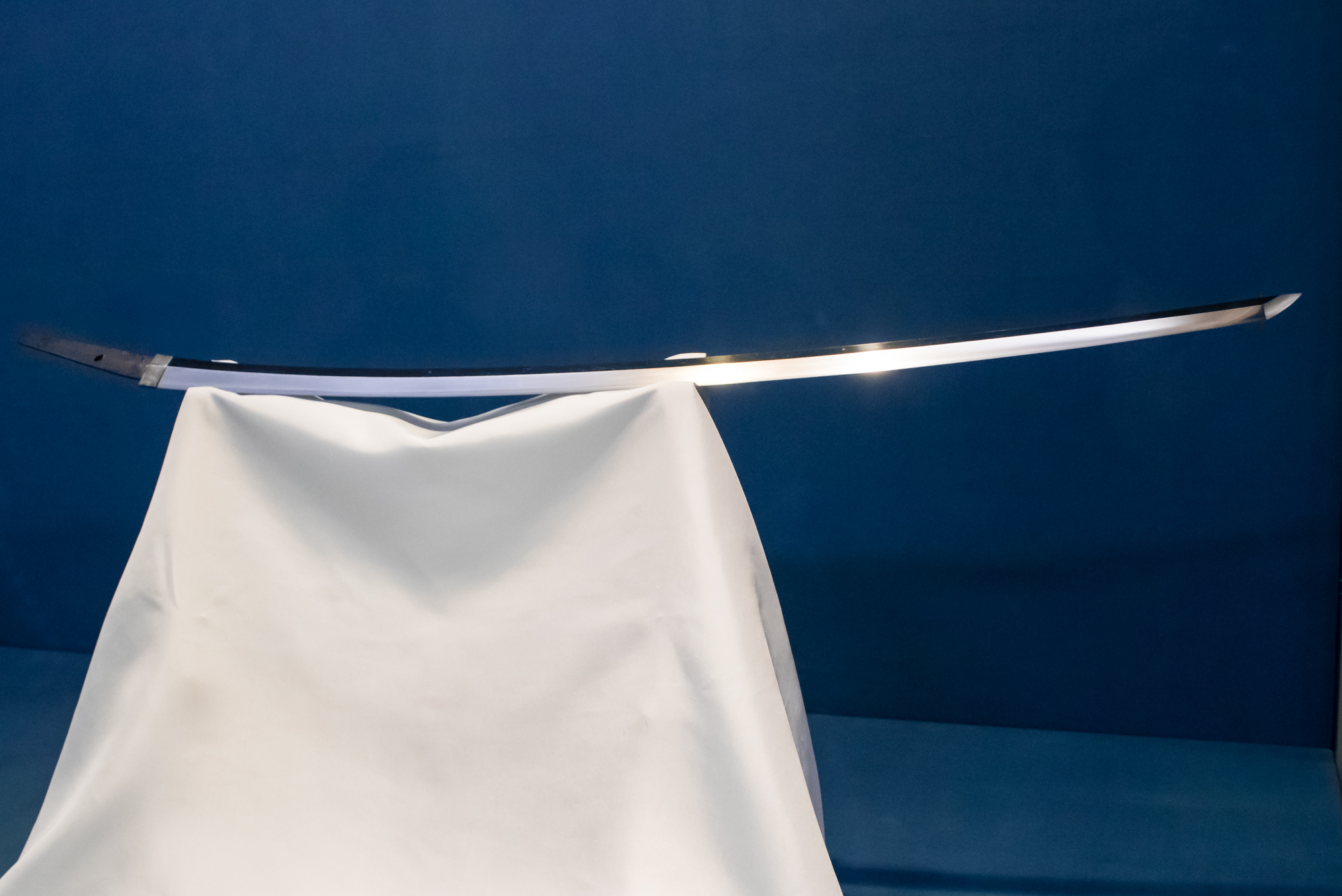
Un tachi de la escuela Yamato, Shishiō., período Heian. Importante Bien Cultural.

La escuela Yamato es una escuela que se originó en la provincia de Yamato correspondiente a la actual prefectura de Nara. Nara fue la capital del antiguo Japón. Dado que existe la leyenda de que fue un herrero llamado Amakuni quien primero firmó la espiga de una espada, a veces se le considera el fundador y la escuela más antigua. Sin embargo, el fundador identificado en el material es Yukinobu en el período Heian. Forjaron las espadas que a menudo usaban los monjes guerreros llamados sōhei en los grandes templos de Nara. La escuela Yamato consta de cinco escuelas: Senjuin, Shikkake, Taima, Tegai y Hōshō. Cada escuela forjaba espadas bajo la supervisión de un templo diferente. en medio del Período Muromachi, los herreros se mudaron a varios lugares como Mino , y la escuela desapareció. Sus espadas a menudo se caracterizan por una curva profunda, un ancho estrecho desde la hoja hasta la parte posterior, una cresta central alta y una punta pequeña. Hay líneas directas en la superficie de la hoja, hamon es lineal y el grano en el límite de hamon es de tamaño mediano. A menudo se evalúa como una espada con una impresión simple y fuerte.

#### Escuela Yamashiro

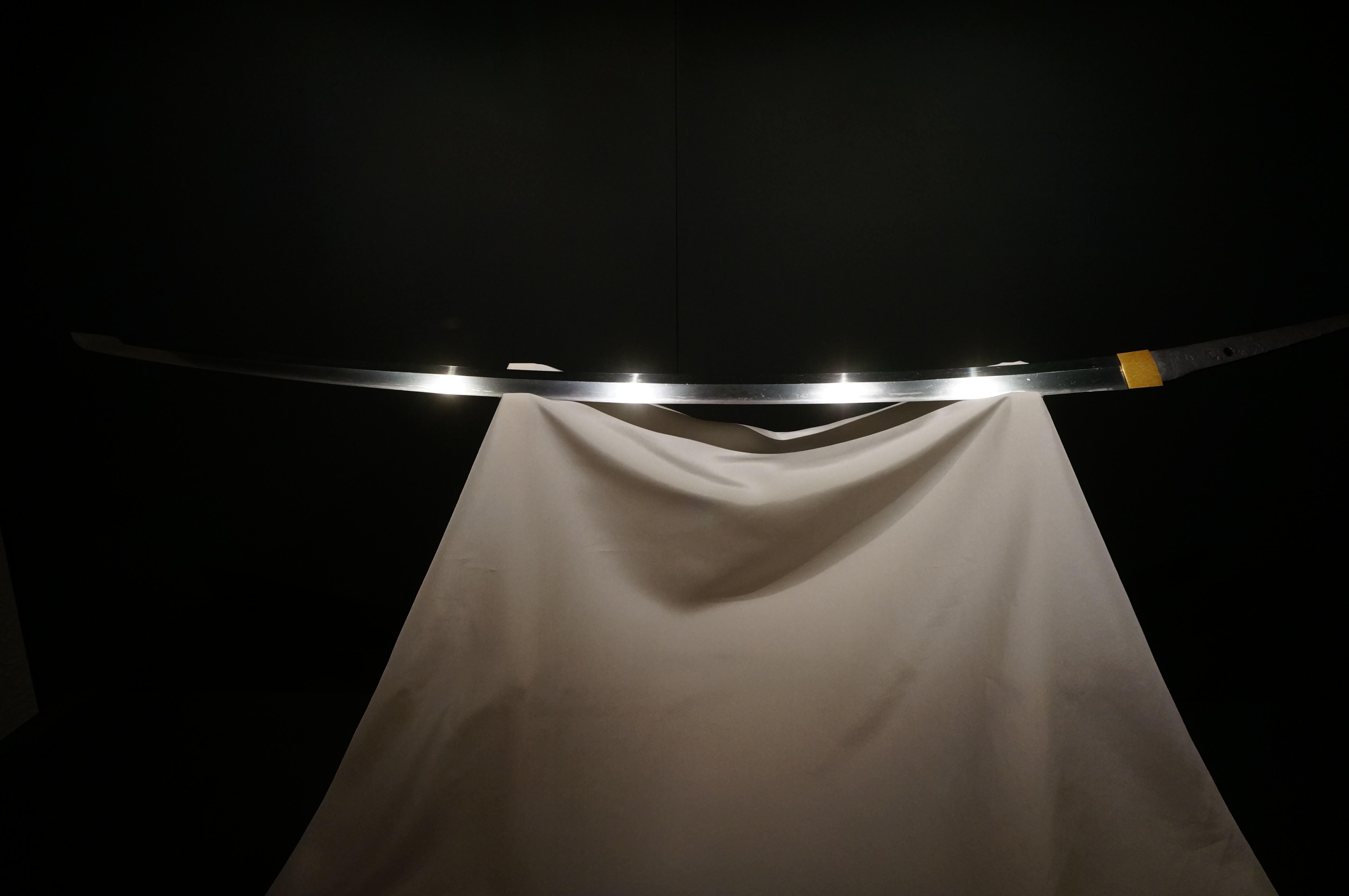
Un tachi de la escuela Yamashiro Sanjō, Mikazuki Munechika, por Sanjō Munechika. A finales del, período Heian. Tesoro Nacional. Esta espada es una de las " Cinco espadas bajo el cielo".

La escuela Yamashiro es una escuela que se originó en la provincia de Yamashiro correspondiente a la actual prefectura de Kioto. Cuando el emperador Kanmu trasladó la capital a Kioto en el año 794, los herreros comenzaron a reunirse. El fundador de la escuela fue Sanjō Munechika a fines del siglo X en el período Heian. La escuela Yamashiro constaba de escuelas como Sanjō, Ayanokōji, Awataguchi y Rai. Al principio, muy a menudo forjaban espadas en respuesta a las demandas de los aristócratas, por lo que se le dio importancia a la estética y no se enfatizó la practicidad. Sin embargo, cuando ocurrió un conflicto doméstico al final del período Heian, se enfatizó la practicidad y se invitó a un forjador de espadas de la escuela Bizen. En el Período Kamakura, tachi de una magnífica escuela rai se hizo popular entre los samuráis. Después de eso, también adoptaron el método de forja de la escuela Sōshū. Sus espadas a menudo se caracterizan por ser largas y estrechas, curvadas desde la base o el centro, y tienen un brillo en la superficie de la hoja, con el hamon recto y los granos en el borde del hamon pequeños. A menudo se evalúa como una espada con una impresión elegante.

#### Escuela Bizen

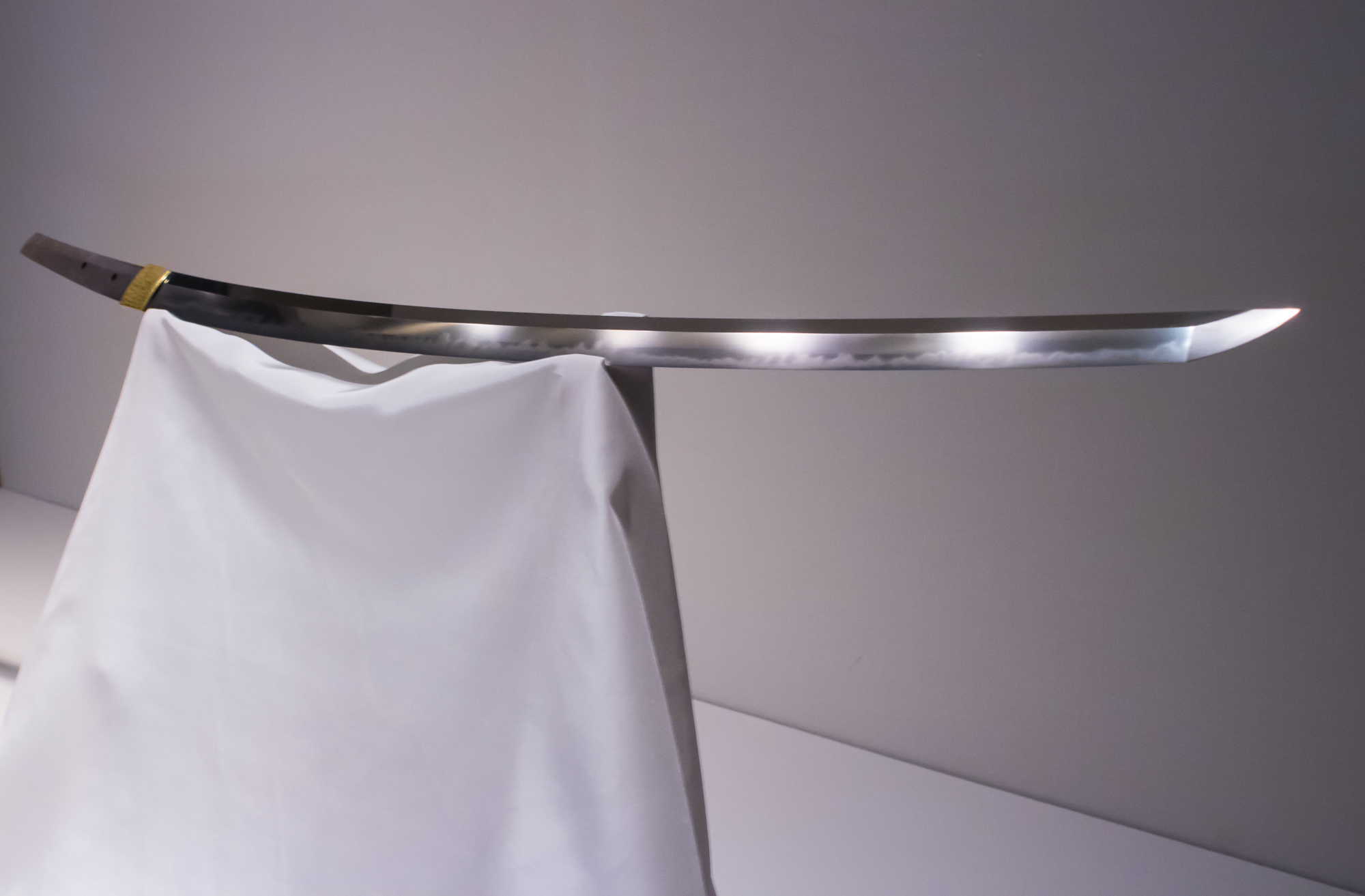
Un tachi de la escuela Bizen Osafune, por Nagamitsu., período Kamakura. y Tesoro Nacional.

La escuela Bizen es una escuela que se originó en la provincia de Bizen correspondiente a la actual prefectura de Okayama. Bizen ha sido una importante zona de producción de arena de hierro de alta calidad desde la antigüedad. La escuela Ko-bizen a mediados del período Heian fue la creadora. La escuela Bizen constaba de escuelas como Ko-bizen, Fukuoka-ichimonji, Osafune y Hatakeda. Según un libro de espadas escrito en el período Kamakura, de los 12 mejores herreros de Japón que fueron convocados por el emperador retirado Go-Toba, 10 eran de la escuela Bizen. Grandes espaderos nacieron uno tras otro en la escuela Osafune que comenzó en el período Kamakura y se convirtió en la escuela más grande en la historia de las espadas japonesas. Kanemitsu y Nagayoshi de la escuela Osafune fueron aprendices de Masamune de la escuela Sōshū, el mejor forjador de espadas de Japón. Si bien forjaron espadas de alta calidad por encargo, al mismo tiempo, desde el período Muromachi, cuando las guerras se volvieron a gran escala, produjeron espadas de baja calidad en masa para los granjeros reclutados y para la exportación. La escuela Bizen había disfrutado de la mayor prosperidad durante mucho tiempo, pero declinó rápidamente debido a una gran inundación que ocurrió a fines del siglo XVI durante el período Sengoku. Sus espadas a menudo se caracterizan por curvas desde la base, patrones irregulares similares a huellas dactilares en la superficie de la hoja, mientras que el hamon tiene un patrón llamativo como una serie de clavos, y hay poco grano pero un degradado de color en el límite de la hoja. Hamón. A menudo se evalúa como una espada con una impresión llamativa y hermosa.

#### Escuela Sōshū

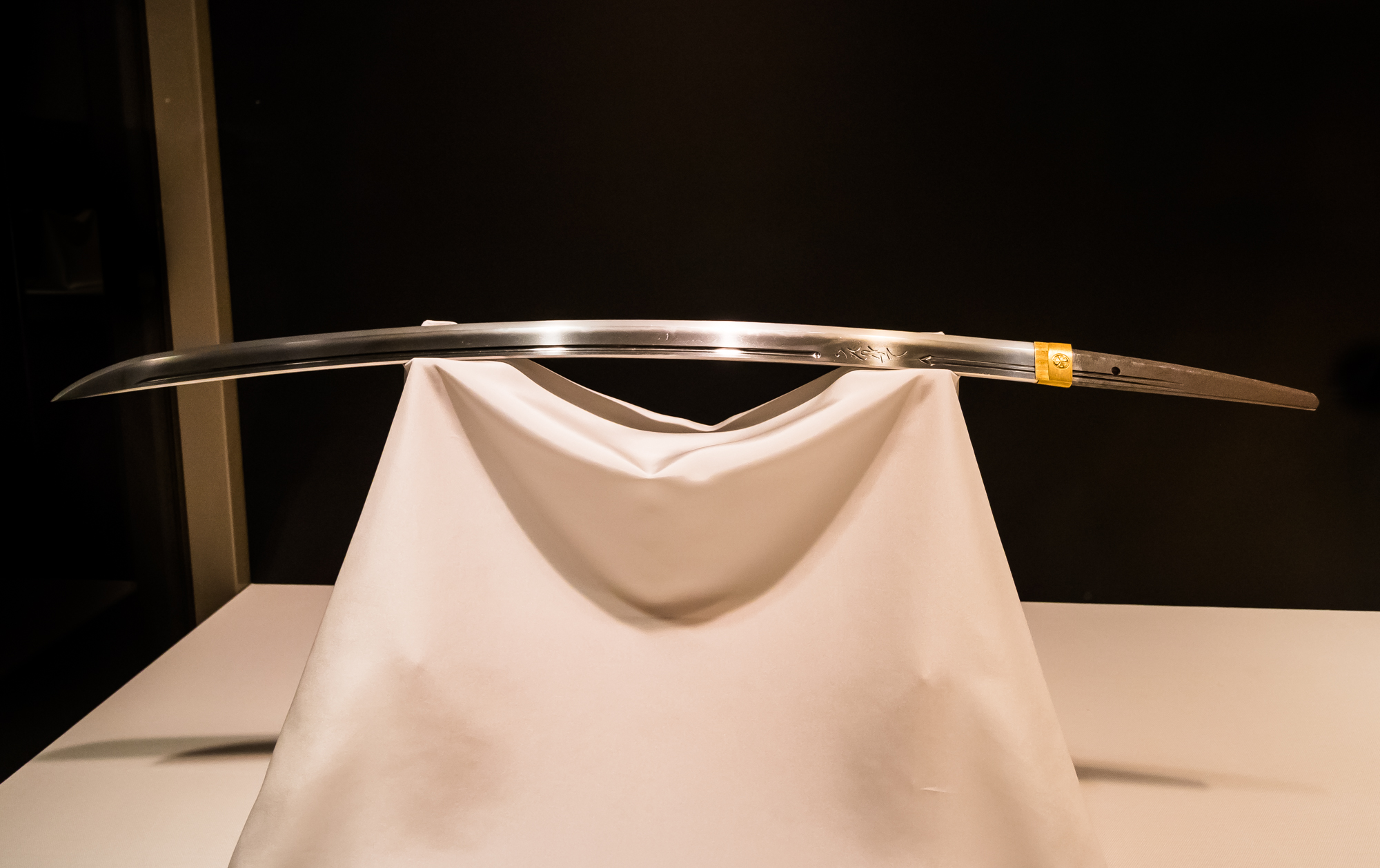
Una katana de la escuela Sōshū modificada de un tachi, Kiriha Sadamune, por Sadamune, hijo de Masamune., período Kamakura. Importante Bien Cultural.

La escuela Sōshū es una escuela que se originó en la provincia de Sagami correspondiente a la actual prefectura de Kanagawa. La provincia de Sagami fue el centro político de Japón donde se estableció el shogunato Kamakura en el período Kamakura. A fines del siglo XIII, el shogunato de Kamakura invitó a los herreros de la escuela Yamashiro y la escuela Bizen, y los herreros comenzaron a reunirse. Shintōgo Kunimitsu forjó espadas experimentales combinando la tecnología de forjado de la escuela Yamashiro y la escuela Bizen. Masamune, que aprendió de Shintōgo Kunimitsu, se convirtió en el mejor forjador de espadas de Japón. De las lecciones de la invasión mongola de Japón, revolucionaron el proceso de forja para hacer espadas más fuertes. Aunque este método de forjado no se comprende completamente hasta la fecha, uno de los elementos es el calentamiento a temperaturas más altas y el enfriamiento rápido. Su revolución influyó en otras escuelas para hacer espadas de la más alta calidad, pero esta técnica se perdió antes del período Azuchi-Momoyama (período Shintō). La escuela Sōshū declinó después de la caída del shogunato Kamakura. Sus espadas a menudo se caracterizan por una curva poco profunda, una hoja ancha en la parte posterior y una sección transversal delgada. Hay un patrón irregular similar a una huella dactilar en la superficie de la hoja, el hamon tiene un patrón de ondulaciones con redondez continua y los granos en el límite del hamon son grandes.

#### Escuela Mino

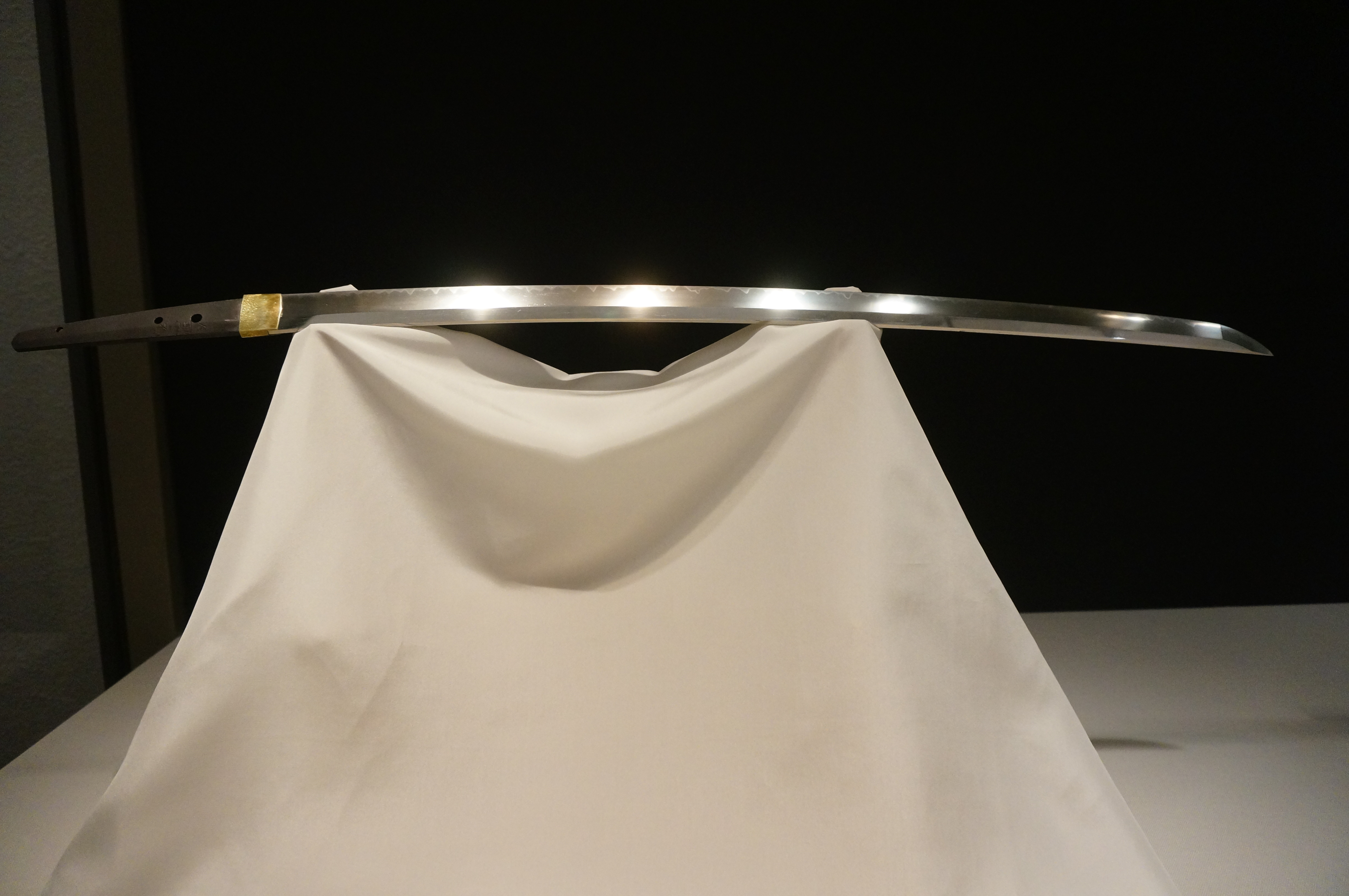
Una katana de la escuela Mino, de Seki Kanemoto (Magoroku Kanemoto)., periodo Muromachi.

La escuela Mino es una escuela que se originó en la provincia de Mino correspondiente a la actual prefectura de Gifu. La provincia de Mino era un punto de tráfico estratégico que conectaba las regiones de Kanto y Kansai, y estaba rodeada por poderosos daimio (señores feudales). La escuela Mino comenzó a mediados del período Kamakura cuando los herreros de la escuela Yamato que aprendieron la escuela Sōshū se reunieron en Mino. La escuela Mino se convirtió en la mayor zona de producción de espadas japonesas después de que la escuela Bizen decayera debido a una gran inundación. La tasa de producción de katana fue alta porque era la escuela más nueva entre 5 escuelas grandes. Sus espadas a menudo se caracterizan por una cresta central ligeramente más alta y una espalda más delgada. Hay un patrón irregular similar a una huella dactilar en la superficie de la hoja, y el hamon es variado, y el grano en el borde del hamon es apenas visible.

## Etimología
La palabra katana se usó en el antiguo Japón y todavía se usa hoy en día, mientras que el uso antiguo de la palabra nihontō se encuentra en el poema, de La Canción de Nihontō, del poeta de la dinastía Song Ouyang Xiu. La palabra nihontō se hizo más común en Japón a finales del shogunato Tokugawa. Debido a la importación de espadas occidentales, se adoptó la palabra nihontō para distinguirla de la espada occidental (洋刀, yōtō). 
El Meibutsu (espadas conocidas) es una designación especial dada a las obras maestras de espadas que se enumeran en una compilación del siglo XVIII llamada "Kyoho Meibutsucho". Las espadas enumeradas son hojas Koto de varias provincias diferentes, se sabe que 100 de las 166 espadas enumeradas existen hoy en día y las hojas Sōshū están muy bien representadas. El "Kyoho Meibutsucho" también enumeró los apodos, los precios, la historia y la duración del Meibutsu con espadas de Yoshimitsu, Masamune, Yoshihiro y Sadamune con un precio muy alto.

## Anatomía

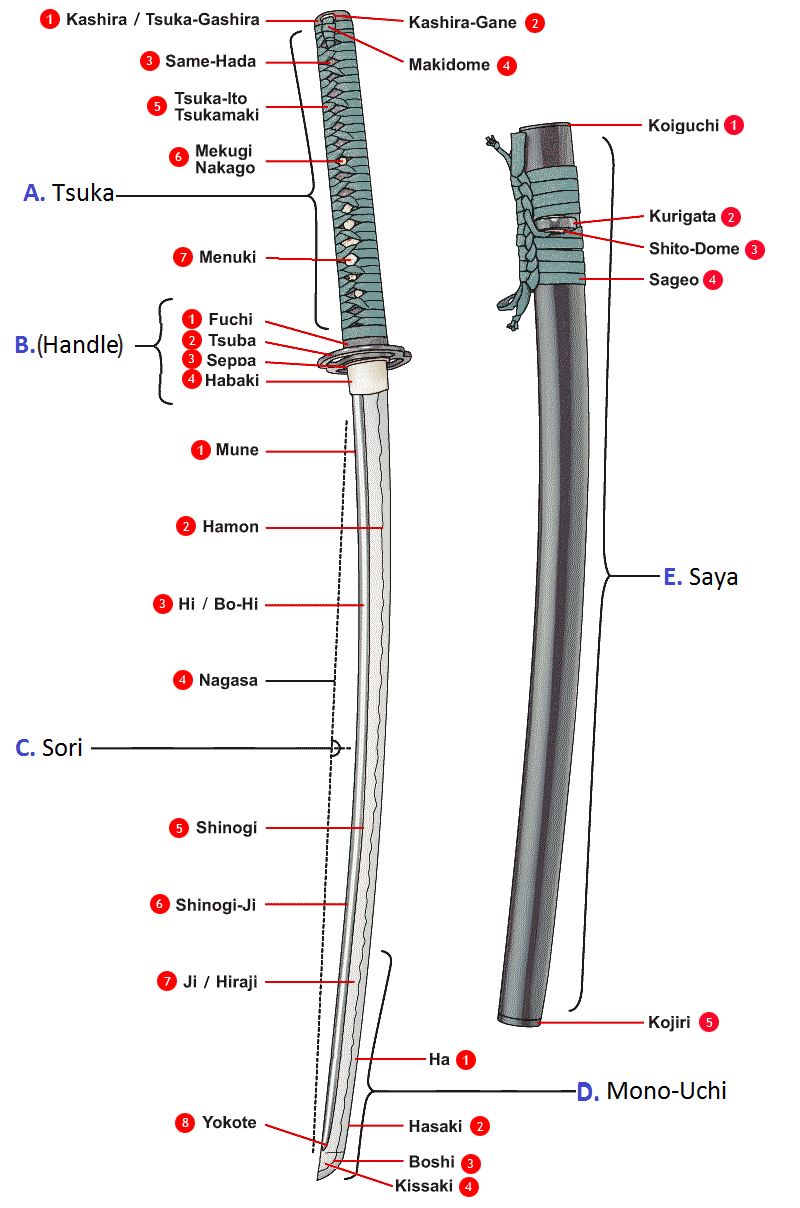
Partes nombradas de una katana

### Hoja

Diagrama que muestra las partes de la hoja de una espada japonesa, en idioma japonés transliterado

Cada hoja tiene un perfil único, que depende principalmente del fabricante de espadas y del método de construcción. La parte más prominente es la cresta media, o shinogi. En la imagen anterior, los ejemplos eran planos para el shinogi y luego se estrechaban hacia el borde de la hoja. Sin embargo, las espadas podrían estrecharse hasta el shinogi, luego estrecharse más hasta el borde de la hoja, o incluso expandirse hacia el shinogi y luego encogerse hasta el borde de la hoja (produciendo una forma trapezoidal). Un shinogi plano o que se estrecha se llama shinogi-hikushi, mientras que una hoja plana se llama shinogi-takushi.
El shinogi se puede colocar cerca de la parte posterior de la hoja para una punta más larga, más afilada y más frágil o un shinogi más moderado cerca del centro de la hoja.
La espada también tiene una forma de punta exacta, que se considera una característica extremadamente importante: la punta puede ser larga (ōkissaki), mediana (chūkissaki), corta (kokissaki), o incluso enganchada hacia atrás (ikuri-ōkissaki). Además, también es importante si el borde frontal de la punta es más curvo (fukura-tsuku) o (relativamente) recto (fukura-kareru).
El kissaki (punta) no suele ser una punta "similar a un cincel", y la interpretación occidental del cuchillo de una "punta tantō" rara vez se encuentra en las verdaderas espadas japonesas; una punta recta con pendiente lineal tiene la ventaja de ser fácil de moler, pero tiene menos capacidad de punzada/perforación en comparación con los tipos tradicionales japoneses kissaki Fukura (curvatura del borde cortante de la punta). Los kissaki suelen tener un perfil curvo y una suave curvatura tridimensional a lo largo de su superficie hacia el borde, aunque están delimitados por una línea recta llamada yokote.y tienen una definición nítida en todos sus bordes. Si bien la punta recta del "tanto americano" es idéntica a la fukura tradicional japonesa, hay dos características que lo distinguen de las espadas japonesas; La falta absoluta de curva solo es posible con herramientas modernas, y el uso de la palabra "tanto" en la nomenclatura del tributo occidental es simplemente un guiño a la palabra japonesa para cuchillo o espada corta, en lugar de un estilo de punta.
Aunque no es comúnmente conocido, el kissaki de "punta de cincel" se originó en Japón. Ejemplos de esto se muestran en el libro "La espada japonesa" de Kanzan Sato. Debido a que los herreros estadounidenses usan este diseño ampliamente, es un error común pensar que el diseño se originó en Estados Unidos.
Se perfora un agujero a través del tang nakago, llamado mekugi-ana. Se utiliza para anclar la hoja usando un mekugi, un pequeño alfiler de bambú que se inserta en otra cavidad en el mango tsuka y a través del mekugi-ana, evitando así que la hoja se salga. Para quitar el mango se quita el mekugi. La firma mei del herrero está tallada en la espiga.

### Monturas

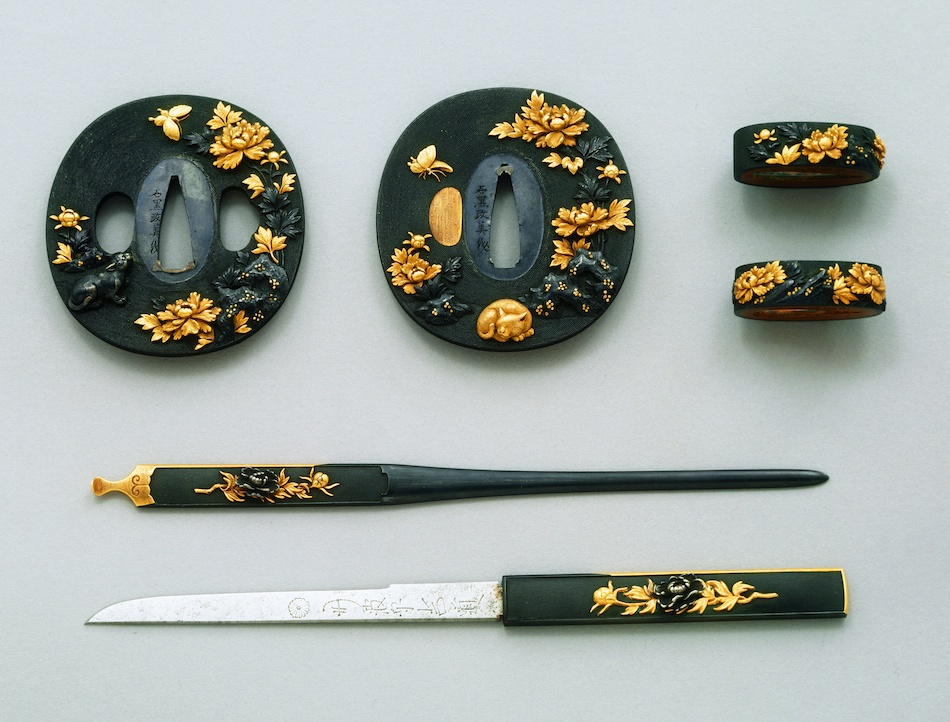
Herrajes para espadas. Tsuba (arriba a la izquierda) y fuchigashira (arriba a la derecha) realizados por Ishiguro Masayoshi en el o. Kogai (centro) y kozuka (abajo) hechos por Yanagawa Naomasa en el, período Edo. Museo de Arte Fuji de Tokio.

En japonés, la vaina se conoce como saya, y la pieza del guardamanos, a menudo intrincadamente diseñada como una obra de arte individual, especialmente en los últimos años del período Edo, se llamaba tsuba. Otros aspectos de las monturas (koshirae), como el menuki (empuñadura decorativa que se hincha), habaki (cuello de hoja y cuña de vaina), fuchi y kashira (cuello de mango y tapa), kozuka (cuchillo pequeño con mango), kogai (brocheta decorativa -como implemento), laca, saya y tsuka-ito (envoltura de mango profesional, también llamada tsukamaki ), recibió niveles similares de arte.

### Firma y fecha

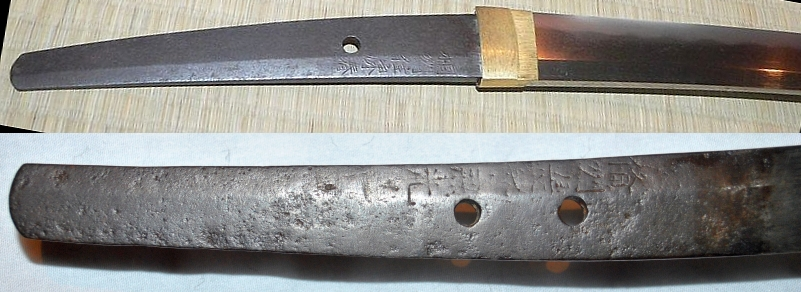
Un par de ejemplos de firmas cinceladas (mei) en las espigas de una katana (arriba); y una tachi (abajo).

El mei es la firma inscrita en la espiga de la espada japonesa. Las firmas falsas ("gimei") son comunes no solo debido a siglos de falsificaciones, sino también a las potencialmente engañosas que reconocen a herreros y gremios prominentes, y aquellas encargadas a un firmante separado.
Los eruditos de la espada recolectan y estudian oshigata, o calcos de papel, tomados de una hoja:
para identificar el mei, se quita la empuñadura y se sostiene la espada con la punta hacia arriba. El mei está cincelado en la espiga en el lado que tradicionalmente mira hacia el lado opuesto del cuerpo del usuario mientras se usa; dado que la katana y el wakizashi siempre se usan con el filo hacia arriba, el filo debe sostenerse hacia la izquierda del observador. La inscripción se verá como kanji en la superficie de la espiga: los dos primeros kanji representan la provincia; el siguiente es para el herrero; y el último, cuando está presente, es a veces una variación de 'hecho por' o 'respectivamente'. La fecha se inscribirá cerca del mei, ya sea con el nombre del reinado; el Método Zodiacal; o los calculados a partir del reinado del legendario Emperador Jimmu, dependiendo del período.

### Longitud

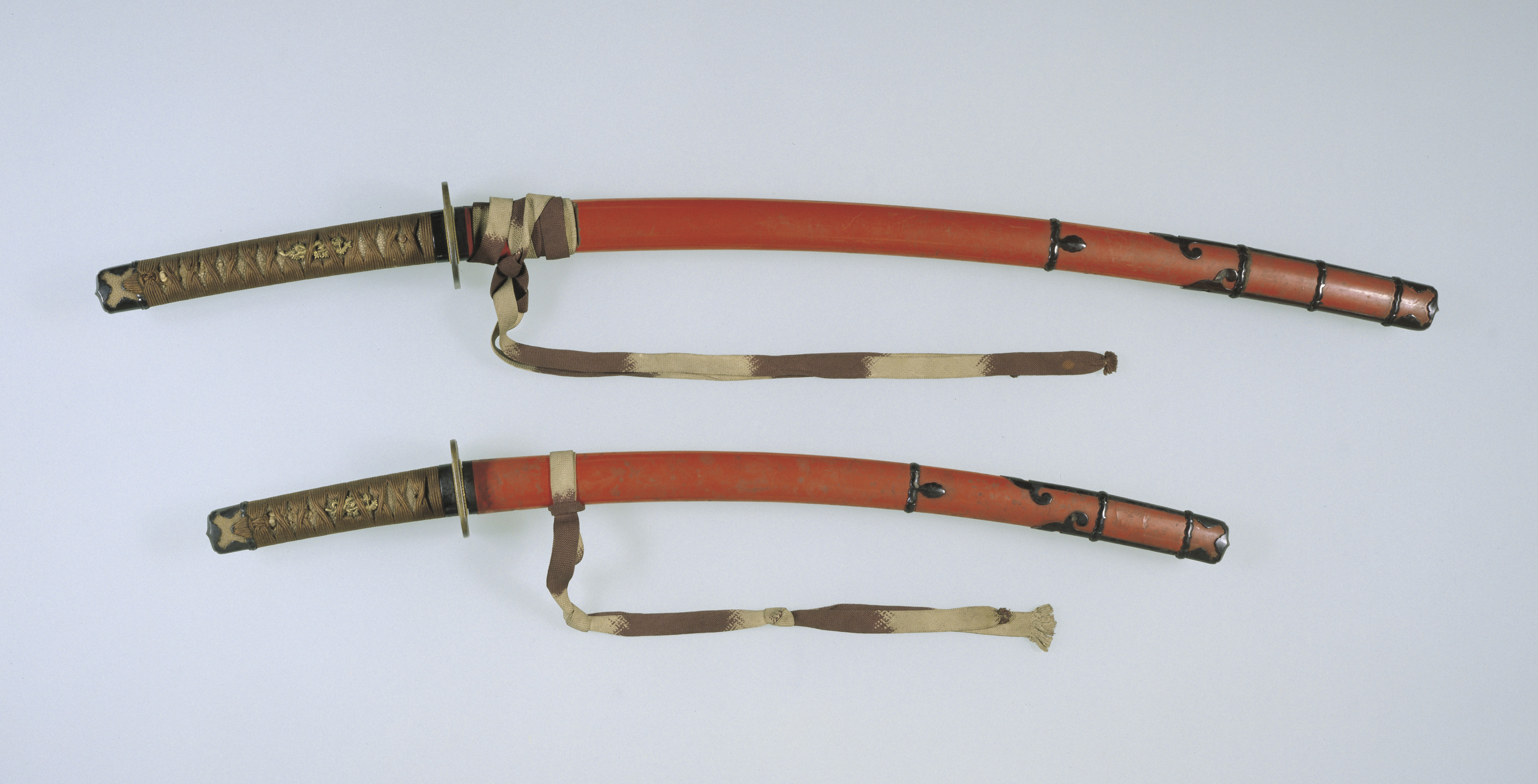
Dos koshirae antiguos, katana (arriba), wakizashi (abajo), en forma de daishō (conjunto combinado)., periodo Edo. Museo Nacional de Tokio.

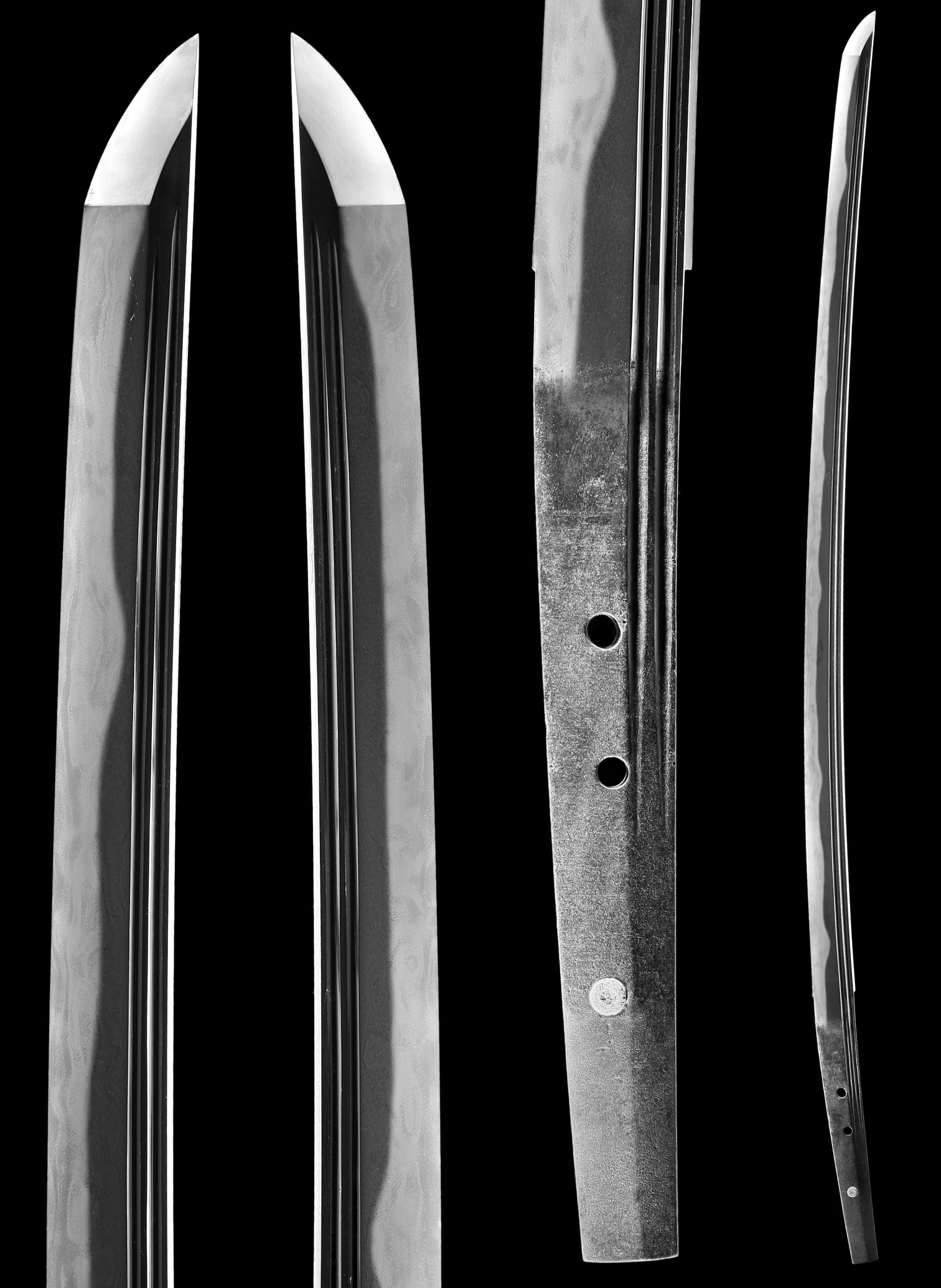
Tachi por Norishige ca. 1300 EC, hizo ō-suriage (muy abreviado) durante el período Edo para usar como "katana" cortando la espiga original y reformándola más arriba en el filo.

Lo que generalmente diferencia a las diferentes espadas es su longitud. Las espadas japonesas se miden en unidades de shaku. Desde 1891, el shaku japonés moderno es aproximadamente igual a un pie (11,93 pulgadas), calibrado con el metro para que sea exactamente igual a 10 metros por 33 shaku (30,30 cm).
Sin embargo, el shaku histórico era un poco más largo (13,96 pulgadas o 35,45 cm). Por lo tanto, a veces puede haber confusión sobre las longitudes de las hojas, según el valor de shaku que se asuma al convertir a las medidas métricas o habituales de EE. UU.
Las tres divisiones principales de la longitud de la hoja japonesa son:
- Menos de 1 shaku para tantō (cuchillo o daga).

- Entre 1 y 2 shaku para Shōtō Shōtō (小刀:しょうとう?) (wakizashi or kodachi).

- Más de 2 shaku para daitō daitō (大刀?) (espada larga, como la katana o el tachi).

Una hoja más corta que un shaku se considera un tantō (cuchillo). Una hoja más larga que un shaku pero menos de dos se considera un shōtō (espada corta). Los wakizashi y kodachi están en esta categoría. La longitud se mide en línea recta a lo largo de la parte posterior de la hoja desde la punta hasta el munemachi (donde la hoja se encuentra con la espiga). La mayoría de las hojas que caen en el rango de tamaño "shōtō" son la wakizashi. Sin embargo, algunos daitō fueron diseñados con hojas ligeramente más cortas que 2 shaku. Estos fueron llamados kodachi y están en algún lugar entre un verdadero daito y un wakizashi. Un shōtō y un daitō juntos se llaman daishō (literalmente, "pequeño-grande").  El daishō era el armamento simbólico de los samuráis del período Edo.
Una hoja de más de dos shaku se considera daitō, o espada larga. Para calificar como daitō, la espada debe tener una hoja de más de 2 shaku (aproximadamente 24 pulgadas o 60 centímetros) en línea recta. Si bien hay un límite inferior bien definido para la longitud de un daitō, el límite superior no se aplica bien; varios historiadores modernos, herreros de espadas, etc. dicen que las espadas que tienen más de 3 shaku de longitud de hoja son "más largas que el daitō normal " y generalmente se las denomina ōdachi. La palabra "daitō"se usa a menudo para explicar los términos relacionados shōtō (espada corta) y daishō (el conjunto de espada grande y pequeña). Miyamoto Musashi se refiere a la espada larga en El libro de los cinco anillos. Se refiere a la katana en esto, y se refiere a la nodachi y la odachi como "espadas extralargas".
Antes del año 1500, la mayoría de las espadas se usaban generalmente suspendidas de cuerdas en un cinturón, con el borde hacia abajo. Este estilo se llama jindachi-zukuri, y los daitō que se usan de esta manera se llaman tachi (longitud promedio de la hoja de 75 a 80 cm). Desde 1600 hasta 1867, se usaron más espadas a través de un obi (faja), junto con una hoja más pequeña; ambos desgastados con el borde hacia arriba.  Este estilo se llama buke-zukuri, y todos los daitō que se usan de esta manera son katana, con un promedio de 70–74 cm (2 shaku 3 sun a 2 shaku 4 sun 5 bu) de longitud de hoja. Sin embargo, también existían espadas japonesas de mayor longitud, incluidas longitudes de hasta 78 cm (2 shaku 5 sun 5 bu).
No era solo el hecho de que las espadas se usaran con cordones en un cinturón, como una especie de "estilo". Tal declaración suele trivializar una función importante de tal manera de llevar la espada. Fue un ejemplo muy directo de 'forma siguiendo a la función'. En este punto de la historia japonesa, gran parte de la guerra se libró a caballo. Siendo así, si la espada o la hoja estuvieran en una posición más vertical, sería engorroso y difícil de sacar. Suspender la espada por 'cuerdas' permitió que la vaina fuera más horizontal y mucho menos probable que se atascara al sacarla en esa posición.
Las cuchillas anormalmente largas (más de 3 shaku), que generalmente se llevan cruzadas en la espalda, se llaman ōdachi o nodachi. La palabra ōdachi también se usa a veces como sinónimo de espadas japonesas. Odachi significa "gran espada", y Nodachi se traduce como "espada de campo". Estas grandes espadas se usaron durante la guerra ya que la espada más larga le dio a un soldado de infantería una ventaja de alcance. Estas espadas ahora son en su mayoría ilegales en Japón. Los ciudadanos no pueden poseer un odachi a menos que sea con fines ceremoniales.
Aquí hay una lista de longitudes para los diferentes tipos de cuchillas:
- Nodachi, Ōdachi, Jin tachi: 90,9 cm y más (más de tres shaku)

- Tachi, Katana: más de 60,6 cm (más de dos shaku)

- Wakizashi: entre 30,3 y 60,6 cm (entre uno y dos shaku)

- Tantō, Aikuchi: menos de 30,3 cm (menos de un shaku)

Las hojas cuya longitud está al lado de un tipo de clasificación diferente se describen con un prefijo 'O-' (para grande) o 'Ko-' (para pequeño), por ejemplo, un Wakizashi con una longitud de 59 cm se llama O-wakizashi (casi una Katana) mientras que una Katana con 61 cm se llama Ko-Katana (por Katana pequeña; pero tenga en cuenta que una pequeña hoja accesoria que a veces se encuentra en la vaina de una espada larga también es una "kogatana" (小刀)).
Desde el año 1867, las restricciones y/o la deconstrucción de la clase samurái significaron que la mayoría de las espadas se han usado al estilo jindachi-zukuri, como los oficiales de la marina occidental. Desde 1953, ha habido un resurgimiento del estilo buke-zukuri, permitido solo con fines de demostración.

## Historia
La producción de espadas en Japón se divide en períodos de tiempo específicos: jōkotō (espadas antiguas, hasta alrededor del año 900 d. C.), kotō (espadas viejas de alrededor de 900–1596), shintō (espadas nuevas 1596–1780), shinshintō (espadas nuevas nuevas 1781 –1876), gendaitō (espadas modernas o contemporáneas desde 1876 hasta el presente)

### Jōkotō – Kotō (Espadas antiguas)
Los primeros ejemplos de espadas de hierro fueron tsurugi recto, chokutō y otros con formas inusuales, algunos de los estilos y técnicas probablemente se derivan del dao chino , y algunos de ellos se importan directamente a través del comercio. Las espadas de este período eran una mezcla de espadas de estilo original japonés y las de estilo chino traídas a Japón a través de la Península de Corea y el Mar de China Oriental. La forma de la sección transversal de las hojas de estas primeras espadas era un hira-zukuri triangular isósceles, y la espada kiriha-zukuri, que afilaba solo la parte cercana al borde cortante de una hoja plana, apareció gradualmente. Las espadas de este período se clasifican como jōkotō y, a menudo, se las distingue de las espadas japonesas.

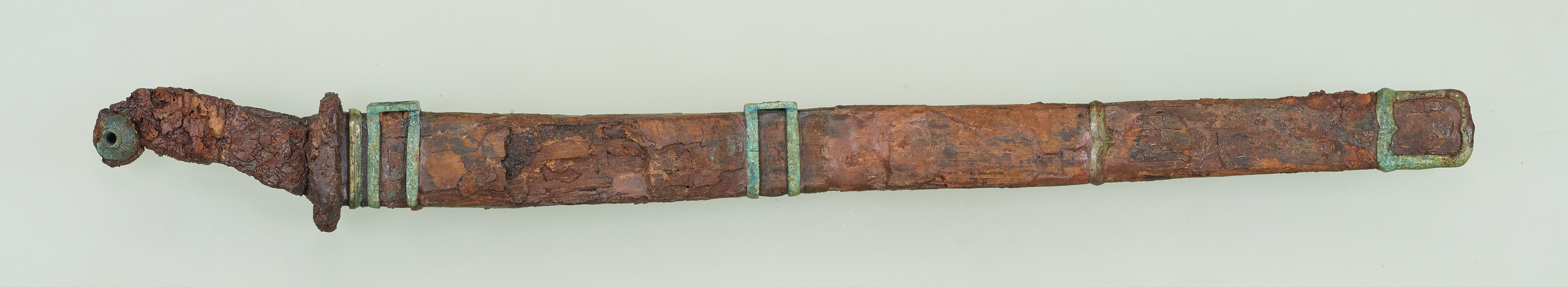
Warabitetō,, período Heian, cultura Satsumon, Museo Nacional de Tokio.

El antecesor directo del tachi (太刀) ha sido llamado Warabitetō ( ja:蕨手刀) por los Emishi (No confundir con los Ainu) de Tohoku. El Nihonto Meikan muestra que el primer y, con mucho, el grupo más grande de herreros Ōshū de principios del siglo VIII eran de la escuela Mokusa, y enumera más de 100 herreros Mokusa antes del comienzo del período Kamakura. Las excavaciones arqueológicas de la región de Ōshū Tohoku muestran sitios de fundición de mineral de hierro que datan del período temprano de Nara. La región de Tohoku y, de hecho, todo el distrito de Ōshū en el siglo VIII estaban controlados y poblados por Emishi. Evidencia arqueológica de recuperadosWarabitetō (蕨手刀) muestra una alta concentración en los bienes funerarios de las regiones de Ōshū y Hokkaido. El área de Mokusa fue famosa por los legendarios herreros de espadas del Período Heian (794-1185 d. C.). Se les considera como los productores originales de las espadas japonesas conocidas como " Warabitetō ", que pueden remontarse a los siglos VI al VIII. " Warabitetō " ganó su fama a través de la serie de batallas entre el pueblo Emishi (蝦夷) y el gobierno Yamato-chotei (大 和朝廷) a finales del siglo VIII. Usando " Warabitetō ", el pequeño número de soldados Emishi podría resistir contra el numeroso ejército de Yamato-chotei durante una Guerra de los Treinta y Ocho Años.(三十八年戦争) (770-811 d. C.). El Meikan describe que desde tiempos anteriores había una lista de cuarenta y dos herreros famosos en el Toukou Meikan 刀工銘鑑 en Kanchiin 観智院. Ocho de los herreros de esta lista eran de las escuelas Ōshū. Cinco de Mokusa son Onimaru 鬼丸, Yoyasu 世安, Morifusa 森房, Hatafusa 幡房 y Gaan 瓦安, dos de Tamatsukuri Fuju 諷誦, Houji 寶次 y uno de Gassan firmando solo Gassan 月山. Según Nihonto Meikan, el grupo de herreros Ōshū está formado por las escuelas Mokusa (舞草), Gassan (月山) y Tamatsukuri (玉造), que más tarde se convertirían en las escuelas Hoju (寶壽). Las espadas Ōshū aparecen en varios libros antiguos de esta época, por ejemplo, Heiji Monogatari 平治物語 (Cuento de Heiji), Konjaku Monogatari 今昔物語 (Antología de cuentos del pasado), Kojidan 古事談 (Colección japonesa de Setsuwa 説話), y Gikeiki 義経記 (cuento de guerra que se centra en las leyendas de Minamoto no Yoshitsune 源義経 y sus seguidores). Los herreros de espadas Ōshū aparecieron en libros en épocas bastante tempranas en comparación con otros. Los relatos de estos libros hablan de los Emishi-to en la ciudad capital y estas espadas parecen haber sido muy populares entre los bushi. Tal vez una insignia de honor siendo armas capturadas. Por ejemplo, en "Nihongiryaku" 日本紀略 983AD: "el número de personas que usan un Tachi 太刀 de aspecto divertido está aumentando". En "Kauyagokau" 高野御幸 1124AD: "cuando el emperador Shirakawa 白河法皇 visitó a Kouyasan 高 野山, Fujiwara Zaemon Michisue 藤原左衛門通季 llevaba una espada Fushū". Fushū Tachi. Parece que durante el Heian tardío el Emishi-to estaba ganando popularidad en Kioto.

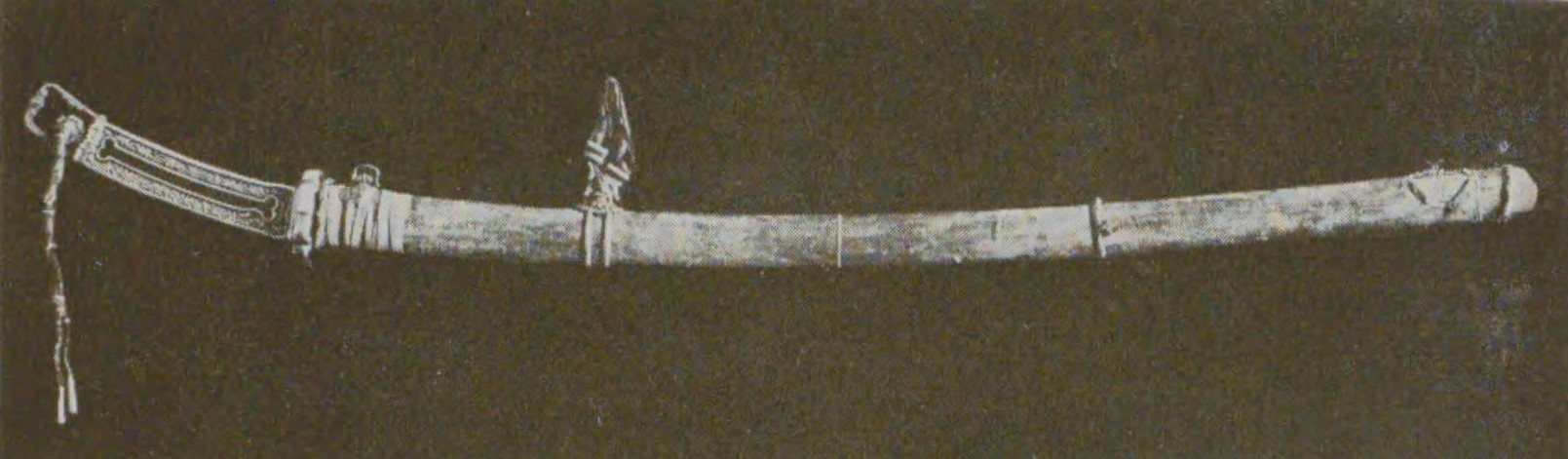
Kenukigata tachi en el Gran Santuario de Ise, período Heian. Importante Bien Cultural.

A mediados del período Heian (794-1185), los samuráis mejoraron el Warabitetō para desarrollar la Kenukigata-tachi ( ja:毛抜形太刀) -espada japonesa primitiva-. Para ser más precisos, se cree que los Emishi mejoraron el warabitetō y desarrollaron Kenukigata-warabitetō ( ja:毛抜形蕨手刀) con un agujero en la empuñadura y kenukigatatō ( ja:毛抜形刀) sin decoraciones . en la punta de la empuñadura, y los samuráis desarrollaron kenukigata-tachi basándose en estas espadas. Kenukigata-tachi, que se desarrolló en la primera mitad del siglo X, tiene una forma transversal tridimensional de una hoja alargada pentagonal o hexagonal llamada shinogi-zukuri y una hoja de un solo filo suavemente curvada, que son características típicas de las espadas japonesas. No hay una empuñadura de madera unida a kenukigata-tachi, y la espiga (nakago) que está integrada con la hoja se agarra y usa directamente. El término kenukigata se deriva del hecho de que la parte central de la espiga está ahuecada con la forma de unas pinzas japonesas antiguas (kenuki).

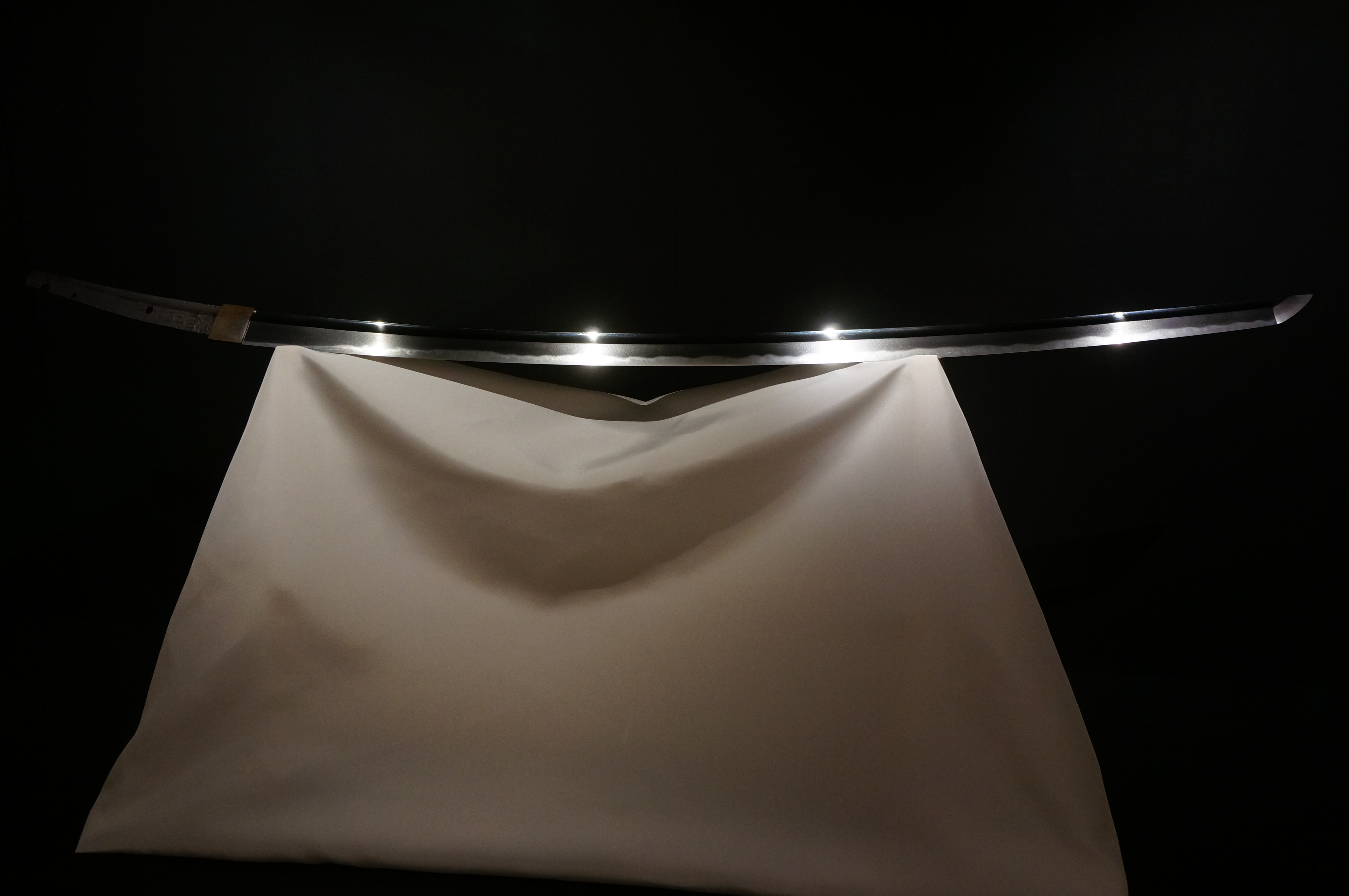
Tachi, Okanehira, de Kanehira. Escuela Ko-Bizen (antigua Bizen). Siglo XII, período Heian, Tesoro Nacional, Museo Nacional de Tokio. Okanehira, junto con Dojikiri, es considerada una de las mejores espadas japonesas en términos de arte y se compara con el yokozuna (el rango más alto de un luchador de sumo) de las espadas japonesas.

En el tachi desarrollado después de kenukigata-tachi, se adoptó una estructura en la que la empuñadura se fija a la espiga (nakago) con un pasador llamado mekugi. Como resultado, se completó una espada con tres elementos externos básicos de las espadas japonesas, la forma transversal de shinogi-zukuri, una hoja de un solo filo suavemente curvada y la estructura de nakago. Su forma puede reflejar la forma cambiante de la guerra en Japón. La caballería era ahora la unidad de combate predominante y el chokutō recto más antiguo eran particularmente inadecuados para luchar a caballo. La espada curva es un arma mucho más eficiente cuando la empuña un guerrero a caballo, donde la curva de la hoja aumenta considerablemente la fuerza hacia abajo de una acción de corte. Los primeros modelos tenían curvas desiguales con la parte más profunda de la curva en la empuñadura. A medida que cambiaban las eras, el centro de la curva tendía a moverse hacia arriba en la hoja.
El tachi es una espada que generalmente es más grande que una katana y se lleva suspendida con el filo hacia abajo. Esta fue la forma estándar de portar la espada durante siglos, y finalmente sería reemplazada por el estilo katana donde la hoja se gastaba atravesando el cinturón, con el borde hacia arriba. El tachi se llevaba colgado de la cadera izquierda. La firma en la espiga de la hoja se inscribió de tal manera que siempre estaría en el exterior de la espada cuando se usara. Esta característica es importante para reconocer el desarrollo, la función y los diferentes estilos de usar espadas a partir de este momento.
Cuando se usa con armadura completa, el tachi estaría acompañado por una hoja más corta en la forma conocida como koshigatana (腰刀, "espada de cintura"); un tipo de espada corta sin guardamanos, y donde la empuñadura y la vaina se unen para formar el estilo de montaje llamado aikuchi ("boca de encuentro"). Las dagas ( tantō ) también se llevaban para el combate cuerpo a cuerpo y, en general, para la protección personal.
En el siglo XI, durante el período Heian, las espadas japonesas ya se habían exportado a los países vecinos de Asia. Por ejemplo, en el poema "La canción de las espadas japonesas", Ouyang Xiu, un estadista de la dinastía Song en China, describió las espadas japonesas como "Es una espada atesorada con una vaina hecha de madera aromática cubierta con piel de pescado, decorada con latón". y cobre, y capaz de exorcizar los malos espíritus. Se importa a un gran costo".
Desde el período Heian (794－1185), los samuráis ordinarios usaban espadas del estilo llamado kurourusi tachi (kokushitsu no tachi, 黒漆太刀), que significa tachi de laca negra. La empuñadura de un tachi se envuelve en cuero o piel de raya, y se envuelve con hilo negro o cordón de cuero, y la vaina se cubre con laca negra. Por otro lado, los nobles de la corte usaban tachi decorados con metal tallado con precisión y joyas con fines ceremoniales. Los nobles de la corte de alto rango usaban espadas del estilo llamado kazatachi (飾太刀, 飾剣), que significaba tachi decorativo , y los nobles de la corte de menor rango usaban espadas kazatachi simplificadas del estilo llamado hosodachi.(細太刀), que significaba tachi delgado. El kazatachi y el hosodachi que usaban los nobles eran inicialmente rectos como un chokutō, pero desde el período Kamakura han tenido una curva suave bajo la influencia del tachi.
En el período Kamakura (1185－1333), los samuráis de alto rango usaban hyogo gusari tachi (hyogo kusari no tachi, 兵庫鎖太刀), lo que significaba una espada con cadenas en el arsenal. La vaina del tachi estaba cubierta con una placa de cobre dorado y colgada de cadenas en la cintura. Al final del período Kamakura, el hyogo gusari tachi simplificado se hizo como una ofrenda a los kami de los santuarios sintoístas y dejó de usarse como arma. Por otro lado, en el período Kamakura, existía un tipo de tachi llamado hirumaki tachi.(蛭巻太刀) con una vaina recubierta de metal, que se usó como arma hasta el período Muromachi. El significado era una espada envuelta alrededor de una sanguijuela, y su característica era que una delgada placa de metal estaba envuelta en espiral alrededor de la vaina, por lo que era resistente y decorativa, y no se usaban cadenas para colgar la vaina alrededor de la cintura.

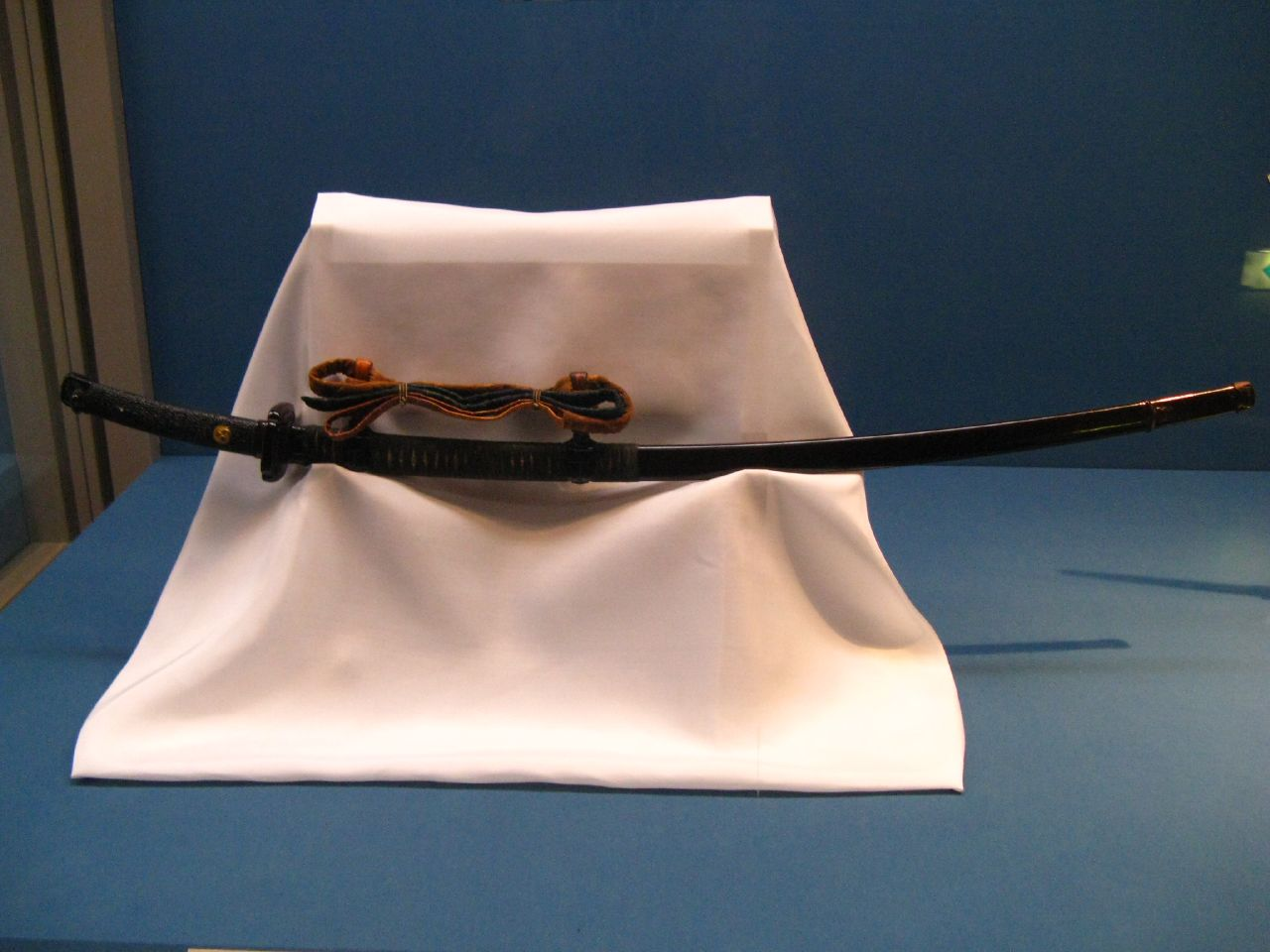
Kurourusi tachi , Shishio . Siglo XIII, período Kamakura. Importante Bien Cultural. Museo Nacional de Tokio.
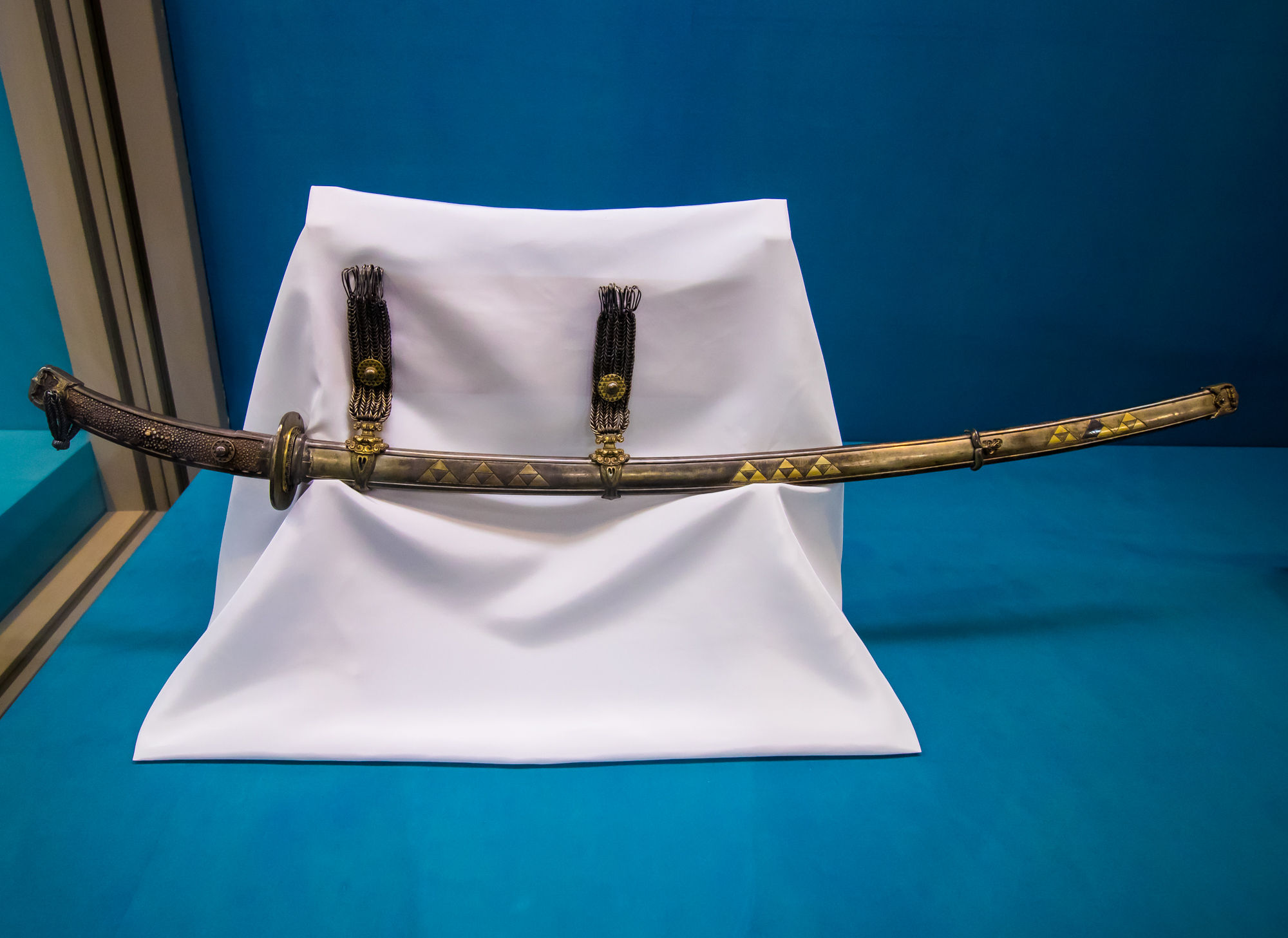
Hyogo gusari tachi . Siglo XIII, período Kamakura. Importante Bien Cultural. Museo Nacional de Tokio.
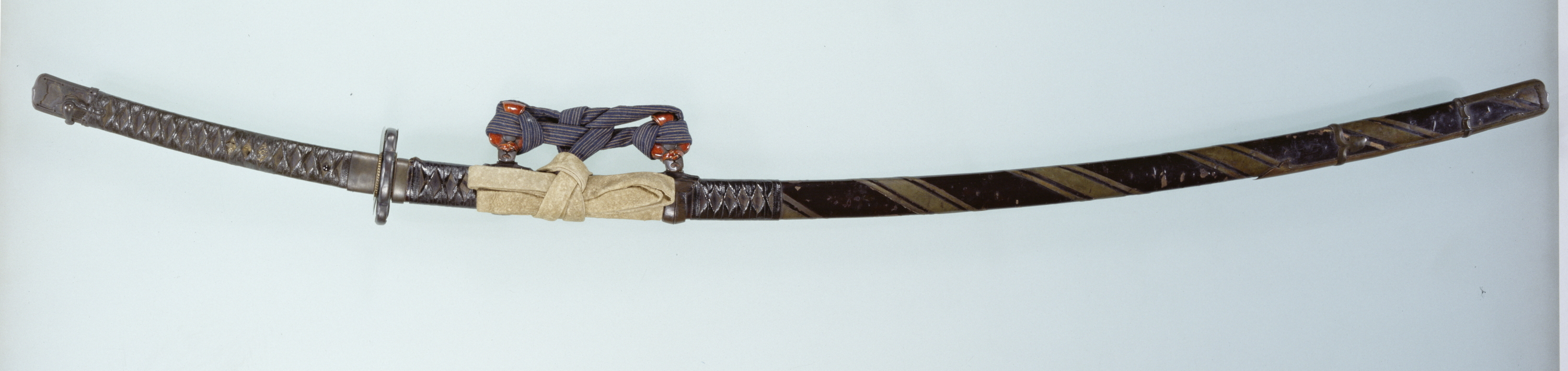
Hirumaki-tachi . Siglo XIV, período Nanboku-chō . Importante Bien Cultural. Museo Nacional de Tokio.

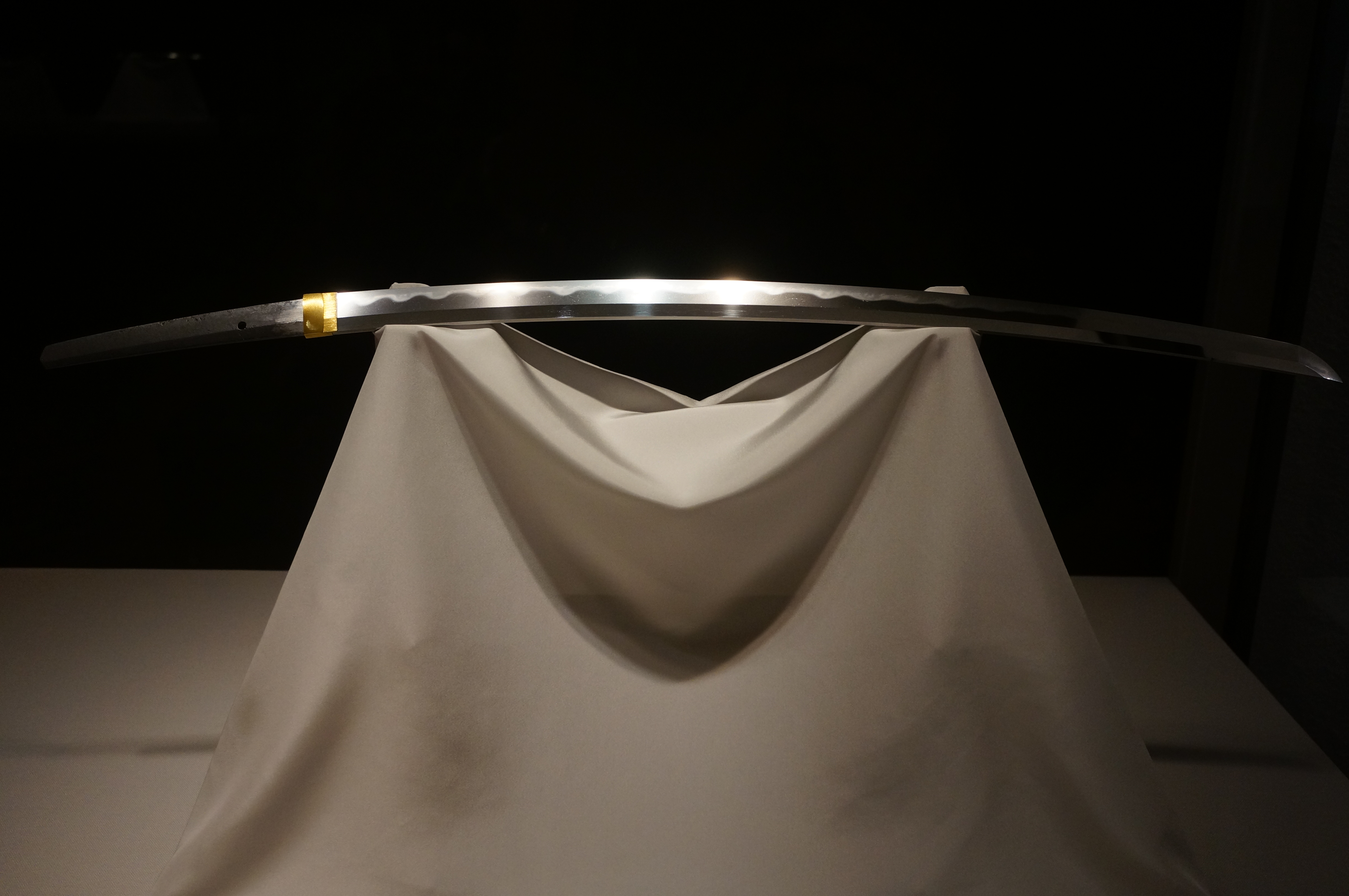
Una katana modificada de un tachi forjado por Masamune. escuela Sōshū. Importante Bien Cultural. Como era propiedad de Ishida Mitsunari, comúnmente se llamaba Ishida Masamune.

Las invasiones mongolas de Japón en el siglo XIII durante el período Kamakura estimularon una mayor evolución de la espada japonesa. Los herreros de espadas de la escuela Sōshū representada por Masamune estudiaron tachi que se rompieron o doblaron en la batalla, desarrollaron nuevos métodos de producción y crearon espadas japonesas innovadoras. Forjaron la hoja usando una combinación de acero blando y duro para optimizar la temperatura y el tiempo de calentamiento y enfriamiento de la hoja, dando como resultado una hoja más liviana pero más robusta. También suavizaron la curva de la hoja, alargaron la punta linealmente, ampliaron el ancho desde el borde de corte hasta el lado opuesto de la hoja y adelgazaron la sección transversal para mejorar la penetración y la capacidad de corte de la hoja.
Históricamente en Japón, se ha considerado que la hoja ideal de una espada japonesa es el kotō (古刀) (literalmente, "espadas viejas") en el período Kamakura, y los espaderos desde el período Edo (1603–1868) hasta el presente. el día después del período shinō (新刀) (lit., "nuevas espadas") se centró en reproducir la hoja de la espada japonesa fabricada en el período Kamakura. Hay más de 100 espadas japonesas designadas como Tesoros Nacionales en Japón, de las cuales las Kotō del período Kamakura representan el 80% y las tachi el 70%.

Tesoros
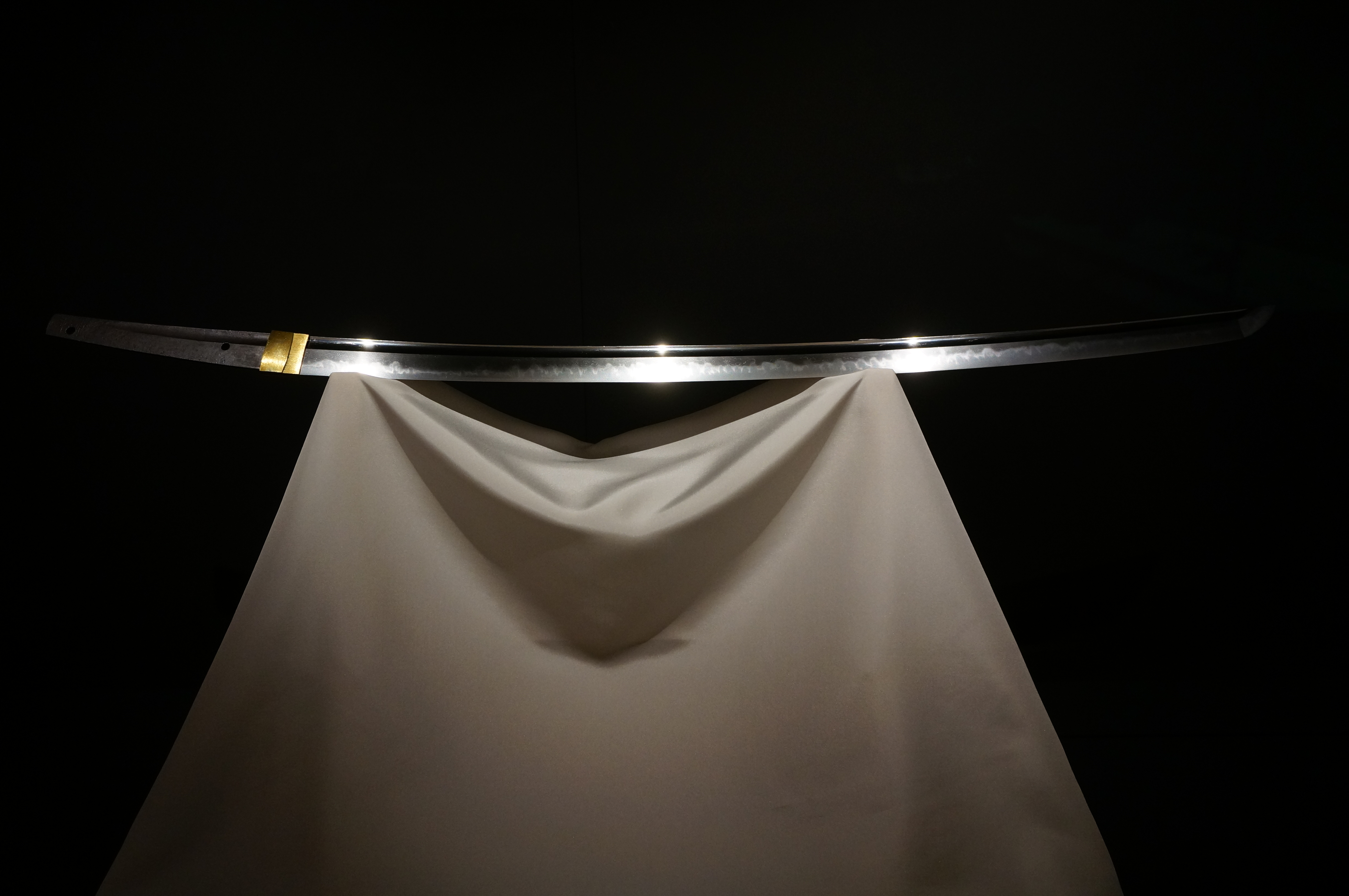
Okadagiri Yoshifusa, por Yoshifusa. Escuela Bizen Fukuoka-Ichimonji. El nombre proviene del hecho de que Oda Nobuo mató a su vasallo Okada con esta espada.
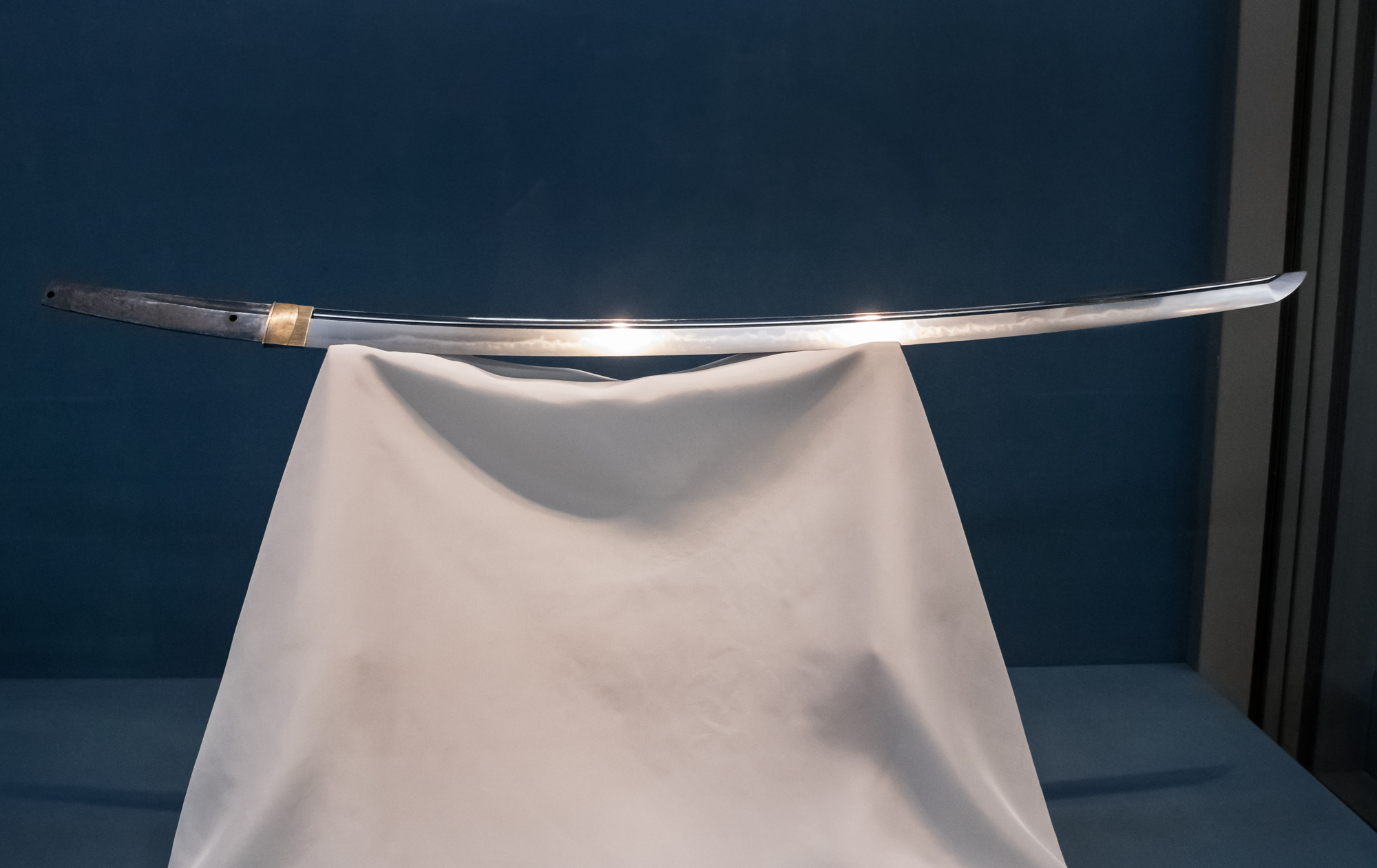
Nikkō Sukezane, por Sukezane. Escuela Fukuoka-Ichimonji . Esta espada era propiedad de Tokugawa Ieyasu.
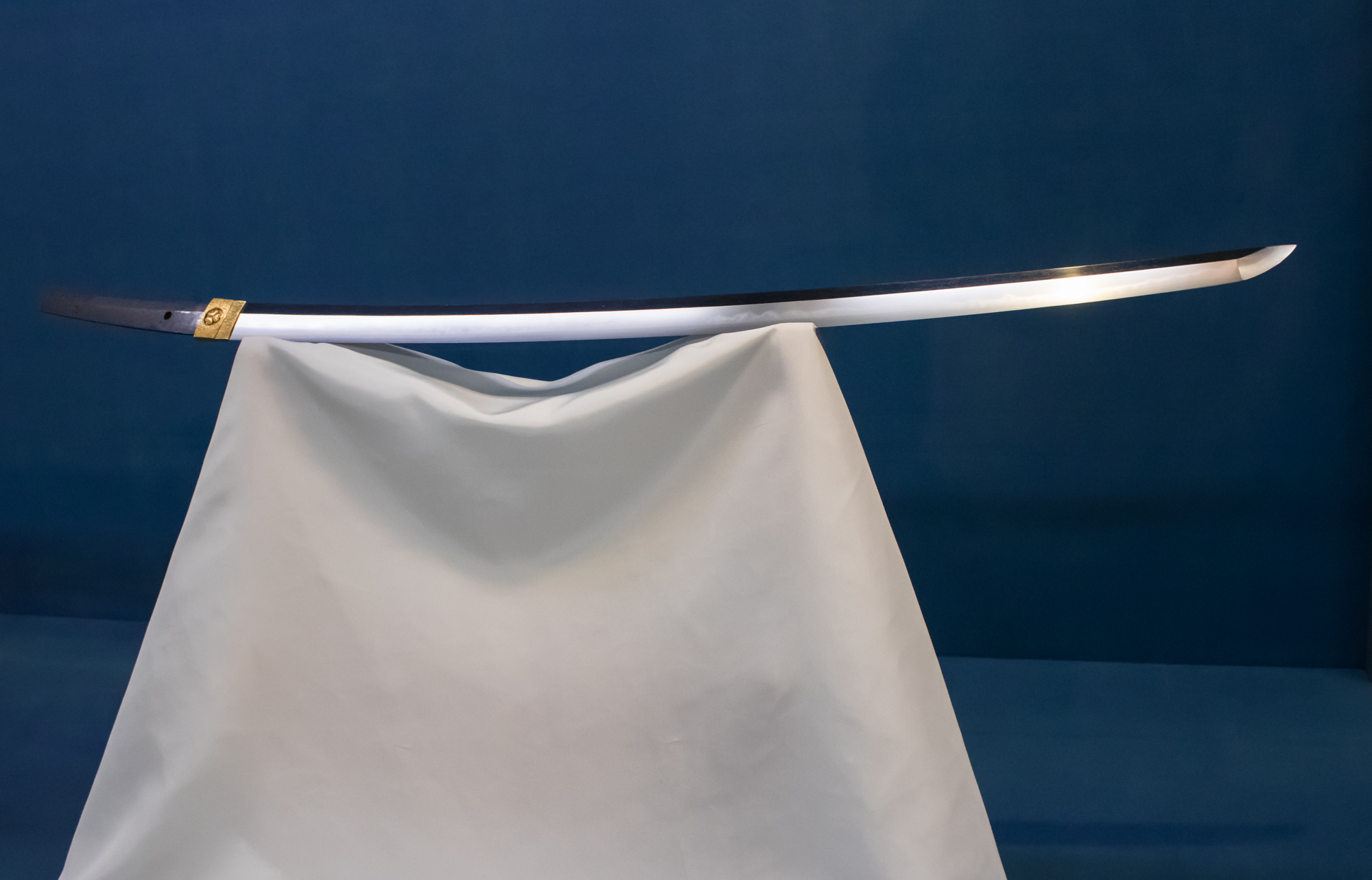
Por Sukezane. Escuela Bizen Fukuoka-Ichimonji . Esta espada era propiedad de la familia Kishū Tokugawa.
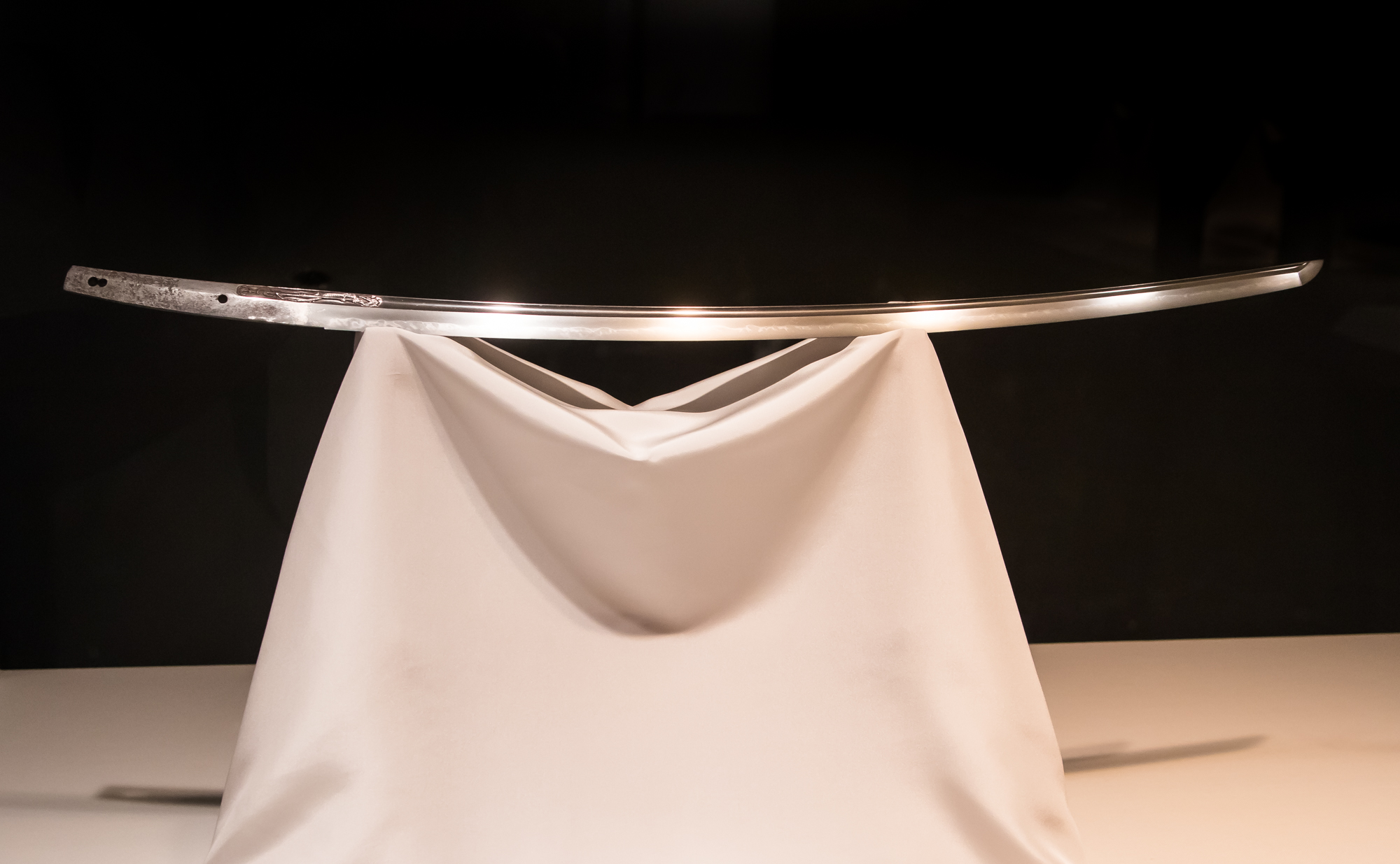
Koryū Kagemitsu, por Kagemitsu. Escuela Bizen Osafune. Esta espada era propiedad de Kusunoki Masashige.

Desde el final del período Kamakura hasta el final del período Muromachi (1333－1573), el kawatsutsumi tachi (革包太刀), que significa tachi envuelto en cuero, fue popular. El kawatsutsumi tachi era más fuerte que el kurourushi tachi porque su empuñadura estaba envuelta en cuero o piel de raya, la laca estaba pintada en la parte superior, las correas y cuerdas de cuero estaban envueltas alrededor, y la vaina y, a veces, la tsuba (protector de mano) también estaban envuelto en cuero.

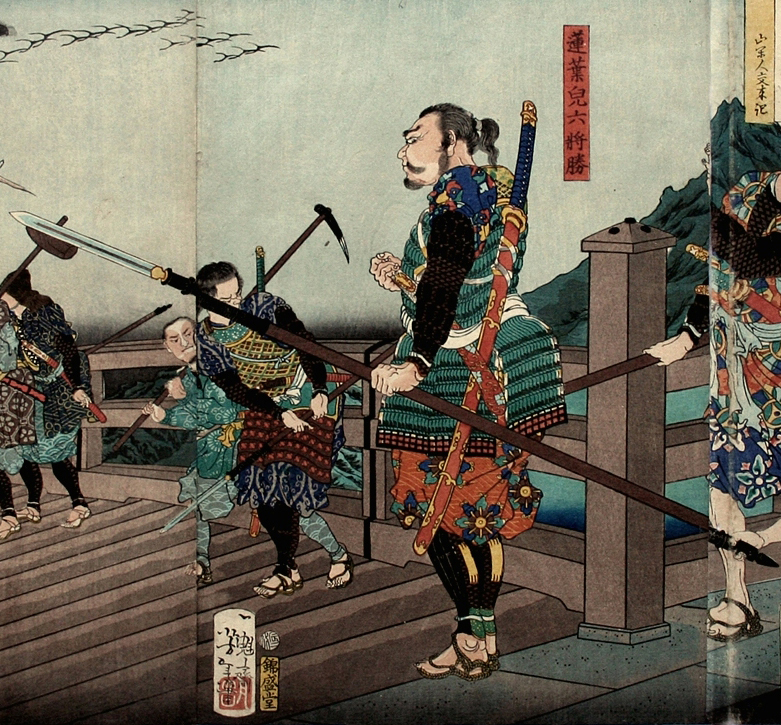
El ukiyo-e del período Edo muestra un ōdachi usado en la espalda de un samurái.

En el período Nanboku-chō (1336－1392), que corresponde a principios del período Muromachi (1336－1573), las enormes espadas japonesas como la ōdachi se hicieron populares. Se cree que la razón de esto es que las condiciones para fabricar una espada práctica de gran tamaño se establecieron debido a la difusión nacional de espadas fuertes y afiladas de la escuela Sōshū. En el caso de los ōdachi cuya hoja medía es de 150 cm de largo, era imposible sacar una espada de la vaina en la cintura, por lo que la gente la llevaba a la espalda o la hacían llevar sus sirvientes. La naginata grande y el kanabō también fueron populares en este período.

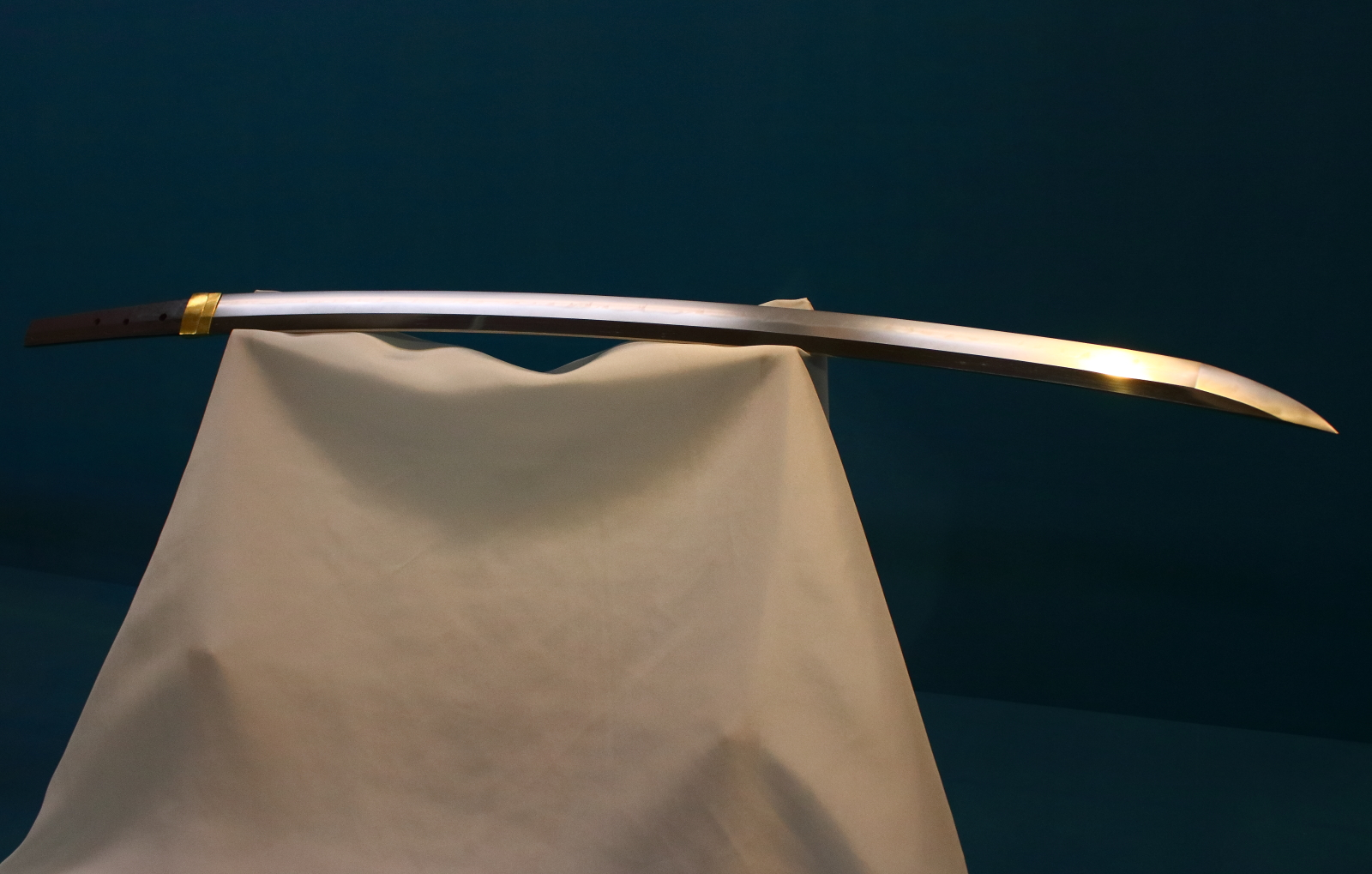
Una katana modificada de un tachi forjado por Motoshige. Escuela Bizen Osafune influenciada por la escuela Sōshū., período Nanboku-chō. Importante Bien Cultural. Museo Nacional de Tokio.

La Katana tiene su origen en sasuga, una especie de tantō utilizada por los samuráis de rango inferior que luchaban a pie en el período Kamakura. Su arma principal era una naginata larga y sasuga era un arma de repuesto. En el período Nanboku-chō, las armas largas como la ōdachi eran populares, y junto con esto, sasuga se alargó y finalmente se convirtió en la katana. Además, existe la teoría de que la koshigatana (腰刀), una especie de tantō que fue equipado por samuráis de alto rango junto con tachi, se convirtió en katana .a través de los mismos antecedentes históricos que sasuga , y es posible que ambos se desarrollaron en la katana. La katana más antigua que existe en la actualidad se llama Hishizukuri uchigatana, que se forjó en el período Nanbokuchō y se dedicó al Santuario Kasuga más tarde.

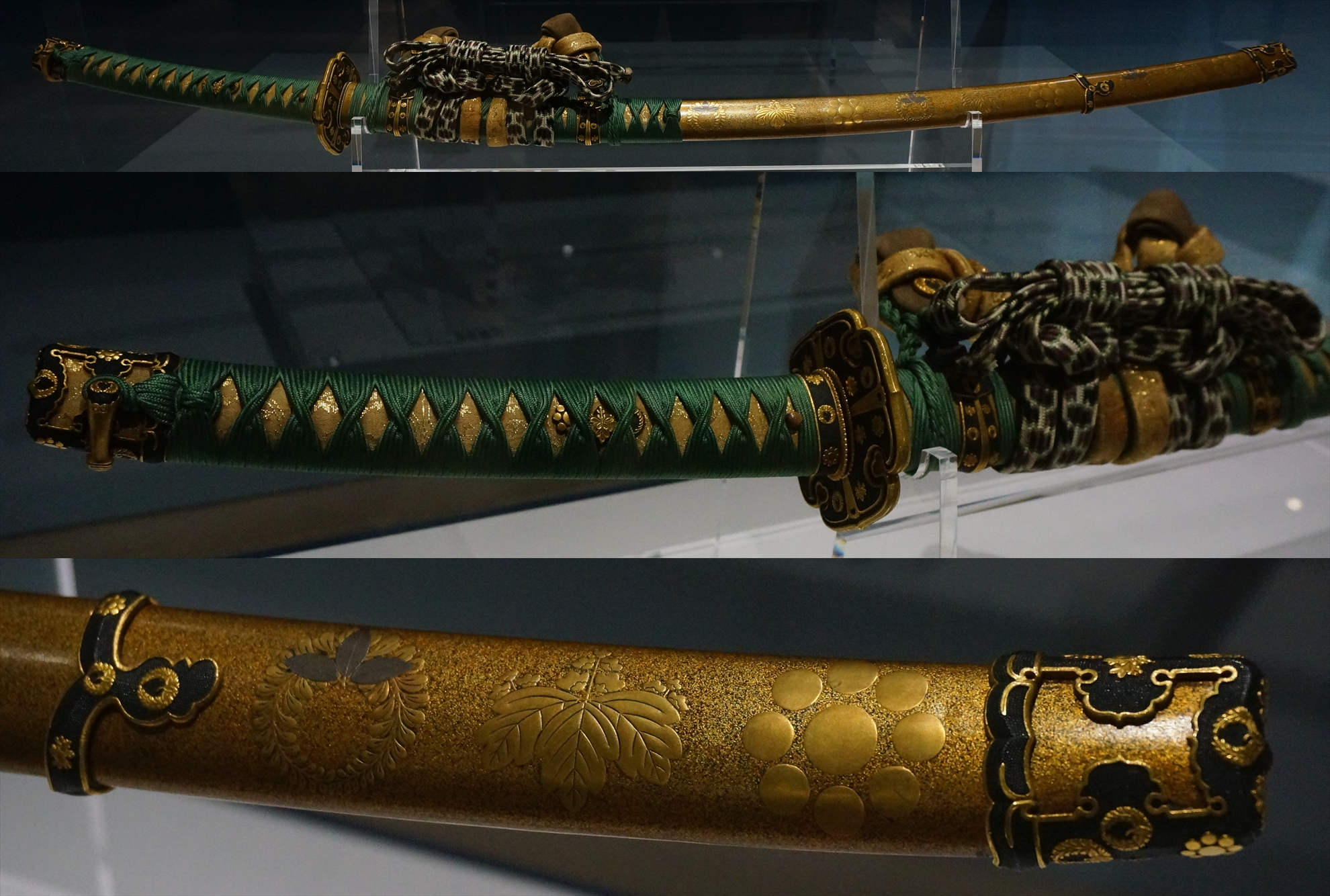
Montura para espada del tipo itomaki no tachi con diseño de mon (blasones familiares). En el 1600, Museo de Bellas Artes, Boston.

Tradicionalmente, los yumi (arcos) eran la principal arma de guerra en Japón, y el tachi y la naginata se usaban solo para el combate cuerpo a cuerpo. La Guerra de Ōnin a fines del siglo XV en el período Muromachi se expandió hasta convertirse en una guerra interna a gran escala, en la que granjeros empleados llamados ashigaru fueron movilizados en gran número. Lucharon a pie usando katanas más cortas que tachi. En el período Sengoku (1467－1615, período de estados en guerra) a finales del período Muromachi, la guerra se hizo más grande y los ashigaru lucharon en formación cerrada usando yari (lanzas).prestado a ellos. Además, a fines del siglo XVI, se introdujeron los tanegashima (mosquetes) de Portugal, y los herreros japoneses produjeron en masa productos mejorados, con ashigaru luchando con armas alquiladas. En el campo de batalla de Japón, las pistolas y las lanzas se convirtieron en armas principales además de los arcos. Debido a los cambios en los estilos de lucha en estas guerras, el tachi y la naginata quedaron obsoletos entre los samuráis, y la katana, que era fácil de llevar, se convirtió en la corriente principal. El tachi de aspecto deslumbrante se convirtió gradualmente en un símbolo de la autoridad de los samuráis de alto rango.
Por otro lado, se inventó el kenjutsu (esgrima) que hace uso de las características de la katana. El desenvainado más rápido de la espada se adaptaba bien al combate donde la victoria dependía en gran medida de tiempos de respuesta cortos. (La práctica y el arte marcial para desenvainar la espada rápidamente y responder a un ataque repentino se llamaba 'Battōjutsu', que aún se mantiene vivo gracias a las enseñanzas de Iaido). (obi) con el borde afilado hacia arriba. Idealmente, los samuráis podrían desenvainar la espada y golpear al enemigo con un solo movimiento. Anteriormente, el tachi curvo había sido usado con el borde de la hoja hacia abajo y suspendido de un cinturón.
Desde el siglo XV, las espadas de baja calidad se produjeron en masa bajo la influencia de la guerra a gran escala. Estas espadas, junto con las lanzas, se prestaron a granjeros reclutados llamados ashigaru y se exportaron artículos de espadas. Tales espadas producidas en masa se llaman kazuuchimono, y los herreros de espadas de la escuela Bisen y la escuela Mino las produjeron mediante la división del trabajo. La exportación de espadas japonesas alcanzó su apogeo durante el período Muromachi cuando al menos 200.000 espadas fueron enviadas a la China de la dinastía Ming en el comercio oficial en un intento de absorber la producción de armas japonesas y dificultar las cosas a los piratas en la zona a armar. En la dinastía Ming de China, se estudiaron las espadas japonesas y sus tácticas para repeler a los piratas, y se desarrollaron wodao y miaodao basándose en espadas japonesas.
A partir de este período, el tang (nakago) de muchos tachi antiguos se cortó y se acortó en katana. Este tipo de nueva versión se llama suriage (磨上げ). Por ejemplo, muchos de los tachi que forjó Masamune durante el período Kamakura se convirtieron en katanas, por lo que sus únicos trabajos existentes son katana y tantō. Durante este período, se produjo una gran inundación en Bizen, que era la mayor zona de producción de espadas japonesas, y la escuela Bizen declinó rápidamente, después de lo cual floreció la escuela Mino.
En el período Sengoku (1467-1615) o el período Azuchi-Momoyama (1568-1600), apareció el itomaki tachi (itomaki no tachi , 糸巻太刀), que significa tachi enrollado con hilo, y se convirtió en la corriente principal del tachi después de eso. El itomaki tachi estaba decorado con preciosas decoraciones de laca con mucho maki-e e hilos de colores llamativos, y se usaba como regalo, ceremonia u ofrenda a los kami de los santuarios sintoístas.

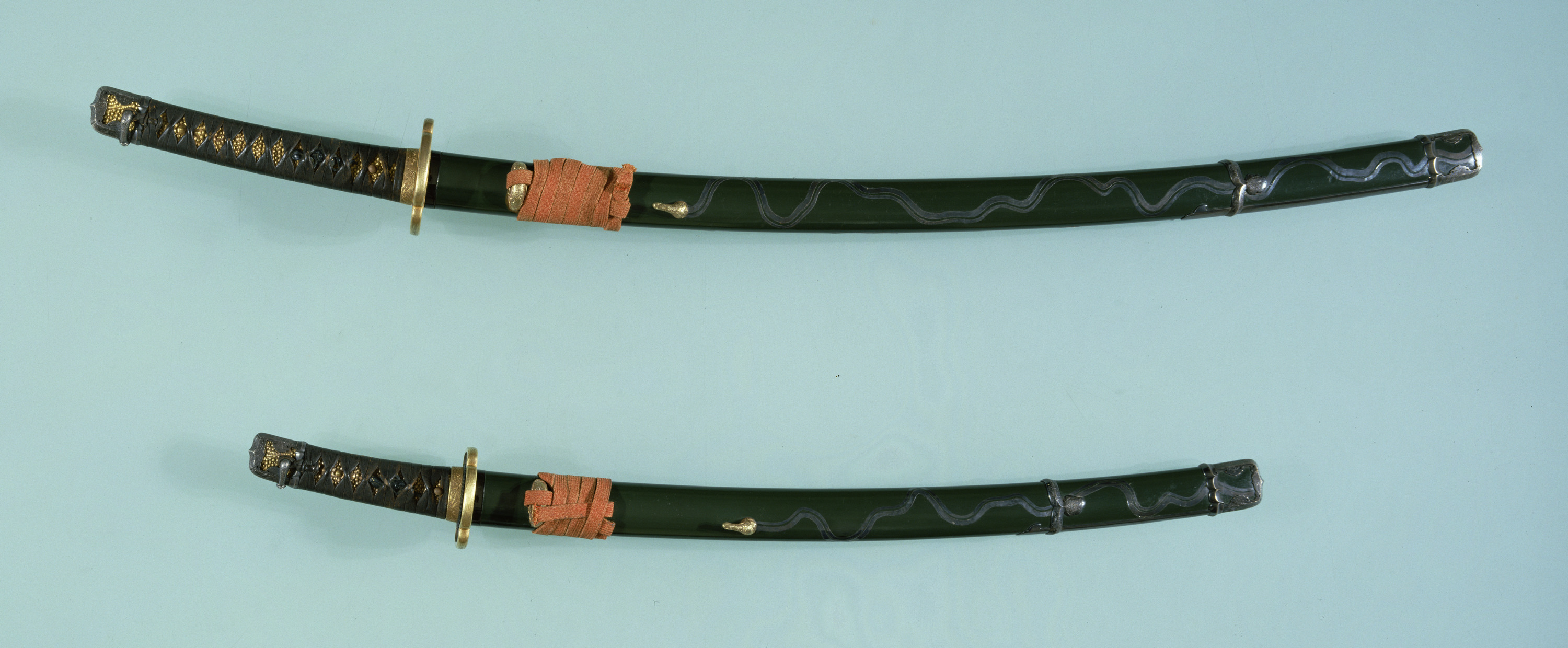
Montura de espada handachi, estilo daishō. -, período Azuchi-Momoyama o Edo. Museo Nacional de Tokio.

En la historia feudal japonesa posterior, durante los períodos Sengoku y Edo, ciertos guerreros de alto rango de lo que se convirtió en la clase dominante usaban su espada estilo tachi (con el borde hacia abajo), en lugar de que la vaina atravesara el cinturón con el borde hacia arriba. Este estilo de espadas se llama handachi, "medio tachi". En handachi, ambos estilos a menudo se mezclaban, por ejemplo, la sujeción al obi era estilo katana, pero el trabajo en metal de la vaina era estilo tachi.
En el período Muromachi, especialmente en el período Sengoku, cualquiera, como agricultores, habitantes del pueblo y monjes, podía equipar una espada. Sin embargo, en 1588, durante el período Azuchi-Momoyama, Toyotomi Hideyoshi llevó a cabo una cacería de espadas y prohibió a los agricultores poseerlas como armas.
Sin embargo, la búsqueda de espadas de Toyotomi no pudo desarmar a los campesinos. Los granjeros y la gente del pueblo podían usar daisho hasta 1683. Y la mayoría de ellos siguieron usando wakizashi a diario hasta mediados del siglo XVIII. Después de eso, lo usaron en momentos especiales (viajes, bodas, funerales) hasta la restauración de Meiji.

### Shintō – Shinshintō (Nuevas espadas)

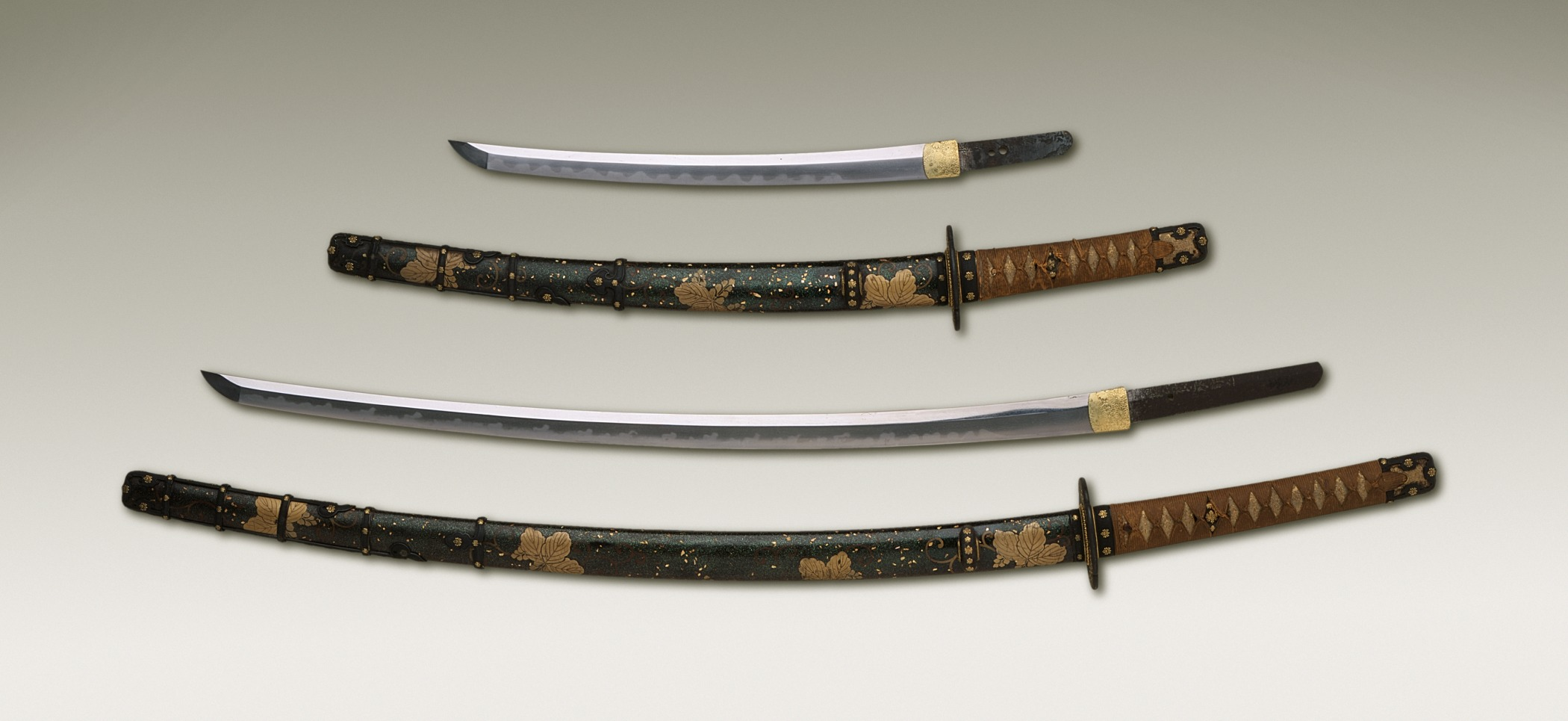
Daishō japonés antiguo, la combinación tradicional de dos espadas japonesas que eran el símbolo del samurái, que muestra las fundas de espadas japonesas tradicionales (koshirae) y la diferencia de tamaño entre la katana (abajo) y el wakizashi más pequeño (arriba).

Las espadas forjadas después del año 1596 en el período Keichō del período Azuchi-Momoyama se clasifican como shintō (Espadas nuevas). Las espadas japonesas después del shintō son diferentes de las kotō en el método de forja y el acero (tamahagane). Se cree que esto se debe a que la escuela Bizen, que era el grupo de forjadores de espadas japoneses más grande, fue destruida por una gran inundación en 1590 y la corriente principal se desplazó a la escuela Mino, y debido a que Toyotomi Hideyoshi prácticamente unificó Japón, el acero uniforme comenzó a distribuirse por todo el país de Japón. Las espadas kotō, especialmente las espadas de la escuela Bizen hechas en el período Kamakura, tenían un midare-utsuri como una niebla blanca entre hamon y shinogi, pero las espadas después del sintoísmo casi han desaparecido. Además, todo el cuerpo de la hoja se volvió blanquecino y duro. Casi nadie pudo reproducir midare-utsurii hasta que Kunihira Kawachi lo reprodujo en el año 2014.
Las espadas japonesas desde el período sintō a menudo tienen hermosas decoraciones talladas en la hoja y decoraciones lacadas maki-e en la vaina. Esto se debió al desarrollo económico y al aumento del valor de las espadas como artes y oficios a medida que finalizaba el Período Sengoku y comenzaba el pacífico Período Edo. La escuela Umetada dirigida por Umetada Myoju, considerado el fundador del sintoísmo, lideró la mejora del arte de las espadas japonesas en este período. Ambos eran herreros y orfebres, y eran famosos por tallar la hoja, hacer accesorios metálicos como tsuba (guardamanos), remodelar tachi akatana (sencillo), e inscripciones con incrustaciones de oro.

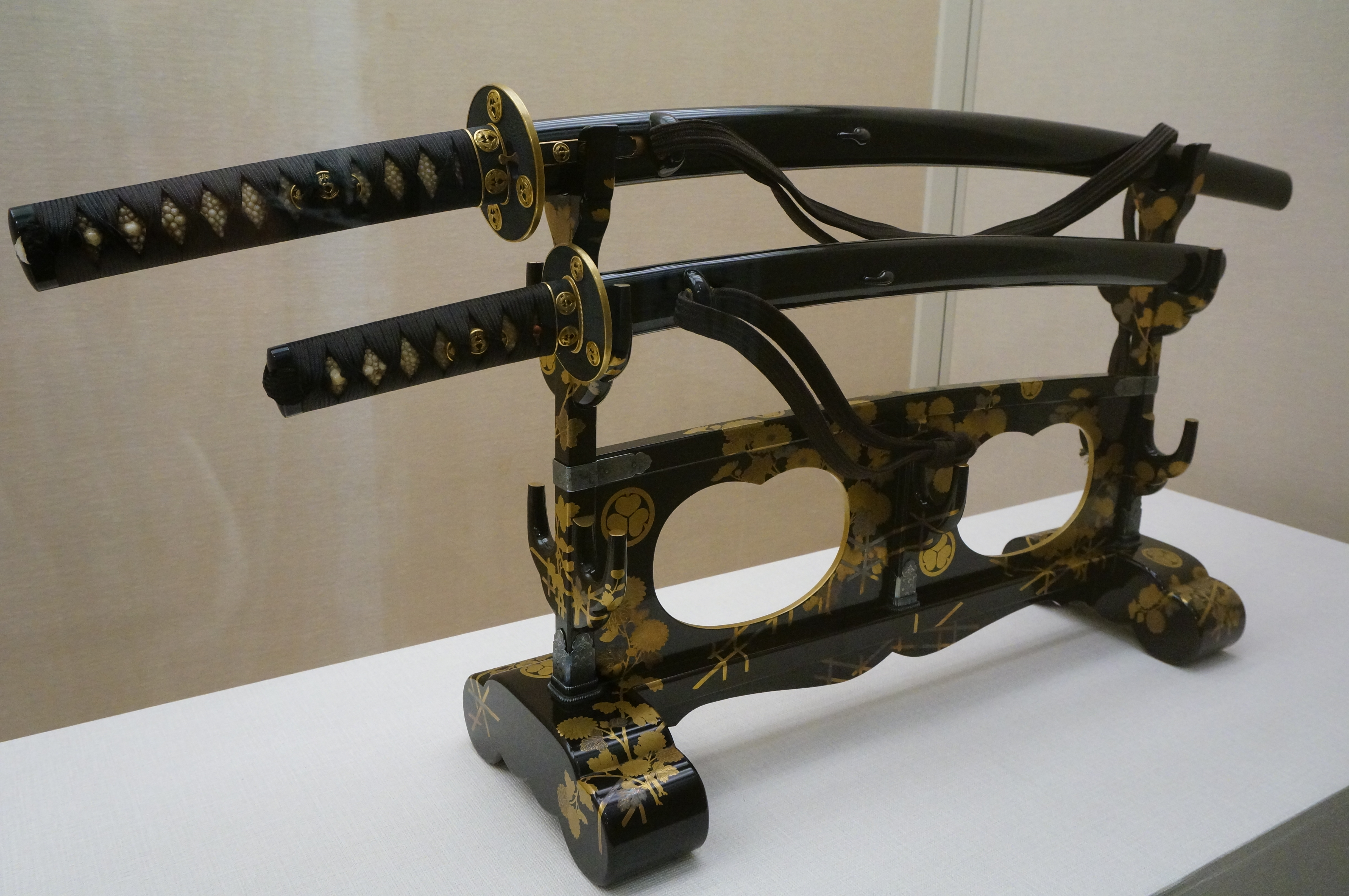
Daishō para vestimenta formal con vaina negra, empuñadura de hilo enrollado y empuñadura de piel de raya blanca, que estaban reguladas por el shogunato Tokugawa. Daishō propiedad del clan Uesugi. Período Edo tardío.

Durante este período, el shogunato Tokugawa requería que los samuráis usaran katana y espadas más cortas en parejas. Estas espadas cortas eran la wakizashi y el tantō, y se seleccionaron principalmente wakizashi. Este conjunto de dos se llama daishō. Sólo los samuráis podían llevar el daishō: representaba su poder social y su honor personal.  Los samuráis podían llevar monturas de espada decorativas en su vida diaria, pero el shogunato Tokugawa reguló la espada formal que llevaban los samuráis cuando visitaban un castillo regulándola como un daishohecho de una vaina negra, una empuñadura envuelta con piel de raya blanca y una cuerda negra.
A la gente del pueblo (Chōnin) y a los granjeros se les permitió equipar un wakizashi corto, y el público a menudo estaba equipado con wakizashi en sus viajes. Bajo el shogunato Tokugawa, la fabricación de espadas y el uso de armas de fuego declinaron. Las espadas japonesas fabricadas en este período se clasifican como shintō.

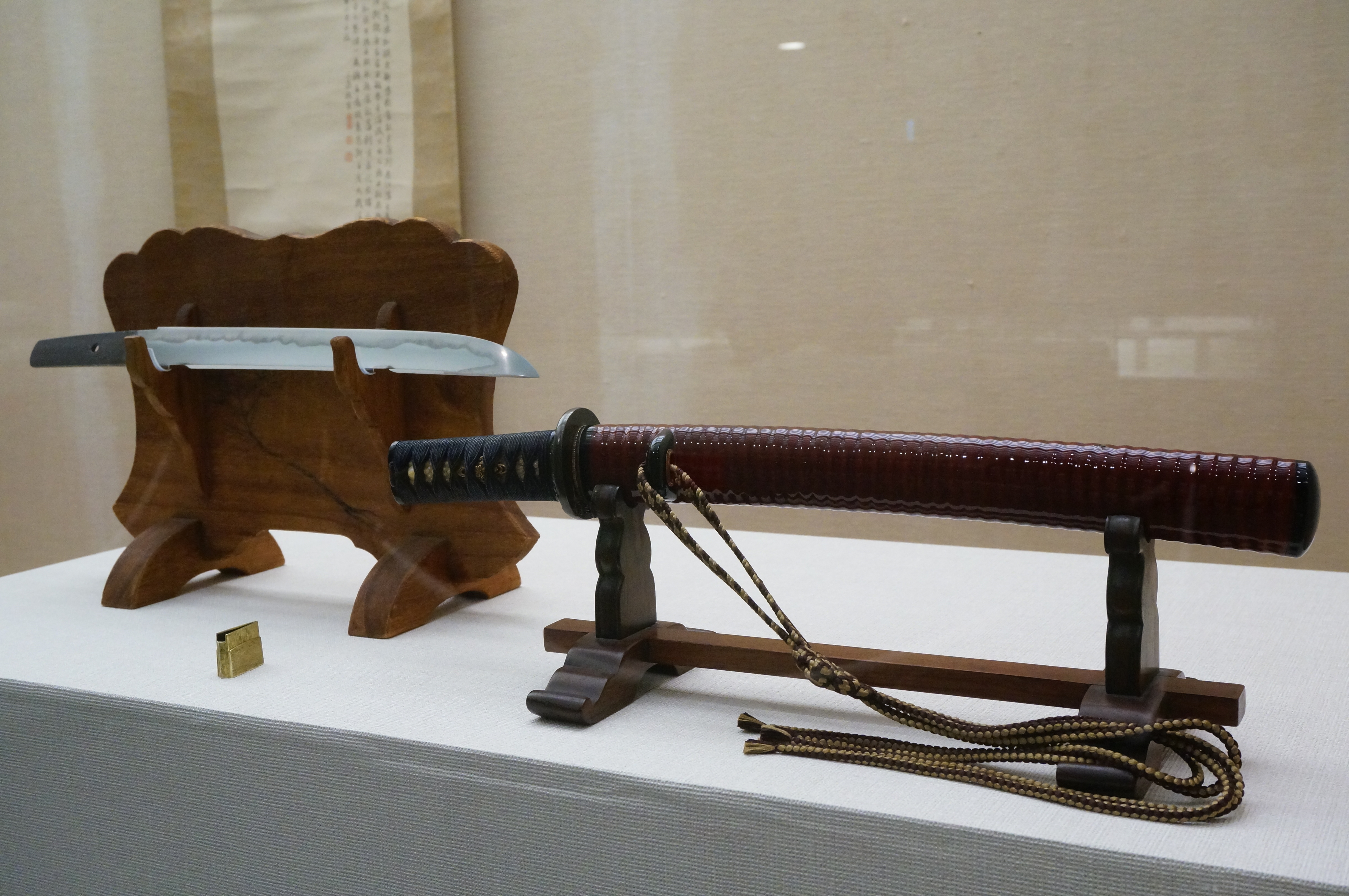
Un tantō forjado por Minamoto Kiyomaro. Período Edo tardío. (izquierda) montura Tantō, período Edo tardío. (Derecha)

A fines del siglo XVIII, el espadero Suishinshi Masahide criticó que las hojas de katana actuales solo enfatizaban la decoración y tenían un problema con su dureza. Insistió en que la espada kotō audaz y fuerte del período Kamakura al período Nanboku-chō era la espada japonesa ideal, y comenzó un movimiento para restaurar el método de producción y aplicarlo a la katana. La katana hecha después de esto se clasifica como shinshintō (新 々 刀) , "nuevas espadas de avivamiento" o literalmente "nuevas-nuevas espadas". Uno de los herreros de espadas más populares en Japón hoy en día es Minamoto Kiyomaro, quien participó activamente en este periodo shinshintō. Su popularidad se debe a su habilidad excepcional atemporal, ya que fue apodado "Masamune en Yotsuya " y su vida desastrosa. Sus obras se comercializaron a precios elevados y se realizaron exposiciones en museos de todo Japón entre los años 2013 y 2014.
La llegada de Matthew Perry en el año 1853 y la posterior Convención de Kanagawa provocaron el caos en la sociedad japonesa. Los conflictos comenzaron a ocurrir con frecuencia entre las fuerzas de sonnō jōi (尊王攘夷派), que querían derrocar al shogunato Tokugawa y gobernar por el Emperador, y las fuerzas de sabaku (佐幕派), que querían que continuara el shogunato Tokugawa. Estos activistas políticos, llamados shishi (志士), lucharon usando una katana práctica, llamada kinnōtō (勤皇刀) o bakumatsut ō (幕末刀). sus katanas a menudo tenían más de 90 cm (35,43 pulgadas) de longitud de hoja, menos curvas y tenían una punta grande y afilada, lo que era ventajoso para apuñalar en batallas en interiores.

### Gendaitō (Espadas modernas o contemporáneas)

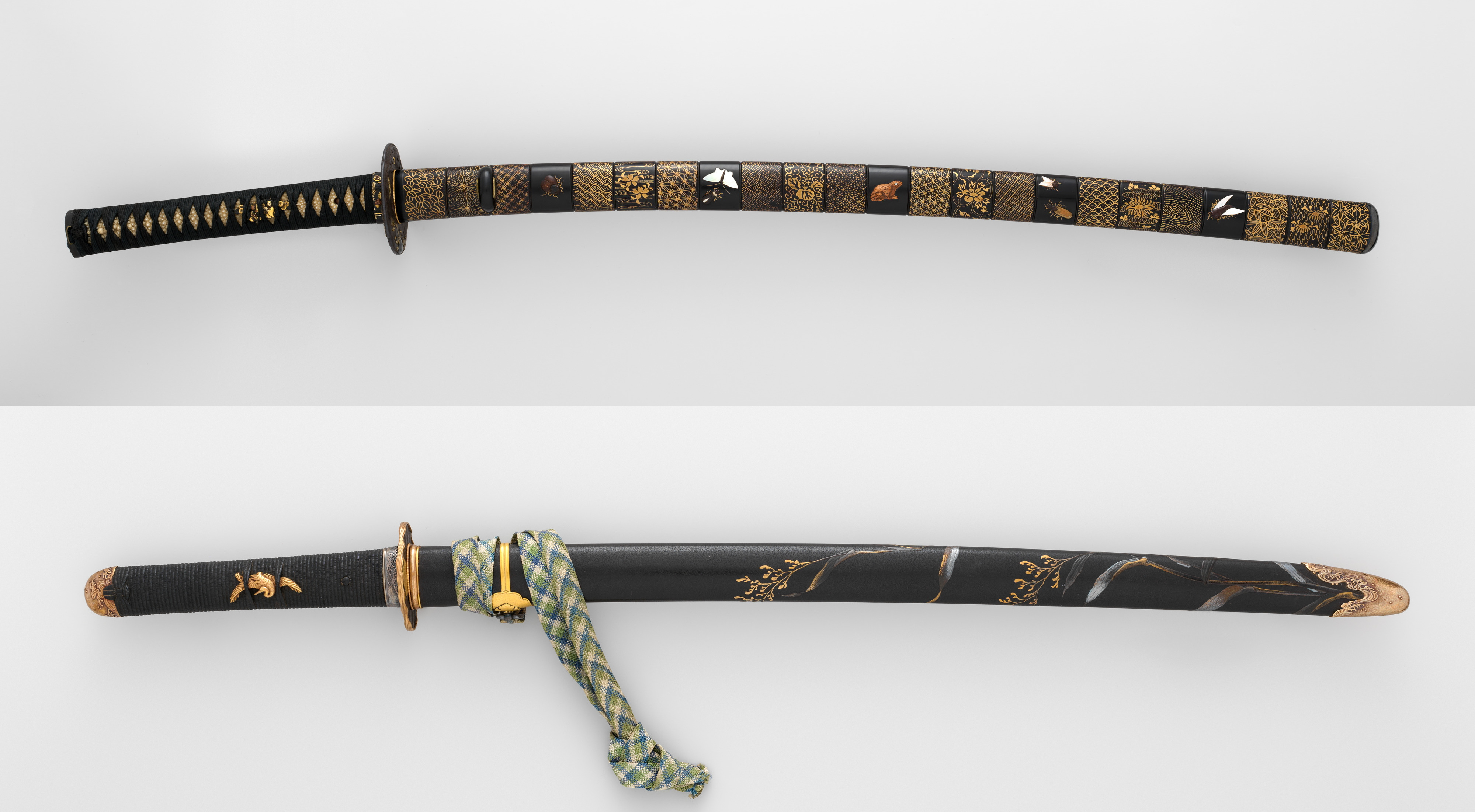
Monturas de katana decoradas con laca maki-e en el. Aunque el número de espadas forjadas disminuyó en el período Meiji, se hicieron muchos montajes artísticamente excelentes.

En el año 1867, el Shogunato Tokugawa declaró la devolución de la soberanía de Japón al Emperador, y a partir del año 1868, comenzó el gobierno del Emperador y la rápida modernización de Japón, lo que se denominó Restauración Meiji. El Edicto Haitōrei del año 1876 prácticamente prohibió portar espadas y pistolas en las calles. De la noche a la mañana, el mercado de espadas murió, muchos herreros se quedaron sin oficio y se perdieron habilidades valiosas. Las espadas forjadas después del Edicto Haitōrei se clasifican como gendaitō. El oficio de hacer espadas se mantuvo vivo gracias a los esfuerzos de algunas personas, en particular Miyamoto kanenori (宮本包則, 1830–1926) y Gassan Sadakazu (月山貞一, 1836–1918), quienes fueron nombrados Artistas de la Casa Imperial. Estos herreros produjeron obras finas que se destacan con lo mejor de las hojas más antiguas para el Emperador y otros funcionarios de alto rango. El hombre de negocios Mitsumura Toshimo (光村利藻, 1877－1955) trató de preservar sus habilidades ordenando espadas y monturas de espadas a los herreros y artesanos. Estaba especialmente entusiasmado con la colección de monturas de espadas, y reunió unas 3000 preciosas monturas de espadas del final del período Edo al período Meiji. Alrededor de 1200 elementos de una parte de la colección se encuentran ahora en el Museo Nezu.</ref>
La espada japonesa se mantuvo en uso en algunas ocupaciones como la policía. Al mismo tiempo, el kendo se incorporó al entrenamiento policial para que los oficiales de policía tuvieran al menos el entrenamiento necesario para usarlo correctamente. Con el tiempo, se redescubrió que los soldados debían estar armados con espadas y, a lo largo de las décadas, de principios del siglo XX, los forjadores de espadas volvieron a encontrar trabajo. Estas espadas, burlonamente llamadas guntō, a menudo estaban templadas con aceite, o simplemente estaban estampadas en acero y se les daba un número de serie en lugar de una firma cincelada. Los producidos en masa a menudo parecen sables de caballería occidentales en lugar de espadas japonesas, con hojas ligeramente más cortas que las hojas de los periodos shintō y shinshintō. En el año 1934, el gobierno japonés emitió una especificación militar para la shin guntō (nueva espada del ejército), cuya primera versión fue la Katana Tipo 94, y muchas espadas hechas a mano y a máquina utilizadas en la Segunda Guerra Mundial se ajustaban a esta y posteriores espadas con las especificaciones gunto.

Espadas militares del Imperio Japonés (Guntō)
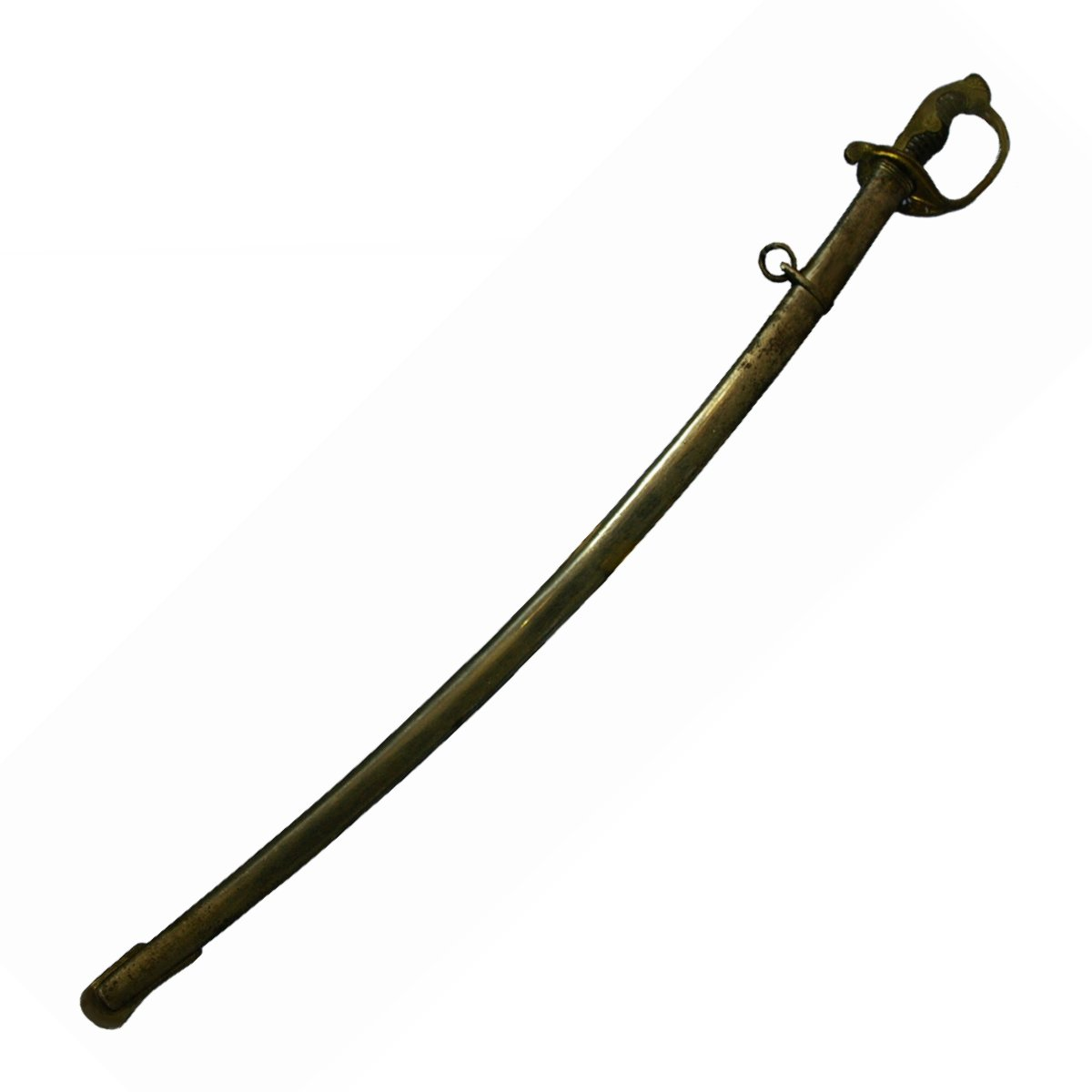
sable del ejército kyu guntō
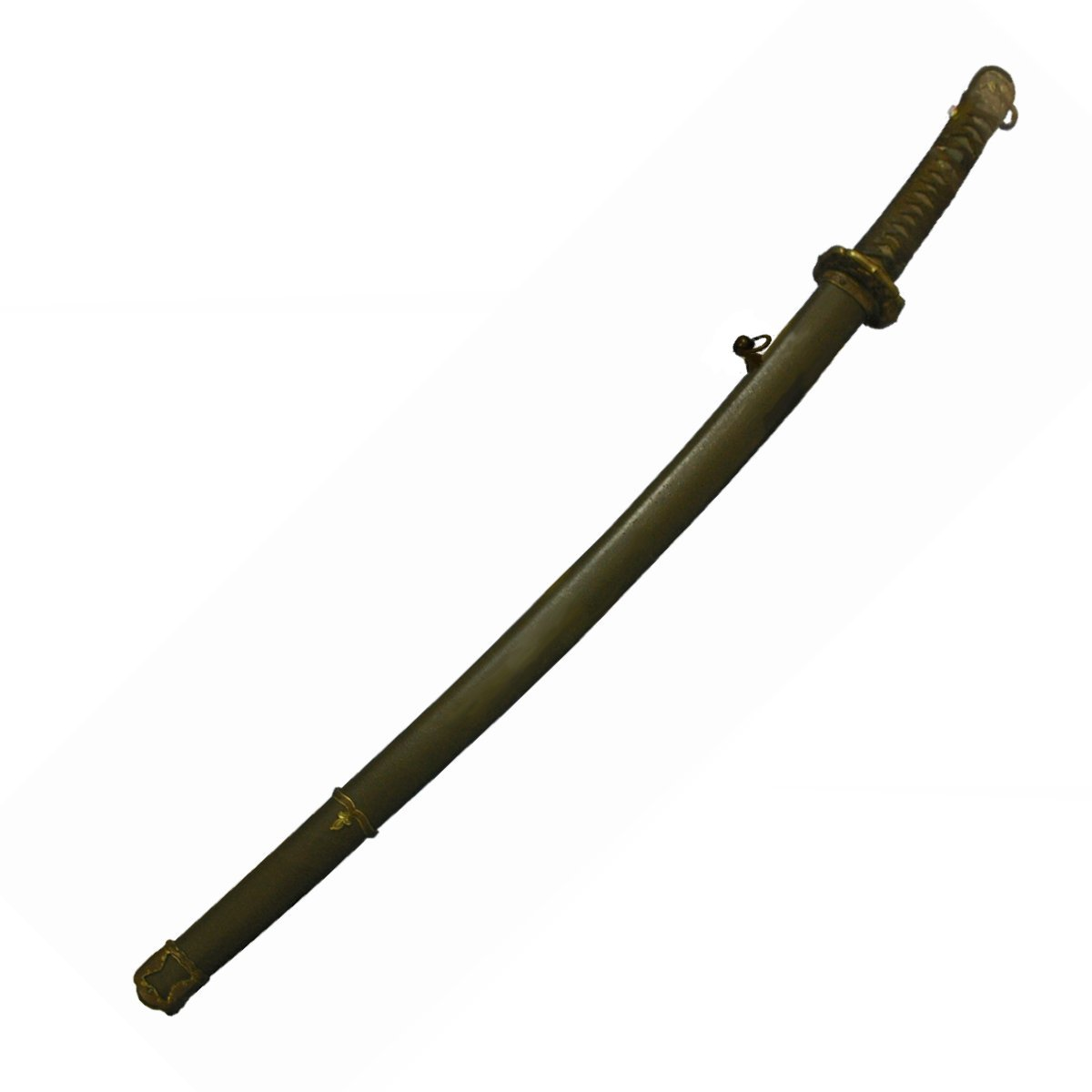
Espada de oficial "Tipo 98"
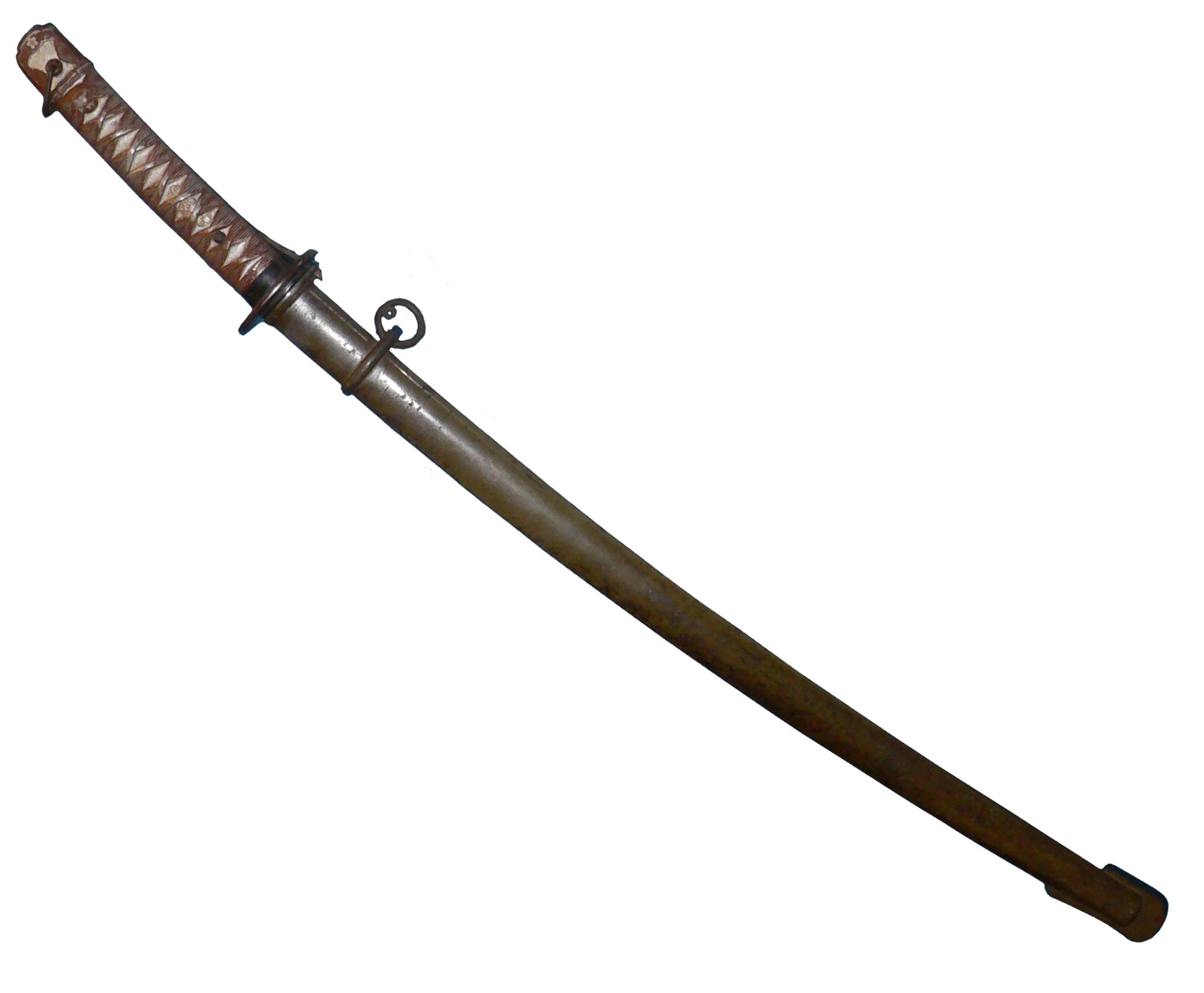
Espada de suboficial "Tipo 95" de la Segunda Guerra Mundial; hecho para parecerse al shin guntō de un oficial comisionado.
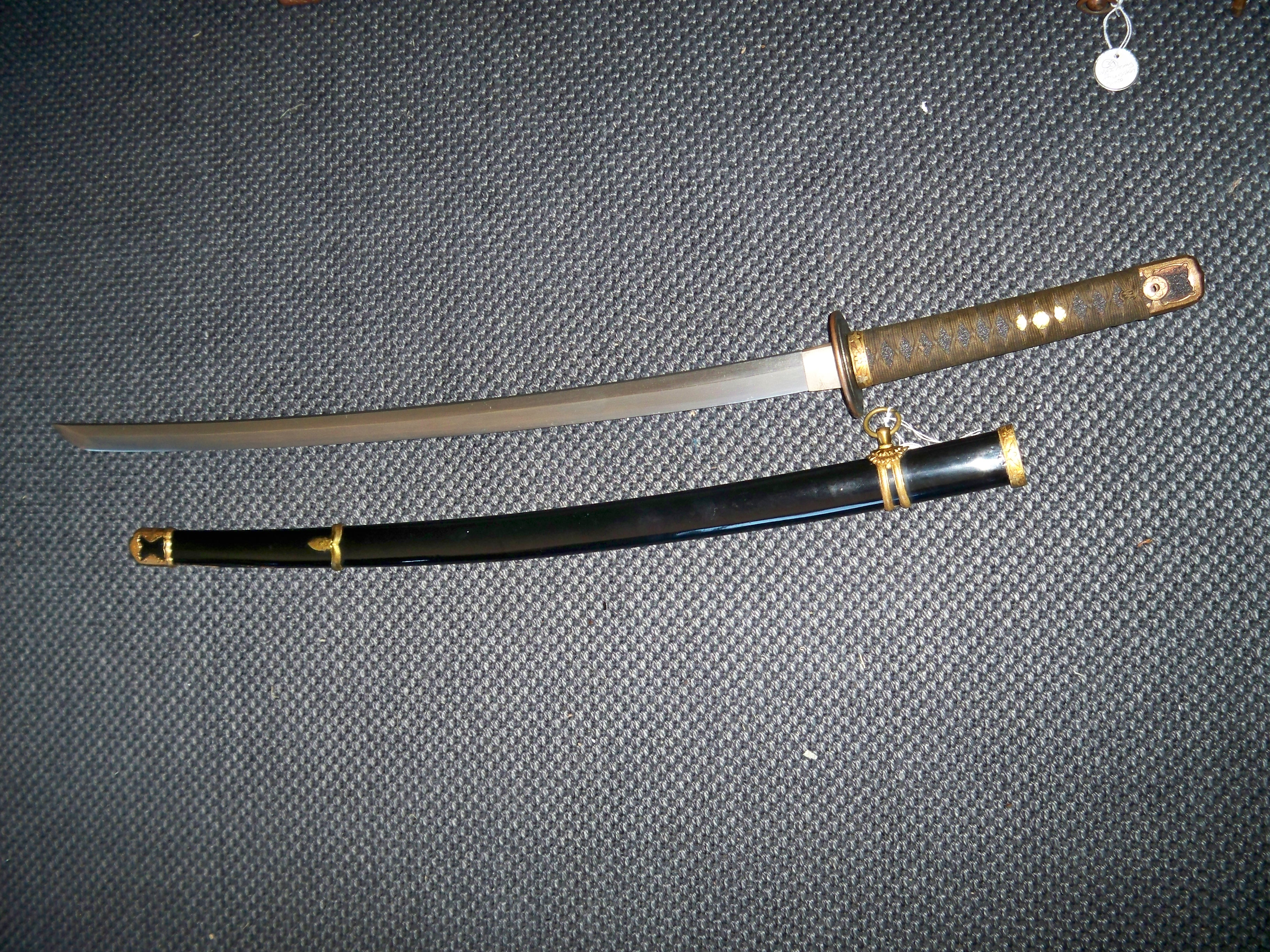
Oficiales navales japoneses de la Segunda Guerra Mundial espada kai junto.

Bajo la ocupación de los Estados Unidos al final de la Segunda Guerra Mundial, todas las fuerzas armadas del Japón ocupado se disolvieron y se prohibió la producción de espadas japonesas con filo, excepto con permiso de la policía o del gobierno. La prohibición fue anulada a través de una apelación personal del Dr. Junji Honma. Durante una reunión con el general Douglas MacArthur, Honma produjo hojas de varios períodos de la historia japonesa y MacArthur pudo identificar muy rápidamente qué las hojas tenían mérito artístico y las cuáles no podían considerarse puramente armas. Como resultado de esta reunión, se modificó la prohibición para que guntō, las armas serían destruidas mientras que las espadas de mérito artístico podrían ser poseídas y preservadas. Aun así, muchas espadas japonesas se vendieron a los soldados estadounidenses a precio de ganga; en el año 1958 había más espadas japonesas en Estados Unidos que en Japón. La gran mayoría de este millón o más de espadas eran guntō, pero todavía había una cantidad considerable de espadas más antiguas.
Después del período Edo, los herreros se dedicaron cada vez más a la producción de bienes civiles. La Ocupación y sus reglamentos casi acaban con la producción de espadas japonesas. Algunos herreros continuaron con su oficio, y Honma pasó a ser uno de los fundadores de la Sociedad para la Preservación de la Espada Japonesa (日本美術刀剣保存協会, Nippon Bijutsu Tōken Hozon Kyōkai) , cuya misión fue preservar las antiguas técnicas y cuchillas Gracias a los esfuerzos de otras personas de ideas afines, las espadas japonesas no desaparecieron, muchos espaderos continuaron el trabajo iniciado por Masahide y se redescubrieron las antiguas técnicas de fabricación de espadas.
Hoy en día, iaitō se usa para iaidō. Debido a su popularidad en los medios modernos, las espadas japonesas solo para exhibición se han generalizado en el mercado de las espadas. Desde pequeños abrecartas hasta réplicas a escala de "colgadores de pared", estos artículos suelen estar hechos de acero inoxidable (lo que los hace quebradizos (si están hechos de acero inoxidable de la serie 400 apto para cuchillería) o deficientes para sostener un borde (si están hechos de acero inoxidable 300 serie de acero inoxidable) y tienen un borde desafilado o muy tosco. Hay relatos de espadas japonesas de acero inoxidable de buena calidad, sin embargo, estas son raras en el mejor de los casos. Algunas réplicas de espadas japonesas se han utilizado en robos a mano armada modernos. Como parte de la mercadotecnia, los estilos modernos de hojas históricas y las propiedades de los materiales a menudo se declaran como tradicionales y genuinos, promulgando desinformación. Algunas empresas y herreros independientes fuera de Japón también producen katanas, con diferentes niveles de calidad. Según la Asociación Parlamentaria para la Preservación y Promoción de las Espadas Japonesas, organizada por miembros de la Dieta Japonesa, muchas espadas japonesas distribuidas en todo el mundo a partir del siglo XXI son espadas japonesas falsas fabricadas en China. El Sankei Shimbun analizó que esto se debe a que el gobierno japonés permitió a los herreros fabricar solo 24 espadas japonesas por persona al año para mantener la calidad de las espadas japonesas.
En Japón, las espadas japonesas hechas a mano con filo genuino, ya sean antiguas o modernas, se clasifican como objetos de arte (y no como armas) y deben tener una certificación que las acompañe para que sean de propiedad legal. Antes de la Segunda Guerra Mundial, Japón tenía 1,5 millones de espadas en el país, 200 000 de las cuales habían sido fabricadas en fábricas durante la Restauración Meiji. A partir del año 2008, solo quedan 100.000 espadas en Japón. Se estima que se han llevado entre 250 000 y 350 000 espadas a otras naciones como suvenires, piezas de arte o para museos. El 70% de los daito (espadas largas), anteriormente propiedad de oficiales japoneses, se han exportado o llevado a los Estados Unidos.
Muchos espaderos posteriores al periodo Edo han intentado reproducir la espada del periodo Kamakura, considerada como la mejor espada de la historia de las espadas japonesas, pero han fracasado. Luego, en el año 2014, Kunihira Kawachi logró reproducirlo y ganó el Premio Masamune, el más alto honor como espadero. Nadie podía ganar el Premio Masamune a menos que hiciera un logro extraordinario, y en el apartado de la tachi y la katana, nadie lo había ganado durante más de 18 años antes que Kawauchi.

### Importancia cultural y social

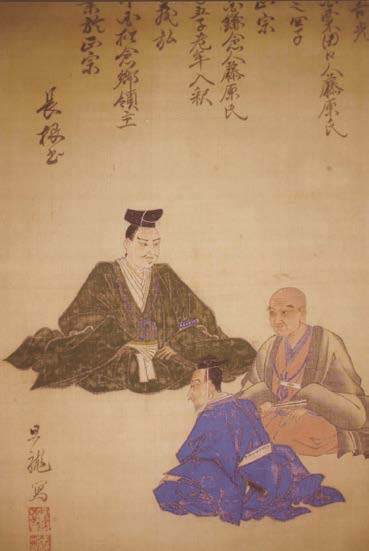
Los Tres Grandes Maestros de Soshu-den. Go Yoshihiro (arriba), Masamune (centro), Awataguchi Yoshimitsu (abajo)

Los acontecimientos de la sociedad japonesa han dado forma al oficio de la fabricación de espadas, al igual que la propia espada ha influido en el curso del desarrollo cultural y social dentro de la nación.
El Museo de Bellas Artes afirma que cuando un artesano sumergió la espada recién hecha en agua fría, una parte de su espíritu se transfirió a la espada. Su espíritu, moral y estado mental en ese momento se volvieron cruciales para definir las características morales y físicas de las espadas
Durante el Período Jōmon (10000-1000 a. C.), las espadas parecían hojas de cuchillos de hierro y se usaban para la caza, la pesca y la agricultura. Existe la idea de que las espadas eran más que una herramienta durante el período Jōmon, no se han recuperado espadas para respaldar esta hipótesis.
El período Yayoi (1000 a. C.-300 d. C.) vio el establecimiento de aldeas y el cultivo de arroz en Japón. El cultivo de arroz surgió como resultado de la influencia china y coreana, fueron el primer grupo de personas en introducir espadas en las islas japonesas. Posteriormente, las espadas de bronce se utilizaron para ceremonias religiosas. El período Yayoi vio que las espadas se usaban principalmente con fines religiosos y ceremoniales.
Durante el Período Kofun (250-538CE) se introdujo el animismo en la sociedad japonesa. El animismo es la creencia de que todo en la vida contiene o está conectado a un espíritu divino. Esta conexión con el mundo de los espíritus es anterior a la introducción del budismo en Japón. Durante este tiempo, China ansiaba hojas de acero en la península de Corea. Japón vio esto como una amenaza para la seguridad nacional y sintió la necesidad de desarrollar su tecnología militar. Como resultado, los líderes de los clanes tomaron el poder como élites militares, luchando entre sí por el poder y el territorio. A medida que las figuras dominantes tomaron el poder, la lealtad y la servidumbre se convirtieron en una parte importante de la vida japonesa; esto se convirtió en el catalizador de la cultura del honor que a menudo está afiliada a los japoneses.
En el período Edo (1603–1868), las espadas ganaron prominencia en la vida cotidiana como la parte “más importante” de la armadura de un guerrero.  La era Edo vio que las espadas se convirtieron en un mecanismo de unión entre Daimyo y Samurai. El Daimyo regalaría espadas a los samuráis como muestra de su agradecimiento por sus servicios. A su vez, los samuráis regalarían espadas al Daimyo como señal de respeto, la mayoría de los Daimyo mantendrían estas espadas como reliquias familiares. En este período, se creía que las espadas eran multifuncionales; en espíritu representan prueba de logros militares, en la práctica son armas de guerra codiciadas y obsequios diplomáticos.
La paz del período Edo vio caer la demanda de espadas. Para tomar represalias, en 1719 el octavo shogun Tokugawa, Yoshimune, compiló una lista de las “espadas más famosas”. Masamune, Awatacuchi Yoshimitsu y Go no Yoshihiro fueron apodados los "Tres herreros famosos", sus espadas fueron buscadas por el Daimyo. El prestigio y la demanda de estos símbolos de estatus dispararon el precio de estas finas piezas.
Durante el período Edo tardío, Suishinshi Masahide escribió que las espadas deberían ser menos extravagantes. Las espadas comenzaron a simplificarse y modificarse para que fueran duraderas, resistentes y hechas para cortar bien.  En 1543 llegaron las armas a Japón, cambiando la dinámica militar y la practicidad de las espadas y los samuráis.  Este período también vio la introducción de las artes marciales como un medio para conectarse con el mundo de los espíritus y permitió que la gente común participara en la cultura samurái.
El Período Meiji (1868-1912) vio la disolución de la clase samurái, después de que las potencias extranjeras exigieran que Japón abriera sus fronteras al comercio internacional: 300 años de aislamiento japonés llegaron a su fin. Entre 1869 y 1873, se presentaron dos peticiones al gobierno para abolir la costumbre de portar espadas porque la gente temía que el mundo exterior viera las espadas como una "herramienta para el derramamiento de sangre" y, en consecuencia, asociaría a los japoneses como violentos. Haitōrei (1876) proscribió y prohibió el uso de espadas en público, con la excepción de los oficiales militares y gubernamentales; las espadas perdieron su significado dentro de la sociedad. El emperador Meiji estaba decidido a occidentalizar Japón con la influencia de los avances tecnológicos y científicos estadounidenses; sin embargo, él mismo apreciaba el arte de hacer espadas. La era Meiji marcó los momentos finales de la cultura samurái, ya que los samuráis no eran rival para los soldados reclutados que fueron entrenados para usar armas de fuego occidentales. A algunos samuráis les resultó difícil asimilarse a la nueva cultura, ya que se vieron obligados a renunciar a sus privilegios, mientras que otros prefirieron esta forma de vida menos jerárquica.. Incluso con la prohibición, la Guerra Sino-Japonesa (1894) vio a las tropas japonesas usar espadas en la batalla, no para uso práctico sino por razones simbólicas.
La era Meiji también vio la integración del budismo en las creencias japonesas sintoístas. Las espadas ya no eran necesarias, ni en la guerra ni en el estilo de vida, y aquellos que practicaban artes marciales se convirtieron en los "samuráis modernos": los niños pequeños todavía eran preparados para servir al emperador y ponían la lealtad y el honor por encima de todo, como lo requería esta nueva era de rápido desarrollo. hombres leales y trabajadores. La práctica de la fabricación de espadas estaba prohibida, por lo que las espadas durante el período Meiji eran obsoletas y un mero símbolo de estatus. Las espadas se dejaban oxidar, vender o fundir en objetos más "prácticos" para la vida cotidiana.
Antes y durante la Segunda Guerra Mundial, incluso con la modernización del ejército, la demanda de espadas excedía el número de herreros que aún eran capaces de fabricarlas. Como resultado, las espadas de esta época son de mala calidad. En el año 1933, durante la era Shōwa (1926-1989), se construyó una fábrica de fabricación de espadas diseñada para restablecer el "espíritu de Japón" a través del arte de la fabricación de espadas para preservar el legado y el arte de los herreros y la fabricación de espadas. El gobierno de la época temía que el espíritu guerrero (lealtad y honor) estuviera desapareciendo dentro de Japón, junto con la integridad y calidad de las espadas.
Durante una parte de la ocupación estadounidense de Japón, se prohibió la fabricación de espadas, los forjadores de espadas y el manejo de espadas. Como un medio para preservar la cultura guerrera de Japón, las artes marciales se incluyeron en el plan de estudios escolar.  En el año 1953, Estados Unidos finalmente levantó la prohibición de las espadas después de darse cuenta de que la fabricación de espadas es un activo cultural importante para preservar la historia y el legado de los japoneses.

#### Religión, honor y mitología
Los orígenes de las espadas japonesas y sus efectos e influencia en la sociedad difieren según la historia que se siga.
- Las espadas y los guerreros están estrechamente asociados con el sintoísmo en la cultura japonesa. Shinto es "el camino de los dioses", lo que significa que todos los elementos del mundo están incrustados con espíritus como dioses.[104] sintoísmo respalda la autopurificación, el culto ancestral, el culto a la naturaleza y la divinidad imperial. Se dice que las espadas son una fuente de sabiduría y “emanan energía” para inspirar a quien las empuña.[105] Así como el sintoísmo moldeó el progreso del expansionismo japonés y los asuntos internacionales, la espada también se convirtió en un mecanismo para el cambio.[106]

- Hay una leyenda japonesa que, junto con el espejo y las joyas, la espada forma uno de los tres iconos imperiales. Los Iconos Imperiales presentan los tres valores y rasgos de personalidad que todo buen emperador debe poseer como líder de la autoridad celestial.[105][107]

- La mitología japonesa afirma que la espada es un "símbolo de la verdad" y una "muestra de virtud".[108][109]  Los estados de la leyenda se originan en la batalla entre Amaterasu y su hermano, Susa-no-wo-o-no Mikotot (Susa-no). Para derrotar a Susa-no, Amaterasu partió la espada de diez puntas hasta que se rompió en tres pedazos. La leyenda dice que la espada puede "crear unión al imponer el orden social" porque tiene la capacidad de cortar objetos en dos o más piezas y dictar la forma y el tamaño de las piezas.[108]

- La mitología también sugiere que cuando el emperador Jimmu Tennō estaba moviendo a su ejército por la tierra, una deidad bloqueó su camino con un gas tóxico que los hizo caer en un sueño indefinido. Al ver esto, Amaterasu suplicó al Dios del Trueno que castigara a la deidad y permitiera que el emperador procediera. El Dios del Trueno, en lugar de seguir sus órdenes, envió su espada al emperador para someter la tierra. Al recibir la espada, el emperador despertó, junto con sus tropas y prosiguieron con su misión. Según esta leyenda, las espadas tienen el poder de salvar el linaje imperial (divino) en tiempos de necesidad.[110]

- En el entrenamiento de artes marciales, se cree que dentro de una espada:

- - "La hoja representa la coyuntura donde la sabiduría de los líderes y los dioses se cruza con el plebeyo. La espada representa el instrumento mediante el cual se gestionan las sociedades. La eficacia de la espada como herramienta y las creencias sociales que la rodean elevan la espada a la cima del simbolismo guerrero".[111]

- Las espadas son un símbolo del honor y la estima japoneses para el combate cuerpo a cuerpo. Representan la idea de que quitar la vida a otra persona debe hacerse con honor, y el combate a larga distancia (armas de fuego) es una forma cobarde de acabar con la vida de otra persona.[112][96] Esto también se conecta con la creencia japonesa del autosacrificio, los guerreros deben estar dispuestos a dar la vida por su nación (emperador).[112][113]

Existe una rica relación entre las espadas, la cultura japonesa y el desarrollo social. Las diferentes interpretaciones de los orígenes de las espadas y su conexión con el mundo de los espíritus, cada una tiene su propio mérito dentro de la sociedad japonesa, pasada y presente. Cuál y cómo los samuráis de hoy en día interpretan la historia de las espadas, ayudan a influir en el tipo de samurái y guerrero que eligen ser.

## Manufactura

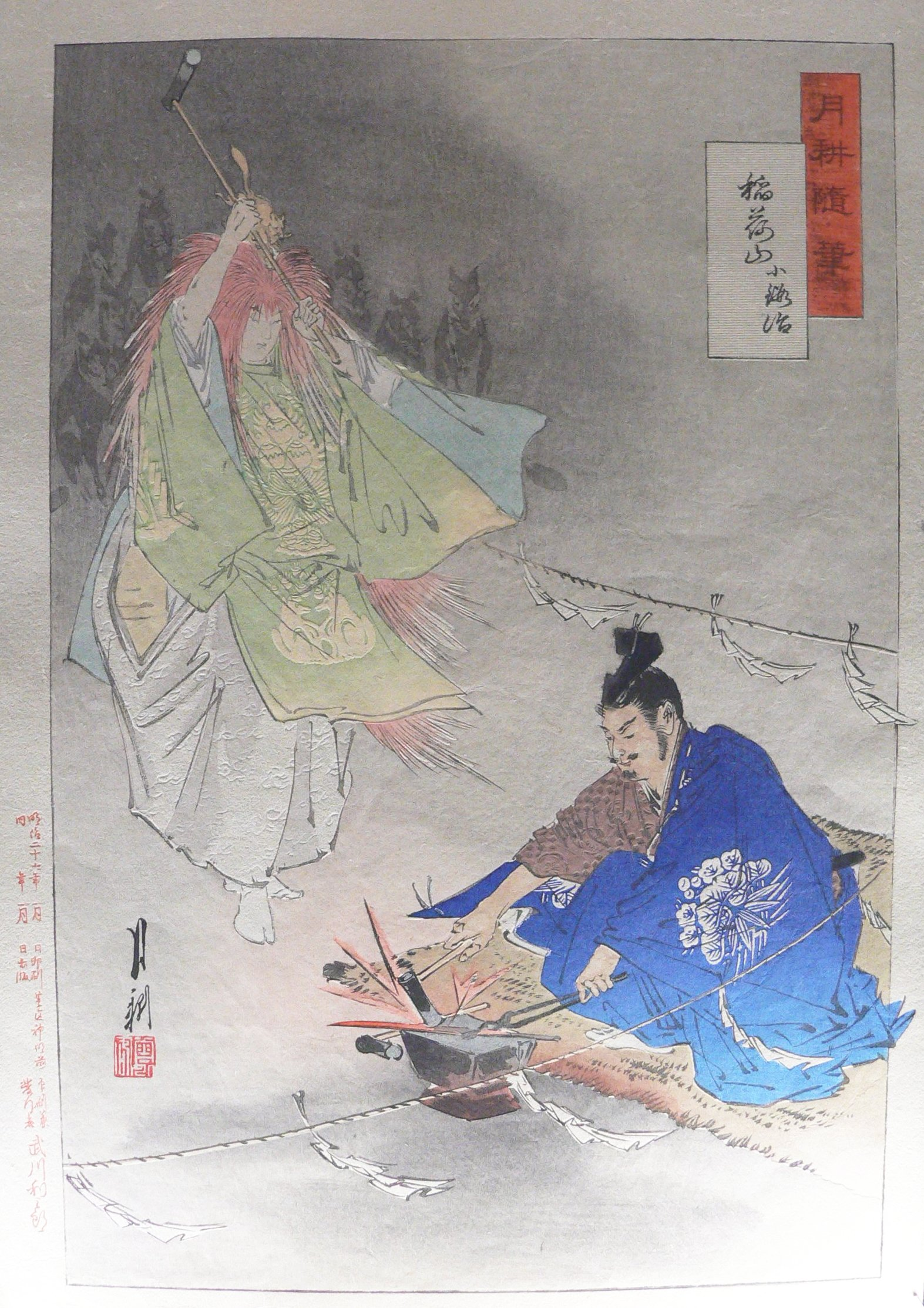
Herrero Munechika (finales del), ayudado por un espíritu de zorro, forjando la hoja kogitsune-maru ("Pequeño zorro"). El espíritu está representado por una mujer rodeada de zorros. Grabado de Ogata Gekkō (1859–1920), 1873.

Las espadas japonesas generalmente se fabrican mediante una división del trabajo entre seis y ocho artesanos. Tosho (Toko , Katanakaji) está a cargo de forjar las hojas, togishi está a cargo de pulir las hojas, kinkosi (chokinshi) está a cargo de fabricar accesorios de metal para accesorios de espadas, shiroganeshi está a cargo de hacer habaki (cuello de brade), sayashi está a cargo de hacer vainas, nurishi está a cargo de aplicar laca a las vainas, tsukamakishi está a cargo de hacer la empuñadura y tsubashi está a cargo de hacer la tsuba (guardamanos). Tosho usa aprendices de herreros como asistentes. Antes del período Muromachi, el tosho y el kacchushi (armero) usaban excedentes de metal para hacer el tsuba, pero a partir del período Muromachi, artesanos especializados comenzaron a hacer tsuba. Hoy en día, kinkoshi a veces sirve como shiroganeshi y tsubashi.
Las características típicas de las espadas japonesas representadas por la katana y tachi son una forma transversal tridimensional de una hoja alargada pentagonal o hexagonal llamada shinogi-zukuri, un estilo en el que la hoja y la espiga (nakago) están integradas y fijadas a la empuñadura (tsuka) con un alfiler llamado mekugi y una curva suave. Cuando se ve una espada shinogi-zukuri desde un lado, hay una línea de cresta en la parte más gruesa de la hoja llamada shinogi entre el lado del filo y el lado posterior. este shinogi contribuye al aligeramiento y endurecimiento de la hoja y alta capacidad de corte.
Las espadas japonesas a menudo se forjaban con diferentes perfiles, diferentes grosores de hoja y diferentes cantidades de molienda. El Wakizashi y el tantō, por ejemplo, no eran simplemente versiones reducidas de la katana; a menudo se forjaban en una forma llamada hira-zukuri , en la que la forma de la sección transversal de la hoja se convierte en un triángulo isósceles.
El daishō no siempre se forjó en conjunto. Si un samurái podía permitirse un daishō, a menudo estaba compuesto por las dos espadas que se podían adquirir convenientemente, a veces por diferentes herreros y en diferentes estilos. Incluso cuando un daishō contenía un par de hojas del mismo herrero, no siempre se forjaron como un par o se montaron como una sola. Los daishō fabricados como un par, montados como un par y poseídos/usados como un par, por lo tanto, son poco comunes y se consideran muy valiosos, especialmente si aún conservan sus monturas originales (a diferencia de las monturas posteriores, incluso si las monturas posteriores se hacen como un par).
La forja de una espada japonesa normalmente tomaba semanas o incluso meses y se consideraba un arte sagrado. Al igual que con muchos esfuerzos complejos, en lugar de un solo artesano, varios artistas estaban involucrados. Había un herrero para forjar la forma áspera, a menudo un segundo herrero (aprendiz) para doblar el metal, un pulidor especialista (llamado togi ), así como los diversos artesanos que fabricaban los koshirae (los diversos accesorios utilizados para decorar la hoja terminada ). y saya (vaina) que incluye tsuka (empuñadura), fuchi (cuello), kashira (pomo) y tsuba(guardamanos)). Se dice que el proceso de afilado y pulido lleva tanto tiempo como el forjado de la propia hoja.

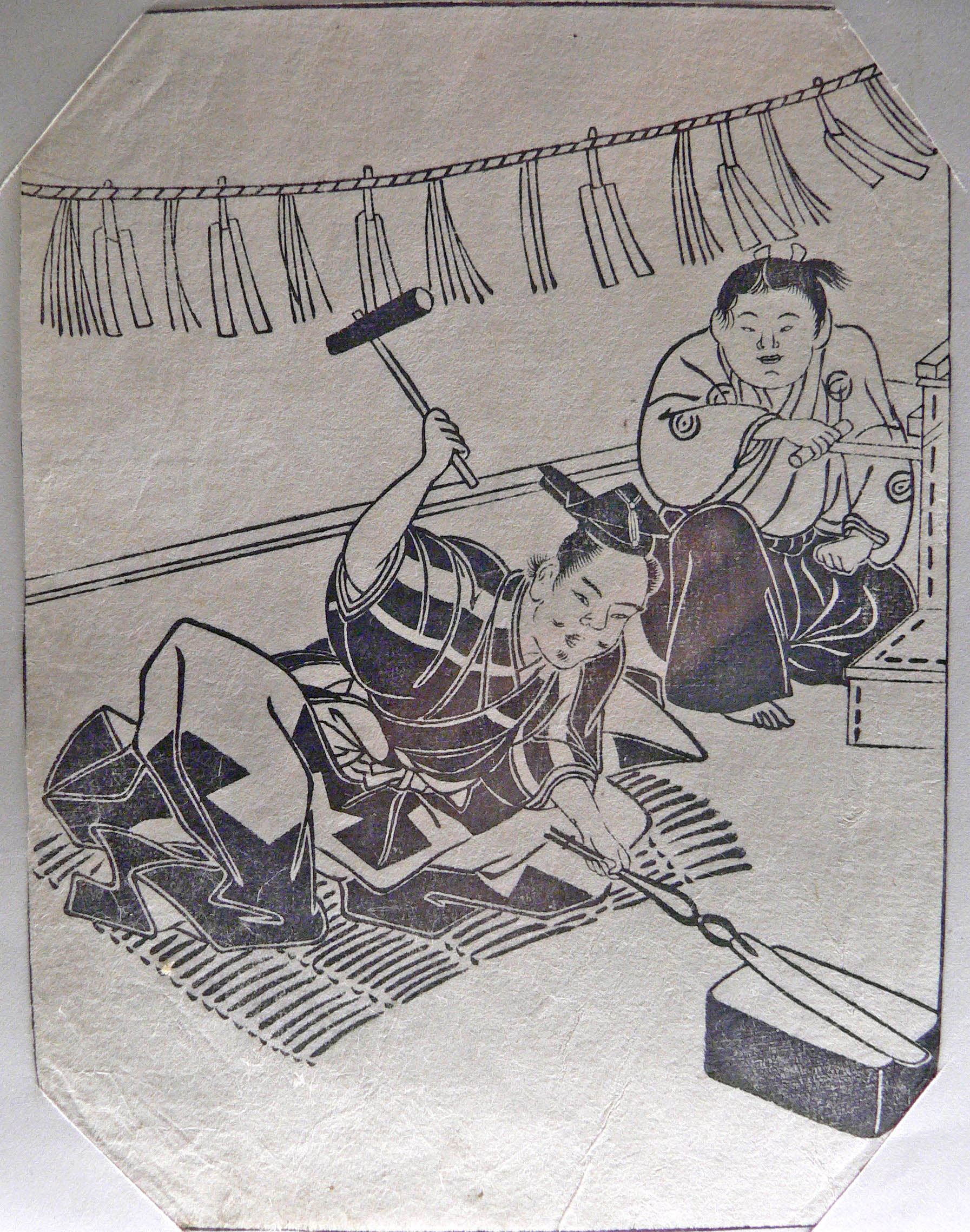
Grabado del período Edo que representa escenas de forja.

La espada japonesa legítima está hecha de acero japonés "Tamahagane".  El método de laminación más común con el que se forma la hoja de la espada japonesa es una combinación de dos aceros diferentes : una cubierta exterior de acero más dura envuelta alrededor de un núcleo interior de acero más blando. Esto crea una hoja que tiene un filo duro y afilado como una navaja con la capacidad de absorber los golpes de una manera que reduce la posibilidad de que la hoja se rompa cuando se usa en combate. el hadagane, para la piel exterior de la hoja, se produce calentando un bloque de acero bruto, que luego se martilla en una barra, y la parte trasera flexible. Luego, esto se enfría y se rompe en bloques más pequeños que se verifican en busca de más impurezas y luego se vuelven a ensamblar y volver a forjar. Durante este proceso, el tocho de acero se calienta y se martilla, se divide y se pliega sobre sí mismo muchas veces y se vuelve a soldar para crear una estructura compleja de muchos miles de capas. Cada acero diferente se pliega de manera diferente, para proporcionar la resistencia y flexibilidad necesarias a los diferentes aceros. La forma precisa en que el acero se dobla, se martilla y se vuelve a soldar determina el patrón de grano característico de la hoja, la jihada (también llamadajigane cuando se refiere a la superficie real de la hoja de acero), una característica que es indicativa del período, lugar de fabricación y fabricante real de la hoja. La práctica del plegado también asegura un producto algo más homogéneo, con el carbono en el acero distribuido uniformemente y el acero sin huecos que puedan provocar fracturas y fallas de la hoja en combate.
El shingane (para el núcleo interior de la hoja) es de un acero relativamente más blando con un contenido de carbono más bajo que el hadagane. Para ello, el bloque se vuelve a martillar, doblar y soldar de forma similar al hadagane, pero con menos pliegues. En este punto, el bloque de hadagane se vuelve a calentar, martillar y doblar en forma de 'U', en el que se inserta el shingane hasta un punto justo antes de la punta. La nueva palanquilla de acero compuesto se calienta y se martilla para garantizar que no quede aire ni suciedad entre las dos capas de acero. La barra aumenta de longitud durante este proceso hasta que se aproxima al tamaño y la forma finales de la hoja de espada terminada. Se corta una sección triangular de la punta de la barra y se le da forma para crear lo que será el kissaki. En este punto del proceso, la pieza bruta para la pala es de sección rectangular.solobe _
El sunobe se vuelve a calentar, sección por sección, y se martilla para crear una forma que tenga muchas de las características reconocibles de la hoja terminada. Estos son una parte posterior gruesa ( mune ), un borde más delgado ( ha ), una punta curva ( kissaki ), muescas en el borde ( hamachi ) y una parte posterior ( munemachi ) que separan la hoja de la espiga ( nakago ). Detalles como la línea de la cresta ( shinogi) otra característica distintiva de la espada japonesa, se añaden en esta etapa del proceso. La habilidad del herrero en este punto entra en juego, ya que el proceso de martilleo hace que la hoja se curve naturalmente de manera errática, la parte posterior más gruesa tiende a curvarse hacia el borde más delgado, y debe controlar hábilmente la forma para darle la curvatura hacia arriba requerida. El sunobe se acaba mediante un proceso de limado y raspado que deja reconocibles todas las características físicas y formas de la hoja. La superficie de la hoja se deja en un estado relativamente rugoso, lista para los procesos de endurecimiento. el sunobeluego se cubre por completo con una mezcla de arcilla que se aplica más densamente a lo largo de la parte posterior y los lados de la hoja que a lo largo del borde. La hoja se deja secar mientras el herrero prepara la fragua para el tratamiento térmico final de la hoja, el yaki-ire, el endurecimiento del filo.
Este proceso tiene lugar en una herrería a oscuras, tradicionalmente de noche, para que el herrero pueda juzgar a simple vista el color y, por lo tanto, la temperatura de la espada a medida que pasa repetidamente por el carbón encendido. Cuando se considera el momento adecuado (tradicionalmente, la hoja debe ser del color de la luna en febrero y agosto, que son los dos meses que aparecen más comúnmente en las inscripciones fechadas en la espiga), la hoja se hunde con el borde hacia abajo y apunta hacia adelante en un tanque. de agua. El tiempo exacto que se tarda en calentar la espada, la temperatura de la hoja y del agua en la que se sumerge son individuales de cada herrero y, por lo general, han sido secretos muy bien guardados. La leyenda habla de un herrero en particular que cortó la mano de su aprendiz para probar la temperatura del agua que usaba para el proceso de endurecimiento.
La aplicación de arcilla en diferentes espesores a la hoja permite que el acero se enfríe más rápidamente a lo largo del borde revestido más delgado cuando se sumerge en el tanque de agua y, por lo tanto, se convierte en la forma más dura de acero llamada martensita , que se puede moler como una navaja. nitidez. La parte posterior con un revestimiento grueso se enfría más lentamente y conserva las características del acero de perlita de relativa suavidad y flexibilidad. La forma precisa en que se aplica la arcilla, y se raspa parcialmente en el borde, es un factor determinante en la formación de la forma y las características de la estructura cristalina conocida como hamon . Esta línea de templado distintiva que se encuentra cerca del borde es una de las principales características que se deben evaluar al examinar una hoja.

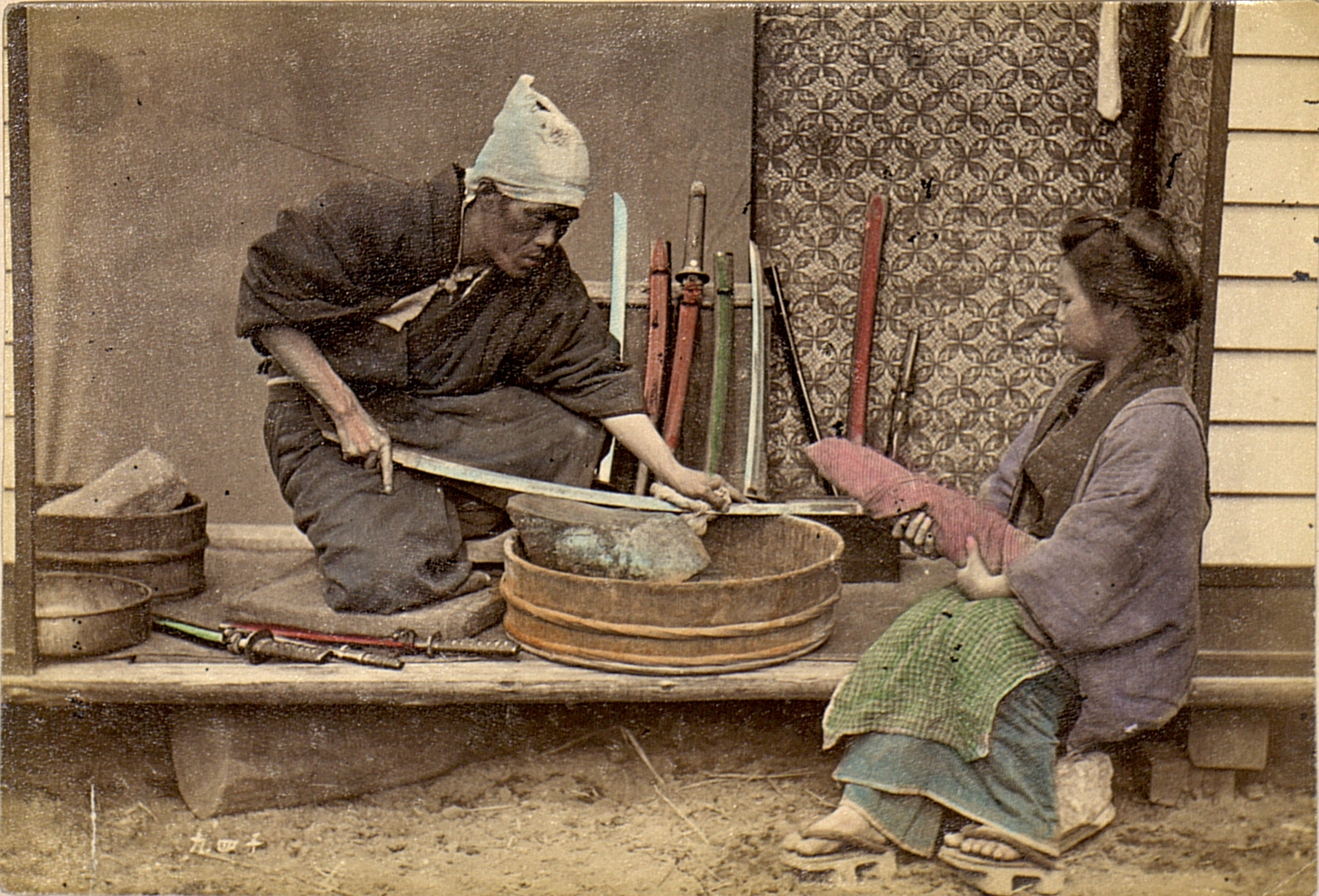
Afilador de espadas practicando su oficio, hacia el año 1909

El acero martensítico que se forma desde el borde de la hoja hasta el hamon es, en efecto, la línea de transición entre estas dos formas diferentes de acero, y es donde se encuentran la mayoría de las formas, colores y belleza del acero de la espada japonesa. . Las variaciones en la forma y estructura del hamon son todas indicativas del período, herrero, escuela o lugar de fabricación de la espada. Además de las cualidades estéticas del hamon, existen, quizás no sin sorpresa, funciones prácticas reales. El borde endurecido es donde ocurrirá la mayor parte de cualquier daño potencial a la hoja en la batalla. Este borde endurecido se puede rectificar y afilar muchas veces, aunque el proceso alterará la forma de la hoja. Alterar la forma permitirá una mayor resistencia al luchar en el combate cuerpo a cuerpo.
Casi todas las palas están decoradas, aunque no todas las palas están decoradas en la parte visible de la pala. Una vez que la cuchilla se enfría y se raspa el barro, se pueden cortar ranuras y marcas (hi o bo-hi). Aquí se realiza una de las marcas más importantes de la espada: las marcas de archivo. Estos se cortan en la espiga o en la sección de la empuñadura de la hoja, donde serán cubiertos por la empuñadura más tarde. Se supone que nunca se debe limpiar la espiga; hacer esto puede reducir el valor de la espada a la mitad o más. El propósito es mostrar qué tan bien envejece el acero.
Algunas otras marcas en la hoja son estéticas: dedicatorias escritas en caracteres kanji, así como grabados llamados horimono que representan dioses, dragones u otros seres aceptables. Algunos son más prácticos. La presencia de una ranura (el tipo más básico se llama hola ) reduce el peso de la espada pero mantiene su integridad estructural y fuerza.

## Usos
El tachi se convirtió en el arma principal en el campo de batalla durante el período Kamakura, utilizado por la caballería. La espada se consideraba principalmente como un arma secundaria hasta entonces, utilizada en el campo de batalla solo después de que el arco y el arma de asta ya no eran factibles. Durante el período Edo, los samuráis iban a pie sin armadura, y con mucho menos combate a caballo en campos de batalla abiertos, la necesidad de un arma cuerpo a cuerpo efectiva resultó en que los samuráis estuvieran armados con daishō.
La prueba de espadas, llamada tameshigiri, se practicaba en una variedad de materiales (a menudo los cuerpos de criminales ejecutados) para probar la nitidez de la espada y practicar la técnica de corte.
Kenjutsu es el arte marcial japonés de usar las espadas japonesas en combate. Las espadas japonesas son principalmente un arma cortante, o más específicamente, cortante. Sin embargo, su curva moderada también permitió un empuje efectivo. La empuñadura se sostenía con las dos manos, aunque existe una buena cantidad de técnicas con una sola mano. La colocación de la mano derecha estaba dictada tanto por la longitud del mango como por la longitud del brazo del portador. Se desarrollaron otras dos artes marciales específicamente para entrenar a desenvainar la espada y atacar en un solo movimiento. Son battōjutsu e iaijutsu , que son superficialmente similares, pero generalmente difieren en la teoría y los métodos de entrenamiento.
Para cortar, había una técnica específica llamada " ten-uchi ". Ten-uchi se refiere a un movimiento organizado realizado por brazos y muñecas, durante un golpe descendente. A medida que la espada se balancea hacia abajo, la articulación del codo se extiende drásticamente en el último instante, colocando la espada en su lugar. Este movimiento hace que el agarre del espadachín se tuerza ligeramente y, si se hace correctamente, se dice que se siente como escurrir una toalla (referencia de Thomas Hooper). Este movimiento en sí hizo que la hoja de la espada impactara en su objetivo con una fuerza aguda y se usa para romper la resistencia inicial. A partir de ahí, continuando con fluidez el movimiento forjado por ten-uchi, los brazos continuarían con el golpe, arrastrando la espada a través de su objetivo. Debido a que las espadas japonesas cortan en lugar de cortar, es este "arrastre" lo que le permite causar el máximo daño y, por lo tanto, se incorpora a la técnica de corte. A toda velocidad, el golpe parecerá ser un golpe completo y la espada atravesará el objeto objetivo. Los segmentos del columpio son apenas visibles, en todo caso. Suponiendo que el objetivo sea, por ejemplo, un torso humano, ten-uchi romperá la resistencia inicial proporcionada por los músculos del hombro y la clavícula. El seguimiento continuaría el movimiento de corte, a través de cualquier otra cosa que encontrara, hasta que la hoja saliera inherentemente del cuerpo, debido a una combinación del movimiento y su forma curva.

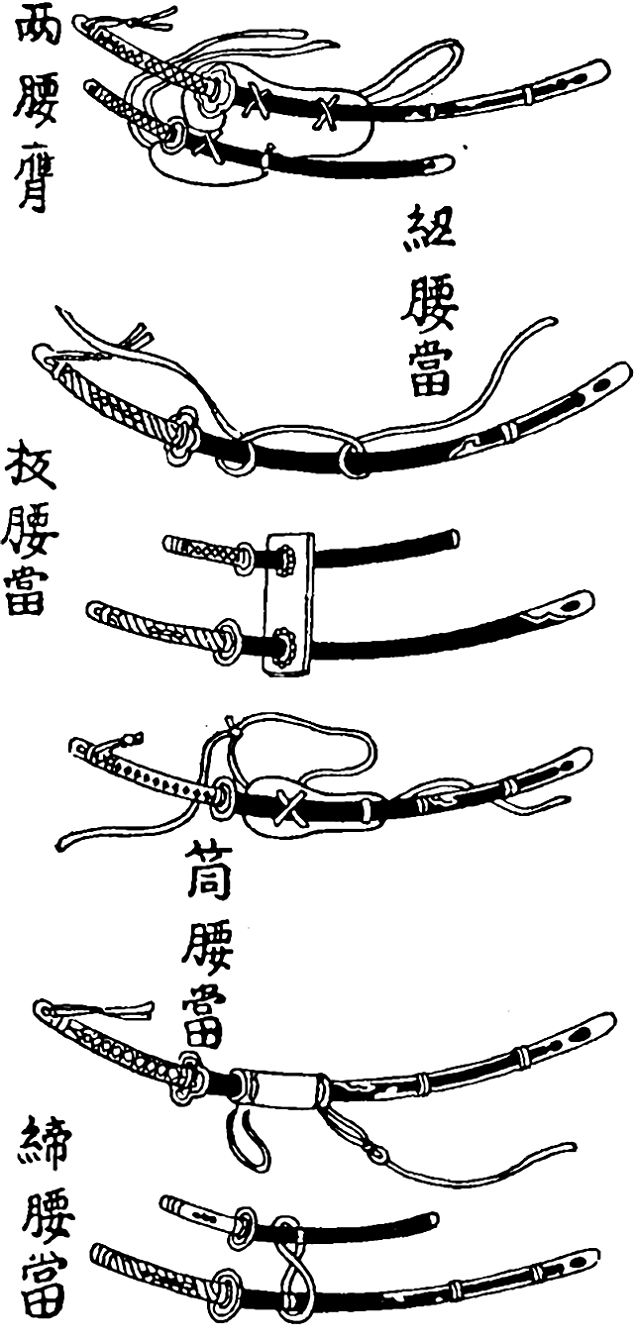
Koshiate (colgadores de espadas). Hay varias variedades, especialmente de ryo-goshiate (perchas dobles). Todos los tipos que están sujetos con cordones se usarán de la misma manera, pero hay dos tipos que no tienen cordones y, por lo tanto, se usan de manera diferente. Las espadas se pueden llevar sin perchas colocándolas entre los pliegues del obi.

Casi todos los estilos de kenjutsu comparten las mismas cinco posturas básicas de guardia. Son los siguientes; chūdan-no-kamae (postura media), jōdan-no-kamae (postura alta), gedan-no-kamae (postura baja), hassō-no-kamae (postura de ocho lados) y waki-gamae (postura lateral).
El filo de las espadas japonesas era tan duro que al golpear un objeto igual o más duro, como el filo de otra espada, el astillado se convertía en un riesgo definitivo. Como tal, generalmente se evitó bloquear un golpe que se aproximaba de hoja a hoja. De hecho, la mayoría prefería las maniobras corporales evasivas al contacto con la hoja, pero, si eso no era posible, la parte plana o la parte posterior de la hoja se usaba para la defensa en muchos estilos, en lugar del borde precioso. Un método popular para derrotar a los cortes descendentes era simplemente apartar la espada. En algunos casos, un "bloque de paraguas", colocando la hoja sobre la cabeza, en diagonal (apuntando hacia el suelo, pomo hacia el cielo), crearía un escudo efectivo contra un golpe descendente. Si el ángulo del bloqueo fuera lo suficientemente drástico, la curva de la hoja de la espada japonesa haría que el atacante.

### Formas de portarla
Las espadas japonesas se llevaron de varias maneras diferentes, variando a lo largo de la historia japonesa. El estilo que se ve más comúnmente en las películas de "samuráis" se llama buke-zukuri, con la katana (y wakizashi , si también está presente) con el borde hacia arriba, con la vaina atravesando el obi (faja).
La espada se llevaría en una vaina y se metería en el cinturón del samurái. Originalmente, llevarían la espada con la hoja hacia abajo. Esta era una forma más cómoda para que el samurái armado llevara su espada muy larga o la desenvainara montado. La mayor parte de la armadura samurái dificultaba sacar la espada de cualquier otro lugar de su cuerpo. Cuando no tenían armadura, los samuráis llevarían su espada con la hoja hacia arriba. Esto hizo posible desenvainar la espada y golpear en un movimiento rápido. En uno de esos métodos para desenvainar la espada, el samurái giraba la vaina noventa grados hacia abajo y la sacaba un poco de su faja con la mano izquierda, luego agarraba la empuñadura con la mano derecha y la deslizaba hacia afuera mientras deslizaba la vaina. de vuelta a su posición original.

## Apreciación
Históricamente, las espadas japonesas se han considerado no solo como armas, sino también como obras de arte, especialmente las de alta calidad. Durante mucho tiempo, los japoneses han desarrollado un método de apreciación único en el que la hoja se considera el núcleo de su evaluación estética en lugar de las monturas de espada decoradas con lujosas lacas o trabajos en metal.
Se dice que los siguientes tres objetos son los más destacados a la hora de apreciar una espada. La primera es la forma general denominada sugata . La curvatura, la longitud, el ancho, la punta y la forma de la espiga de la espada son los objetos de apreciación. El segundo es un patrón fino en la superficie de la hoja, que se conoce como hada o jigane . Al doblar y forjar repetidamente la hoja, se forman en su superficie patrones finos como huellas dactilares, anillos de árboles y corteza. el tercero es hamon. Hamon es un patrón blanco del filo producido por enfriamiento y revenido. El objeto de apreciación es la forma de hammon y las partículas de cristal formadas en el límite de hammon. Según el tamaño de las partículas, se pueden dividir en dos tipos, una nie y una nioi , lo que las hace parecer estrellas o niebla. Además de estos tres objetos, una firma de espadero y un patrón de archivo grabado en la espiga, y una talla inscrita en la hoja, que se conoce como horimono , también son objetos de apreciación.

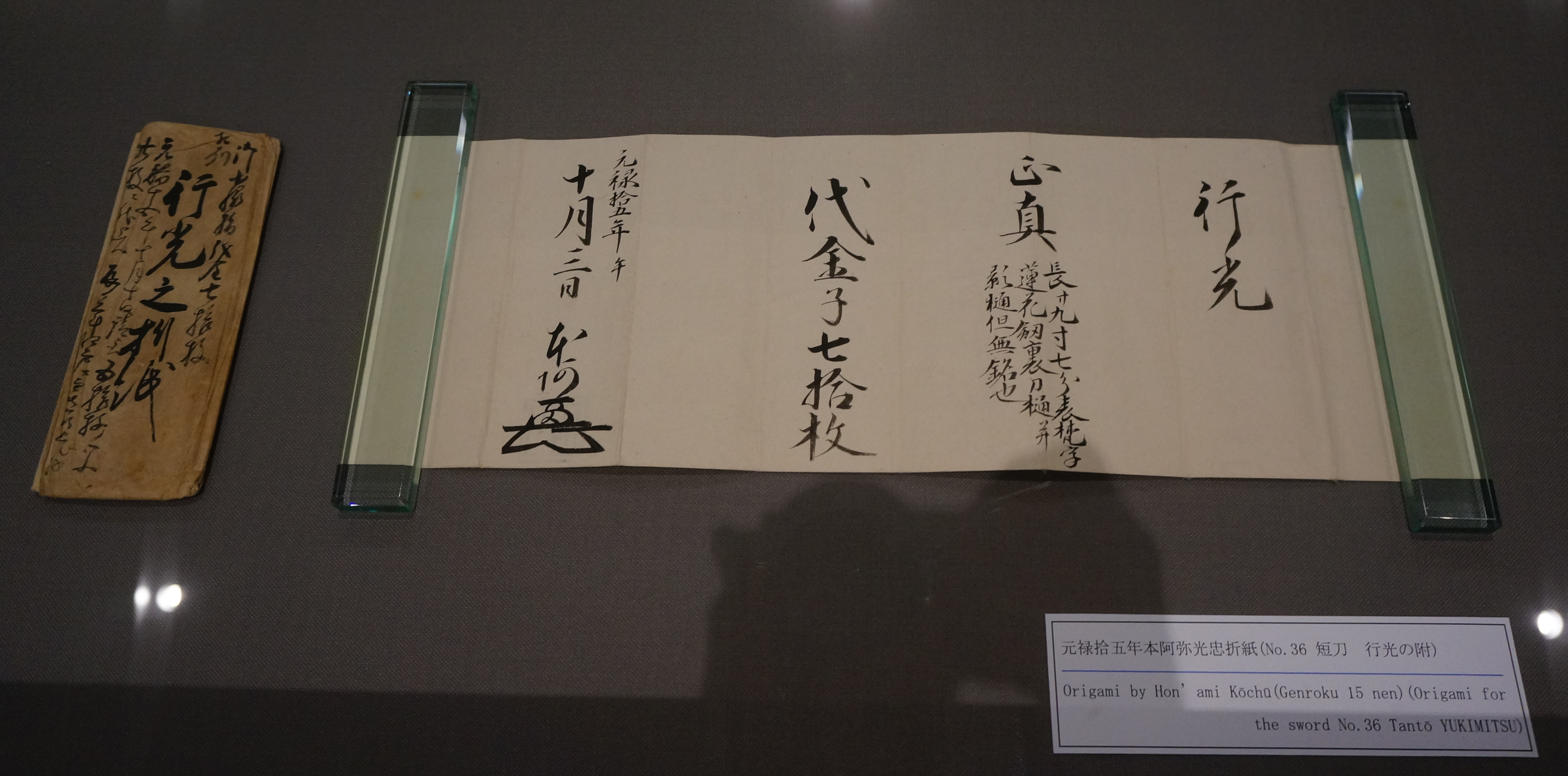
Un papel de autenticación de espada japonés (Origami) de 1702 que Hon'ami Kōchū certificó como auténtico un tantō hecho por Yukimitsu en el.

El clan Hon'ami, que era una autoridad en la tasación de espadas japonesas, calificó las espadas japonesas desde estos puntos de vista artísticos. Además, los expertos en espadas japonesas modernas juzgan cuándo y en qué escuela de herreros se hizo la espada desde estos puntos de vista artísticos.
Generalmente, la hoja y el montaje de la espada de las espadas japonesas se exhiben por separado en los museos, y esta tendencia es notable en Japón. Por ejemplo, el Museo de la Espada Japonesa de Nagoya "Nagoya Touken World", uno de los museos de espadas más grandes de Japón, publica videos separados de la espada y el montaje de la espada en su sitio web oficial y en YouTube.

## Valoración de espadas y herreros japoneses
En Japón, las espadas japonesas son calificadas por las autoridades de cada período, y parte de la autoridad de la calificación sigue siendo válida en la actualidad.
En 1719, Tokugawa Yoshimune , el octavo shogun del shogunato Tokugawa , ordenó a Hon'ami Kōchū, que era una autoridad en la evaluación de espadas, que registrara en libros las espadas que poseían los daimyo de todo Japón. En el " Kyōhō Meibutsu Chō " completo (享保名物帳) se describieron 249 espadas preciosas, y más adelante se describieron 25 espadas adicionales. La lista también incluye 81 espadas que habían sido destruidas en incendios anteriores. Las preciosas espadas descritas en este libro fueron llamadas " Meibutsu " (名物) y los criterios de selección fueron elementos artísticos, orígenes y leyendas. La lista de "Meibutsu" incluye 59 espadas hechas por Masamune, 34 por Awataguchi Yoshimitsu y 22 por Go Yoshihiro, y estos 3 herreros fueron considerados especiales. Daimyo escondió algunas espadas por temor a que fueran confiscadas por el shogunato Tokugawa, por lo que incluso algunas espadas preciosas no figuraban en el libro. Por ejemplo, Daihannya Nagamitsu y Yamatorige , que ahora están designados como Tesoros Nacionales, no se incluyeron.

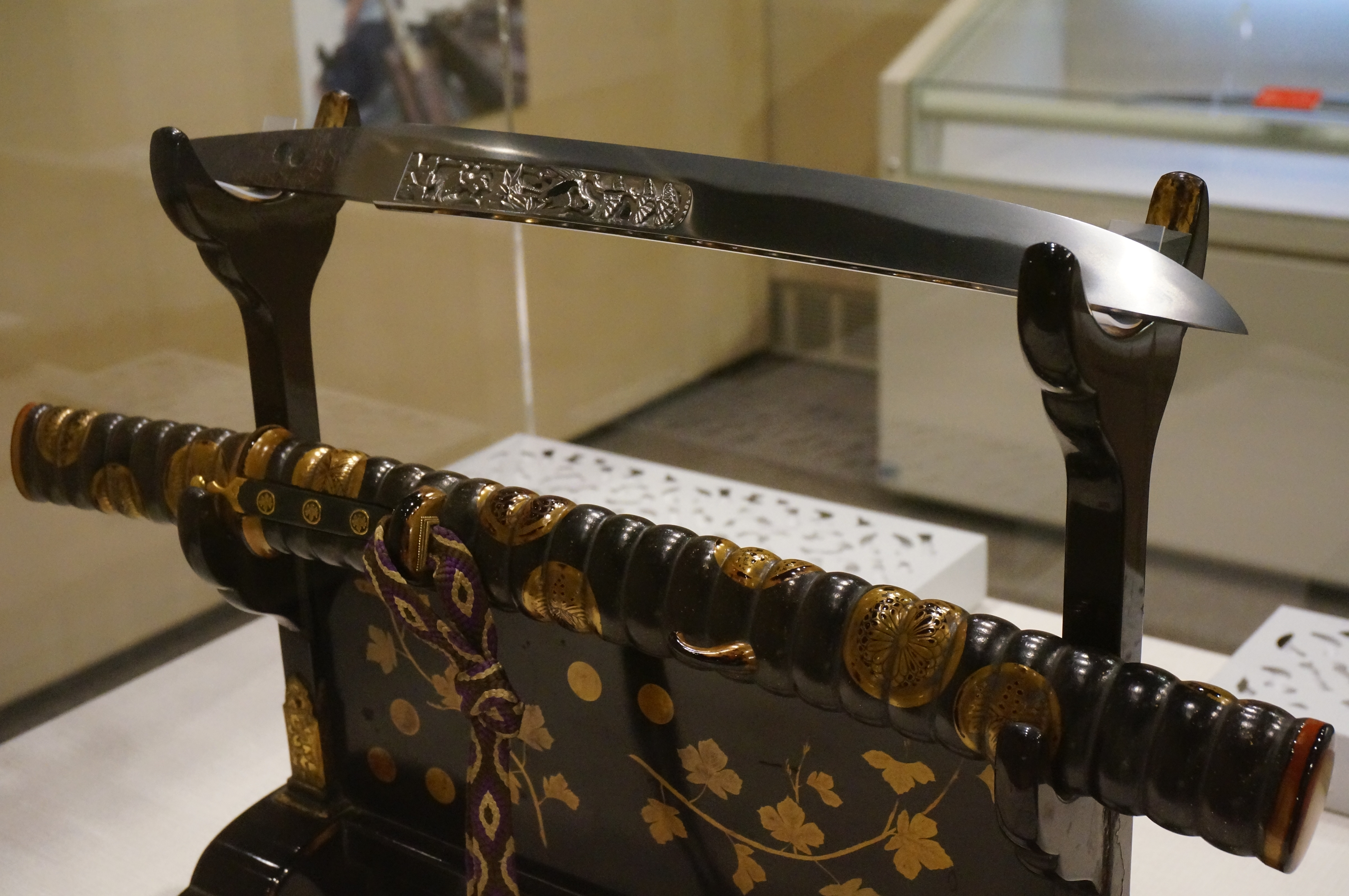
Nagasone Kotetsu, clasificado como Saijo Ō Wazamono, fue uno de los herreros más populares del período Edo. Un tantō, Hōraisan Kotetsu

Yamada Asaemon V, quien fue el examinador y verdugo oficial de la capacidad de cortar espadas del shogunato Tokugawa, publicó un libro " Kaiho Kenjaku " (懐宝剣尺) en 1797 en el que clasificó la capacidad de corte de las espadas. El libro enumera 228 herreros, cuyas espadas forjadas se llaman " Wazamono " (業物) y el más alto " Saijo Ō Wazamono " (最上大業物) tiene 12 seleccionados. En la reimpresión de 1805, se agregó 1 espadero al grado más alto, y en la edición revisada principal de 1830, " Kokon Kajibiko " (古今鍛冶備考), se agregaron 2 espaderos al grado más alto y, al final, se agregaron 15 espaderos. clasificado como el grado más alto. La katana forjada por Nagasone Kotetsu, uno de los mejores forjadores de espadas, se hizo muy popular en el momento en que se publicó el libro y se hicieron muchas falsificaciones. En estos libros, los 3 herreros tratados especialmente en " Kyōhō Meibutsu Chō " y Muramasa , que era famoso en ese momento por forjar espadas con gran capacidad de corte, no se mencionan. Se considera que las razones de esto son que Yamada tenía miedo de desafiar la autoridad del shogun, que no podía usar la preciosa espada que poseía el daimyo en el examen y que era considerado con la leyenda de la maldición de Muramasa.

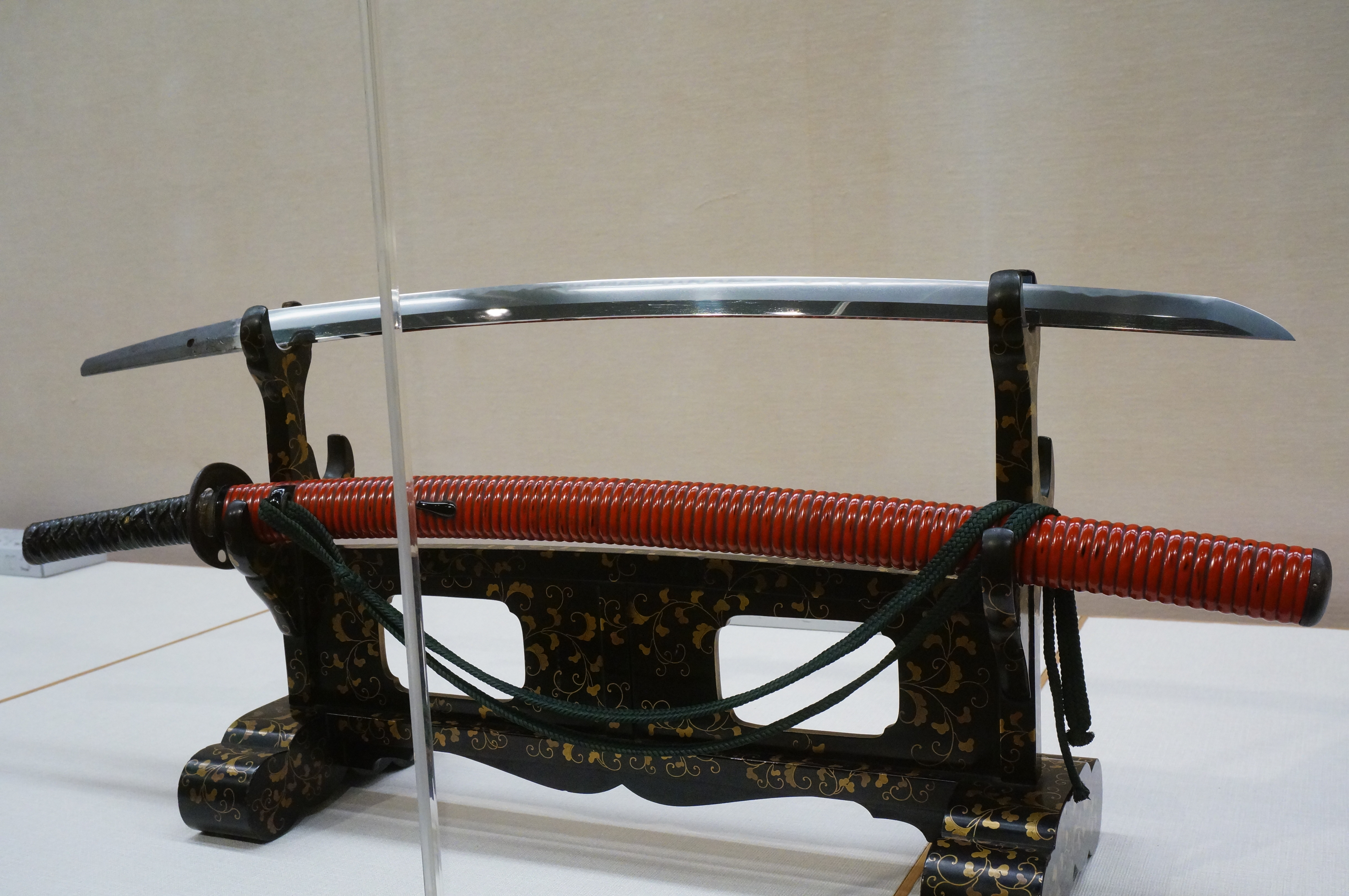
Una katana forjada por Magoroku Kanemoto. (Saijo Ō Wazamono) Periodo Muromachi tardío. (arriba) Montaje de katana, período Edo temprano. (abajo)

En la actualidad, por la Ley para la Protección de Bienes Culturales, las espadas importantes de alto valor histórico se designan como Bienes Culturales Importantes ( Jūyō Bunkazai , 重要文化財), y las espadas especiales entre ellas se designan como Tesoros Nacionales ( Kokuhō , 国宝). Las espadas designadas como bienes culturales basándose en la ley de 1930, que ya fue abolida, tienen el rango junto a Bienes Culturales Importantes como Objeto de Arte Importante ( Jūyō Bijutsuhin , 重要美術品). Además, la Sociedad para la Preservación de las Espadas de Arte Japonés , una fundación incorporada de interés público, clasifica las espadas de alto valor en cuatro grados, y la Espada Importante Especial de grado más alto (Tokubetsu Juyo Token , 特別重要刀剣) se considera equivalente al valor de un objeto de arte importante. Aunque las espadas propiedad de la Familia Imperial Japonesa no están designadas como Tesoros Nacionales o Bienes Culturales Importantes porque están fuera de la jurisdicción de la Ley para la Protección de Bienes Culturales, hay muchas espadas de la clase Tesoro Nacional, y se llaman " Gyobutsu "(御物).
Actualmente, existen varios sistemas de calificación autorizados para los herreros. De acuerdo con la calificación aprobada por el gobierno japonés, desde 1890 hasta 1947, 2 herreros que fueron designados Artistas de la Casa Imperial y después de 1955, 6 herreros que fueron designados como Tesoro Nacional Viviente son considerados los mejores herreros. De acuerdo con la calificación aprobada por la Sociedad para la Preservación de las Espadas de Arte Japonés , una fundación incorporada de interés público, 39 herreros que fueron designados como Mukansa(無鑑査) desde 1958 son considerados los forjadores de espadas de más alto rango. La mejor espada forjada por herreros japoneses recibe el premio Masamune más honorable de la Sociedad para la Preservación de las Espadas de Arte Japonés. Desde 1961, 8 espaderos han recibido el Premio Masamune, y entre ellos, 3 espaderos, Masamine Sumitani , Akitsugu Amata y Toshihira Osumi, han recibido el premio 3 veces cada uno y Sadakazu Gassan II ha recibido el premio 2 veces. Estas 4 personas fueron designadas como Tesoros Nacionales Vivientes y Mukansa.

## Galería
Generalmente, la hoja y el montaje de la espada de las espadas japonesas se exhiben por separado en los museos, y esta tendencia es notable en Japón. Por ejemplo, el Museo de la Espada Japonesa de Nagoya "Nagoya Touken World", uno de los museos de espadas más grandes de Japón, publica videos separados de la espada y el montaje de la espada en su sitio web oficial y en YouTube.

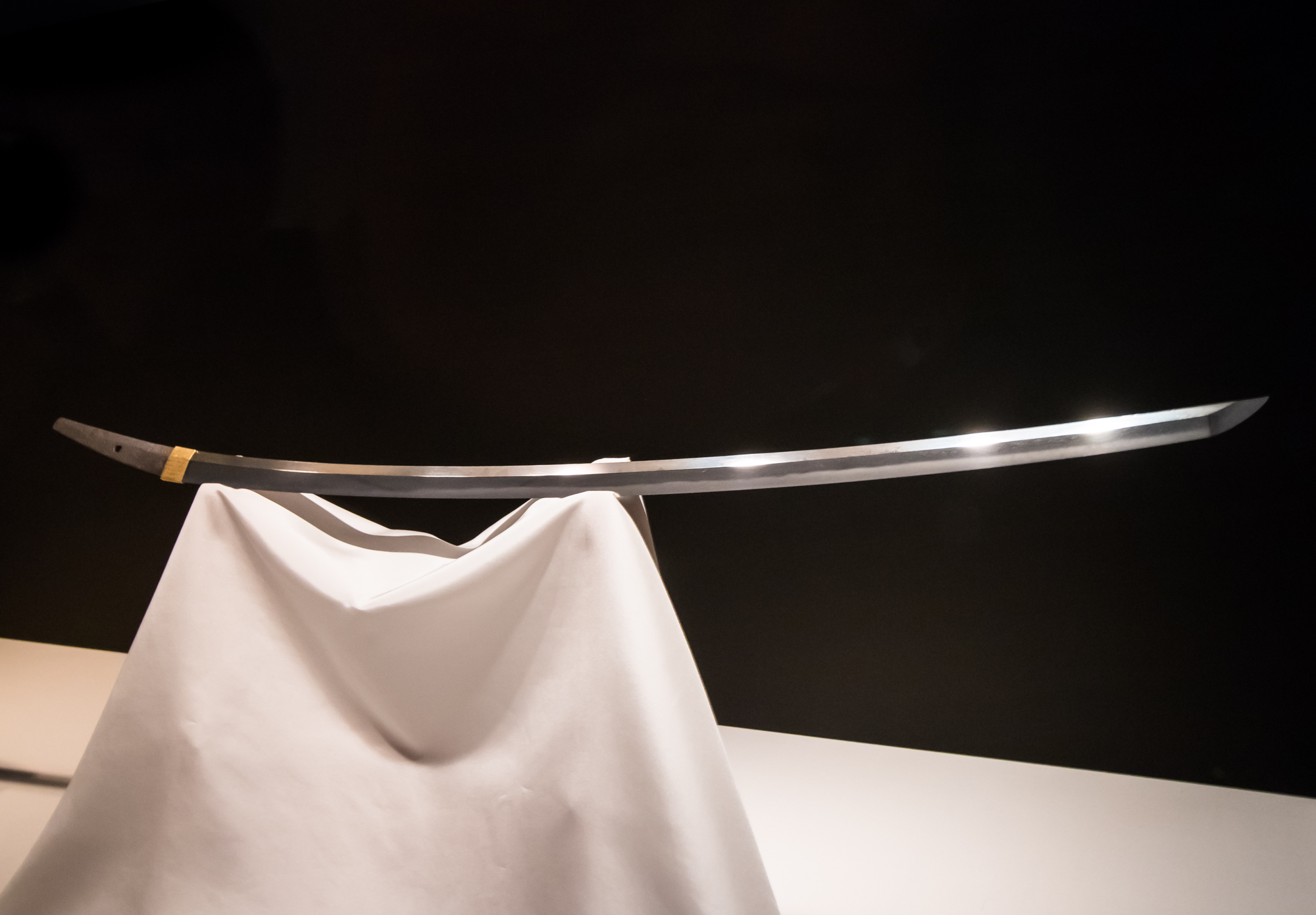
Tachi " Dojikiri ", de Yasutsuna. Escuela Ko- Hōki (antigua Hōki ). Siglo XII, período Heian , Tesoro Nacional , Museo Nacional de Tokio . Esta espada es una de las "Cinco espadas bajo el cielo". (天下五剣 Tenka-Goken)
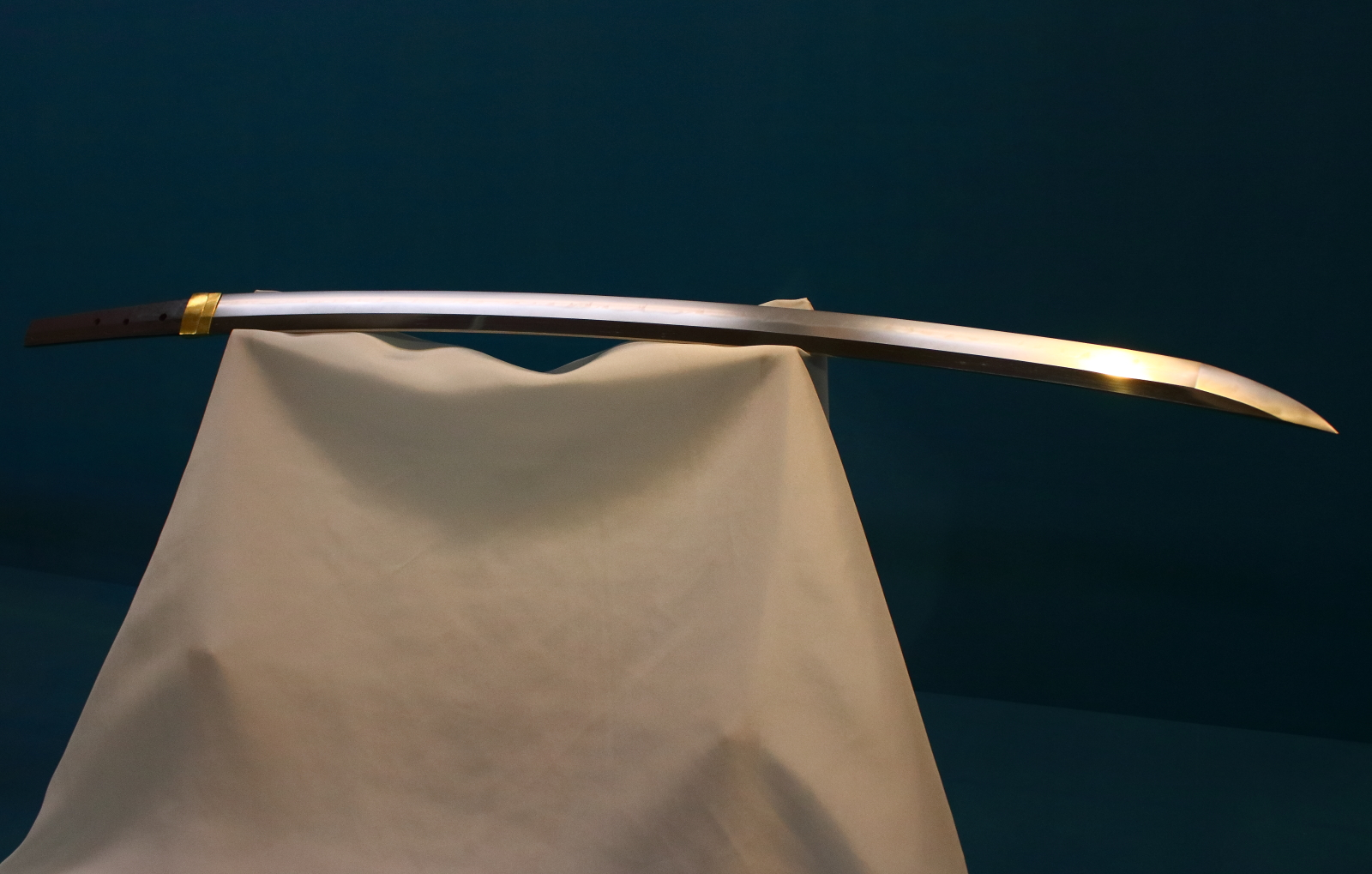
Katana , de Motoshige. Escuela Bizen Osafune influenciada por la escuela Sōshū. Siglo XIV, período Nanboku-chō . Importante Bien Cultural . Museo Nacional de Tokio.
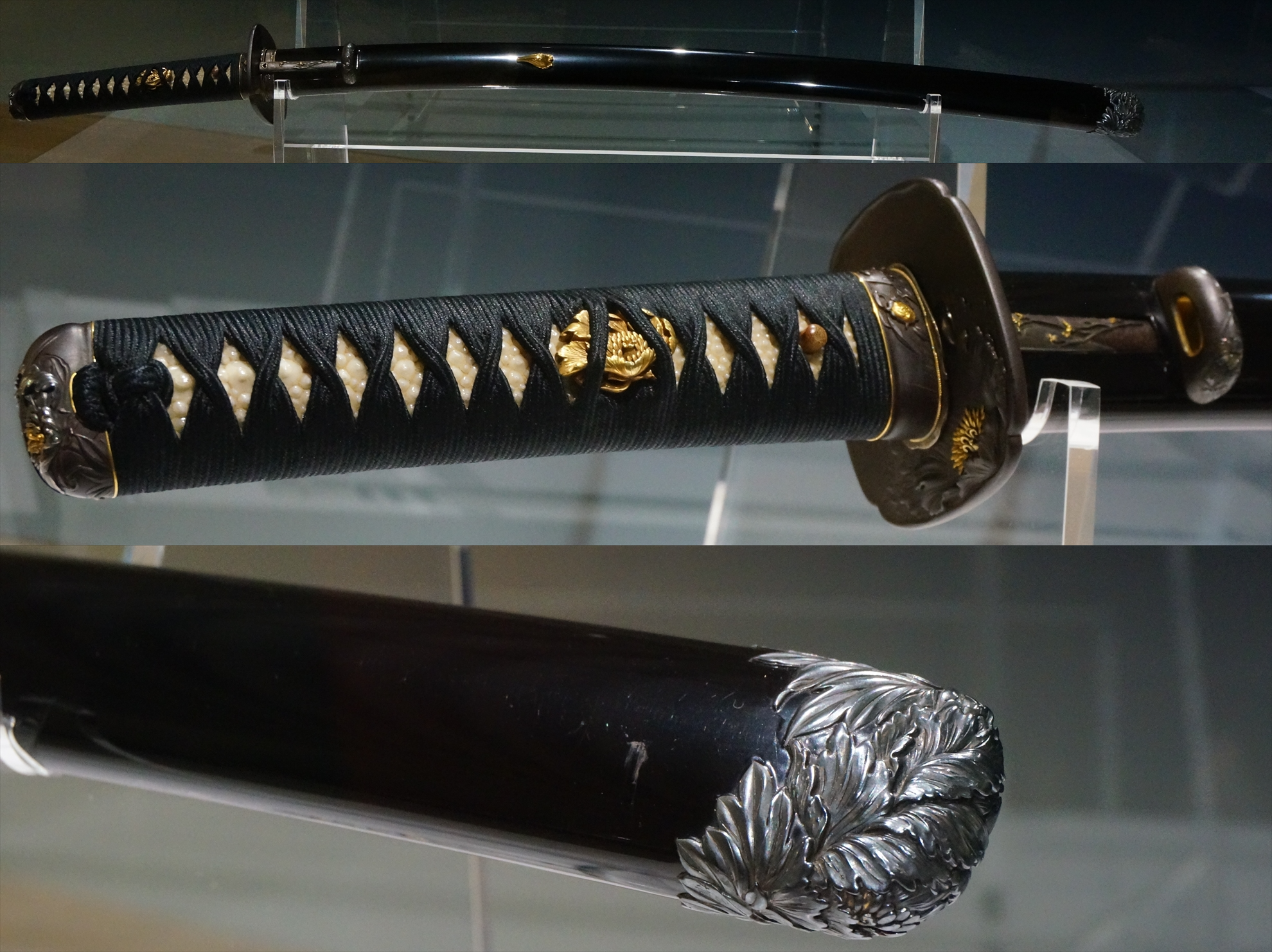
Montaje de Katana con funda de laca negra pulida, periodo Edo. Museo de Bellas Artes, Boston.
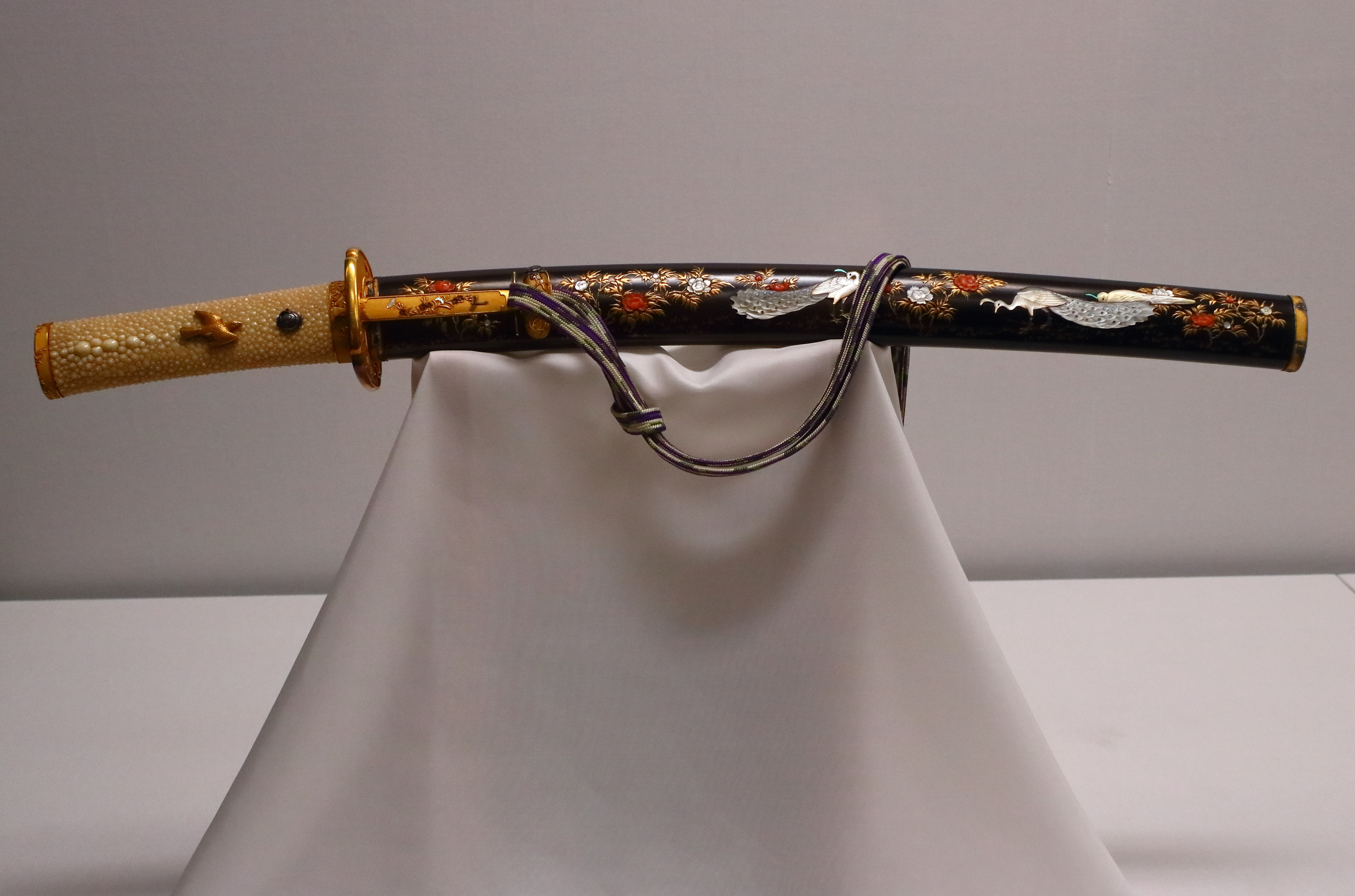
Montaje wakizashi . Las partes de metal están hechas por Goto Ichijo. Periodo Edo . Museo Nacional de Tokio.
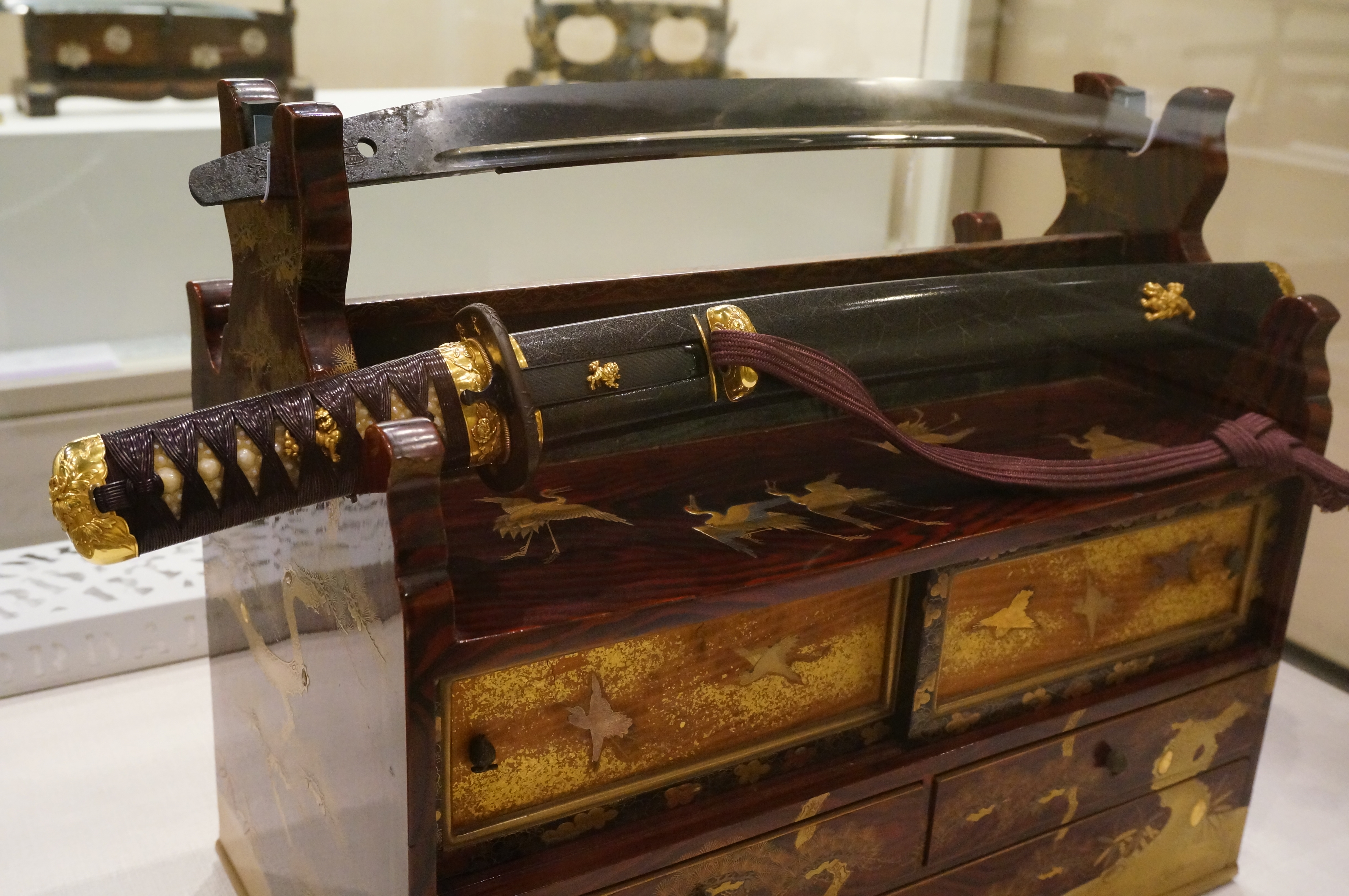
Un wakizashi forjado por Soshu Akihiro. Período Nanboku-chō . (arriba) Montaje de Wakizashi, período Meiji temprano. (abajo)
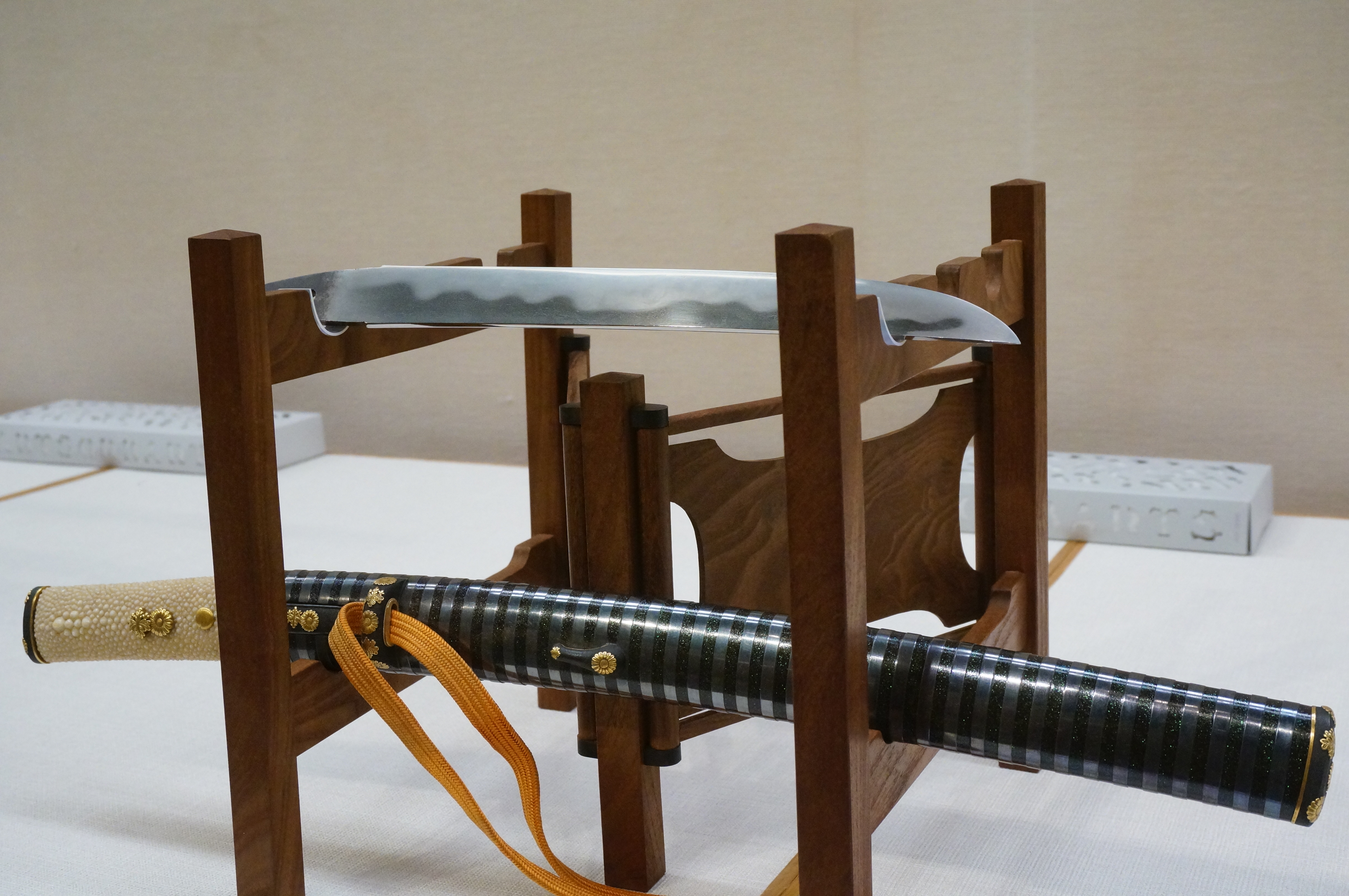
Un tantō forjado por Hasebe Kunishige. Período Nanboku-chō. (arriba) montaje Tantō, período Edo tardío. (abajo)
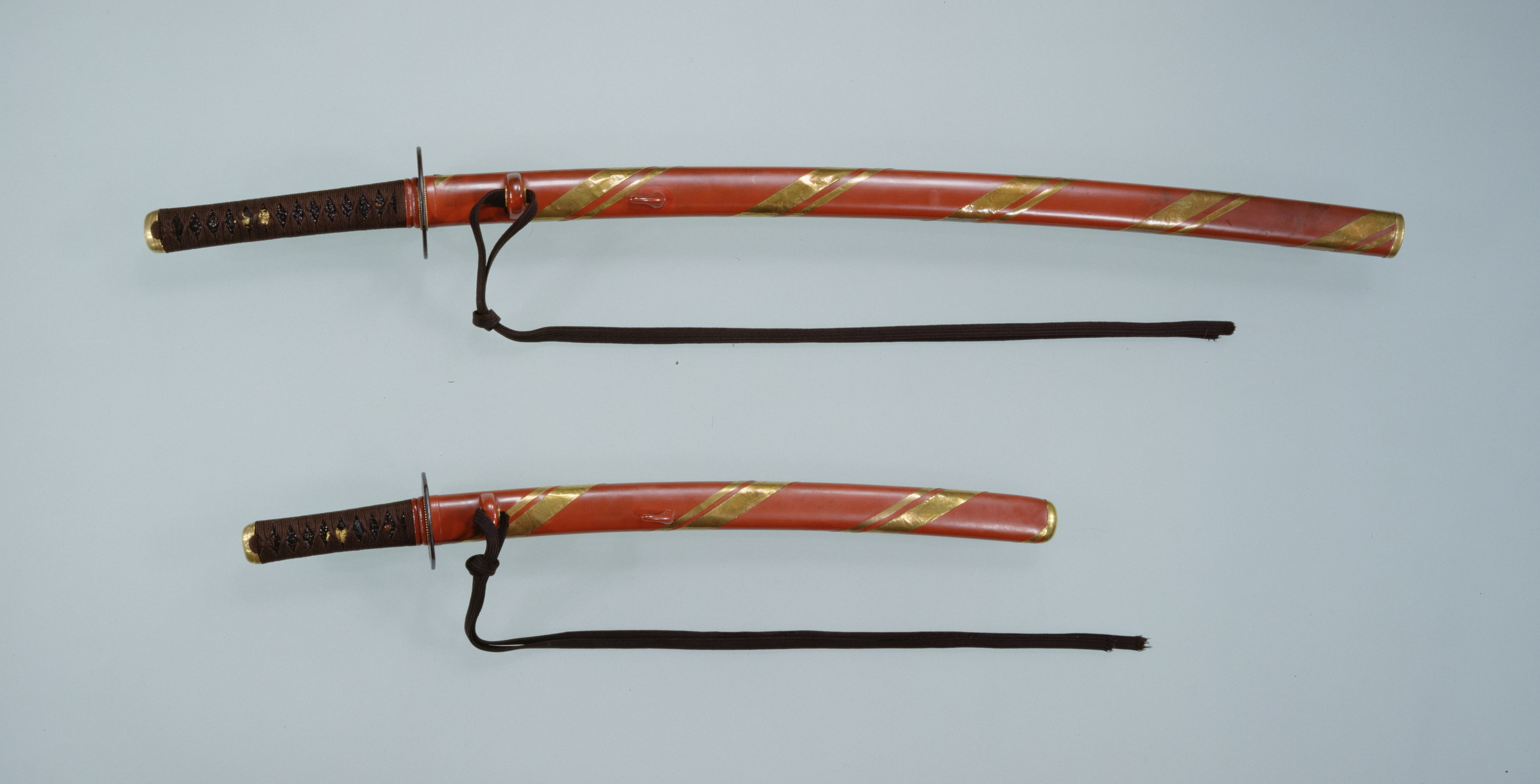
Montaje de espada estilo Daishō , bandas doradas sobre suelo lacado en rojo. Siglo XVI, período Azuchi-Momoyama . Importante Bien Cultural. Museo Nacional de Tokio. Estas espadas eran propiedad de Toyotomi Hideyoshi.
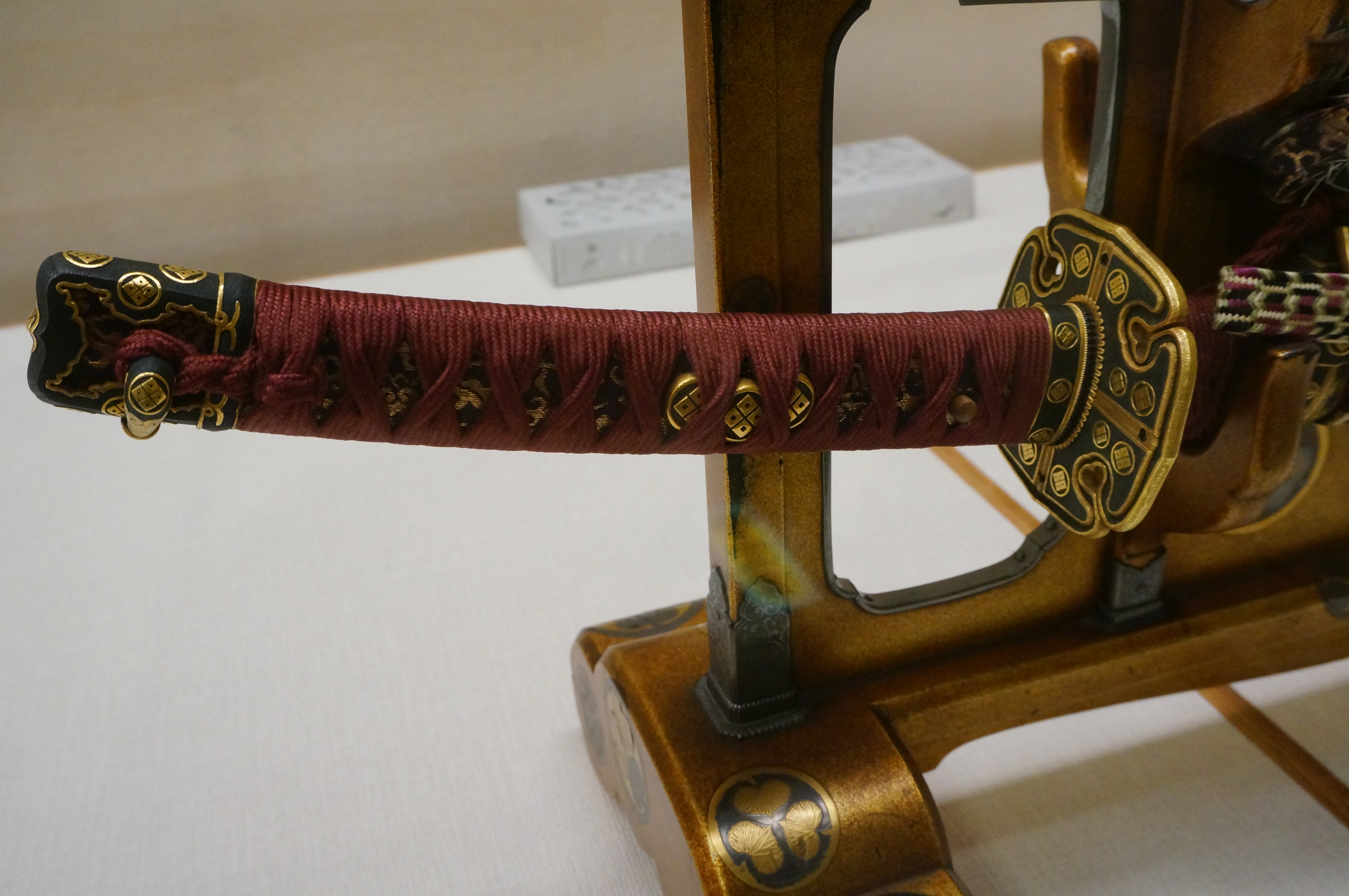
Empuñadura ( tsuka ) y guardamanos ( tsuba ) de tachi . Período Edo medio.
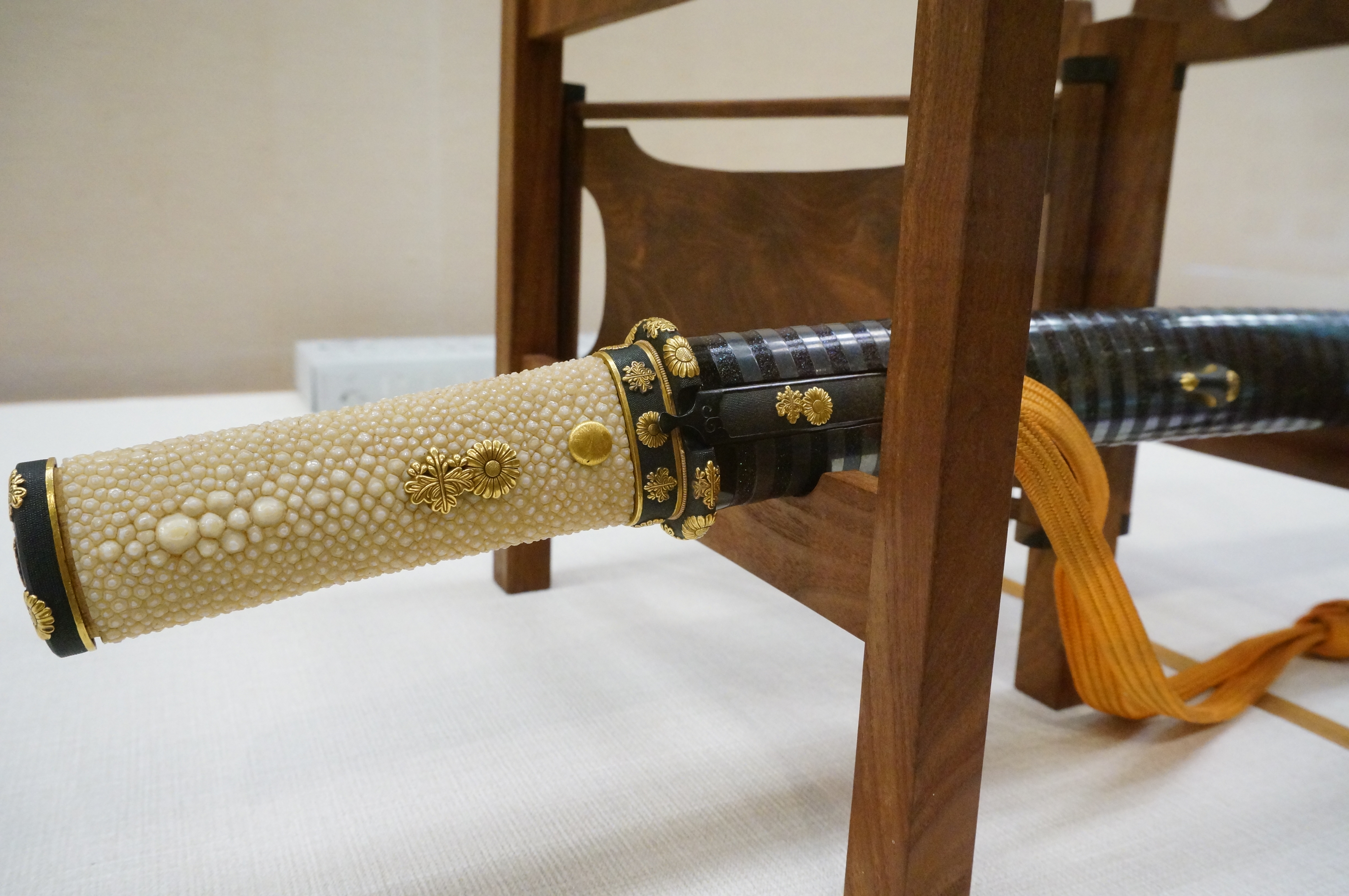
Empuñadura y guardamanos de tantō. Período Edo tardío.
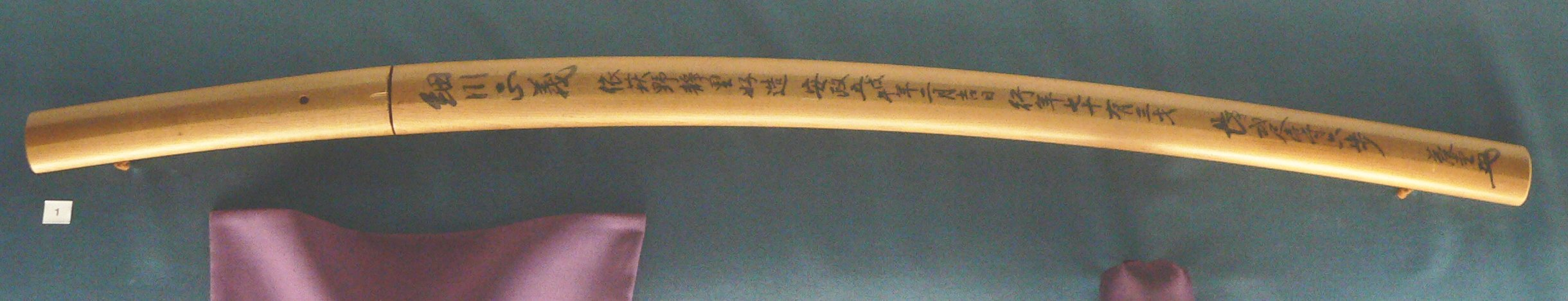
shirasaya (monturas de almacenamiento), utilizadas para proteger la hoja cuando no está montada en un koshirae (monturas formales).
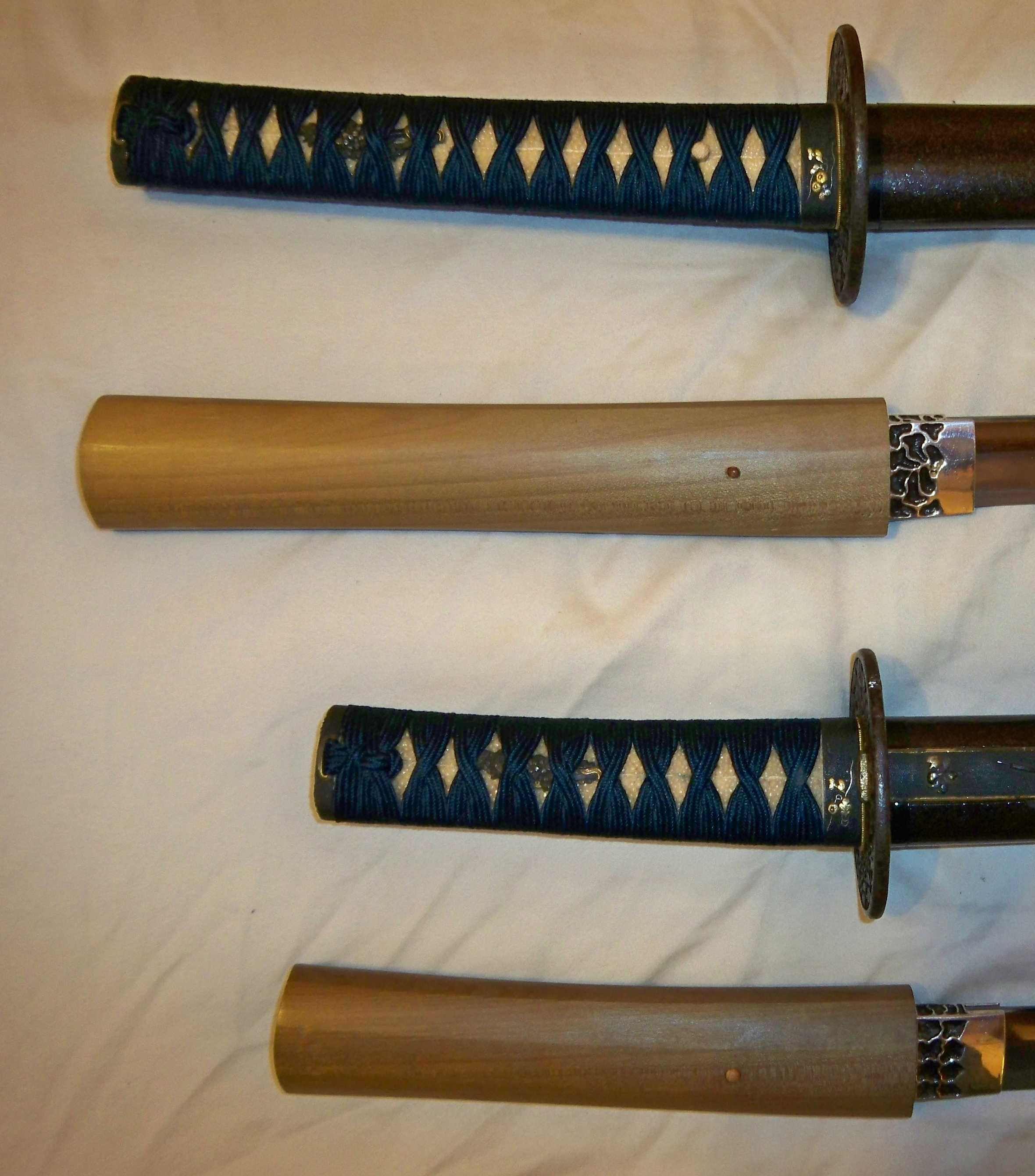
el Tsuka, la wakizashi y la katana.
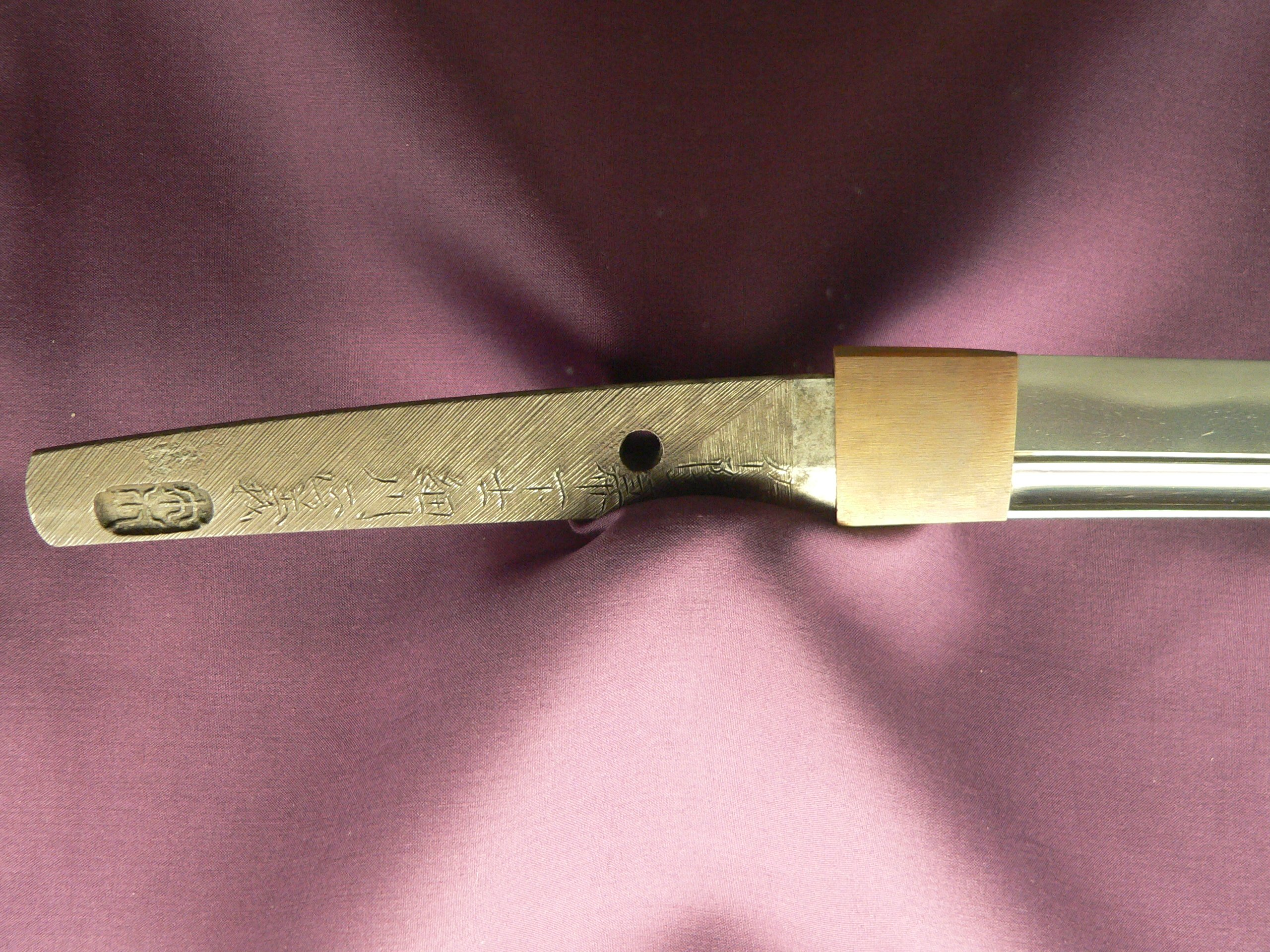
Nakago (espiga) de una hoja de wakizashi, mostrando una habaki (collar de la hoja).
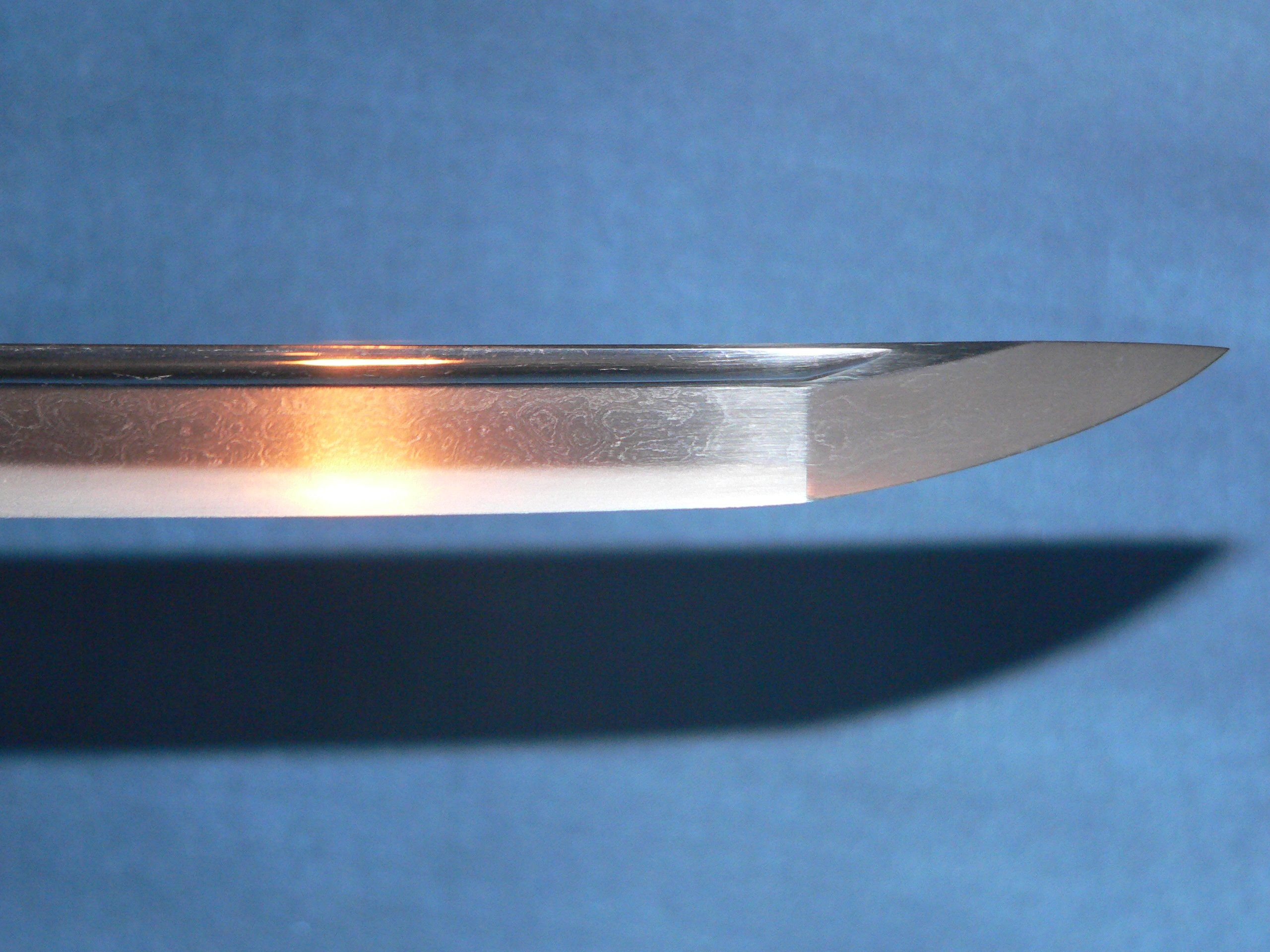
Kissaki (punta de la cuchilla o punto) de una hoja tachi, escuela Bizen, firmó Bizen Kuni Osafune Yoshikage; era de los Tribunales del sur y el Norte (siglo XIV).
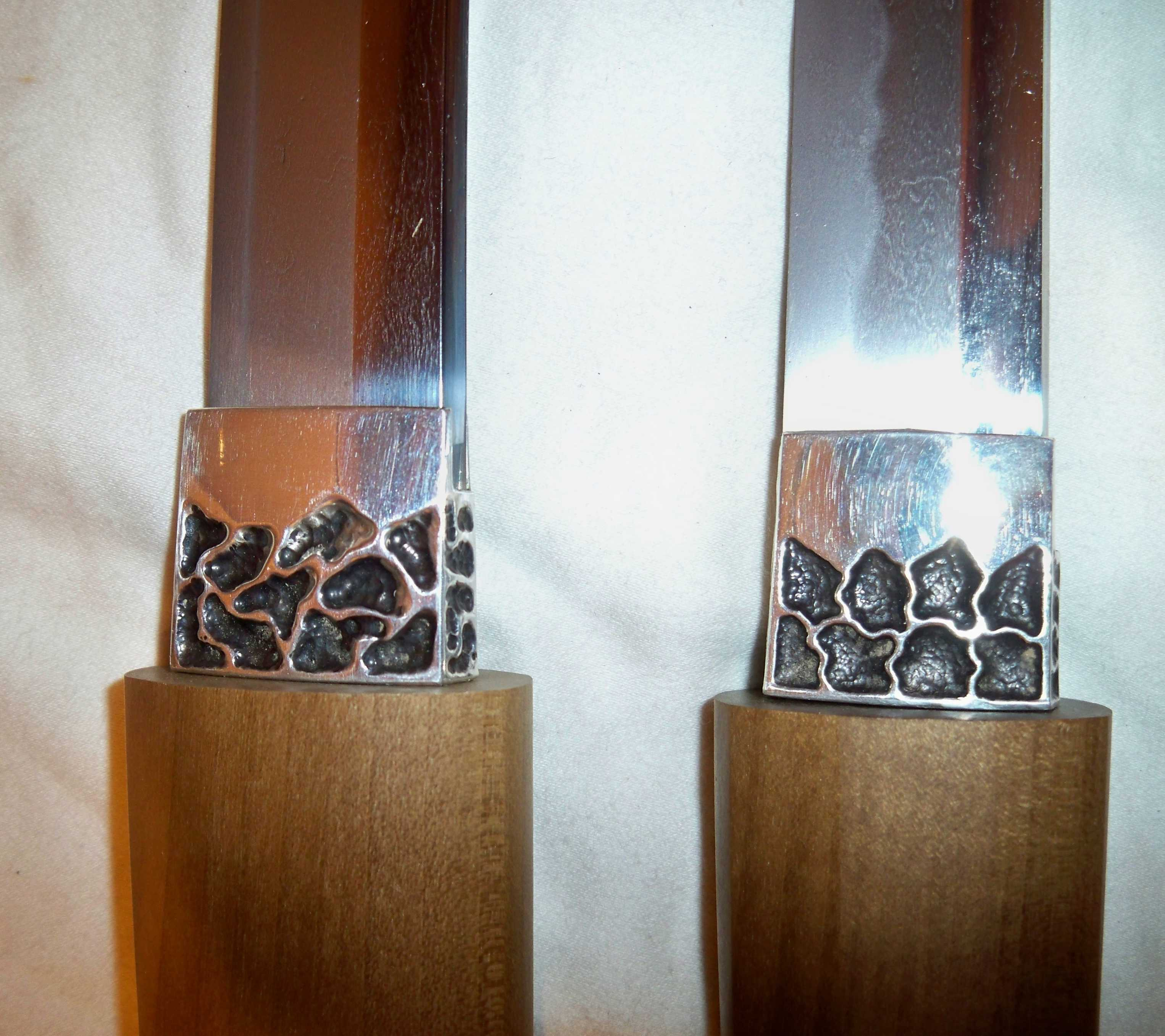
El habaki (collar de la hoja), que bloquea la hoja en la vaina.
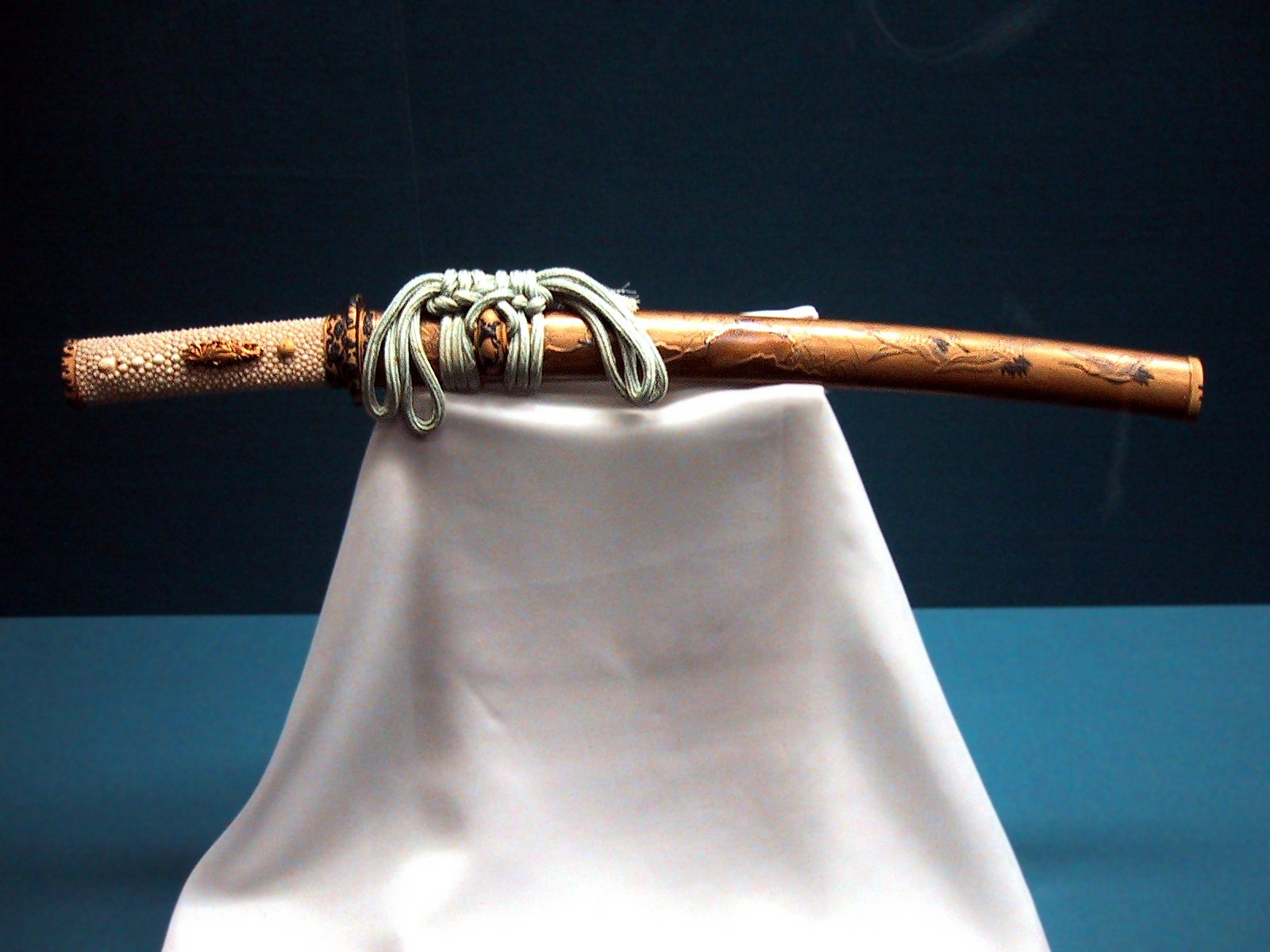
Una wakizashi Koshirae del periodo Edo. En este ejemplo se omite cualquier tsuka-ito desnudo (mango o envoltura), mostrando la piel de raya . Tenga en cuenta la decoración de la saya .
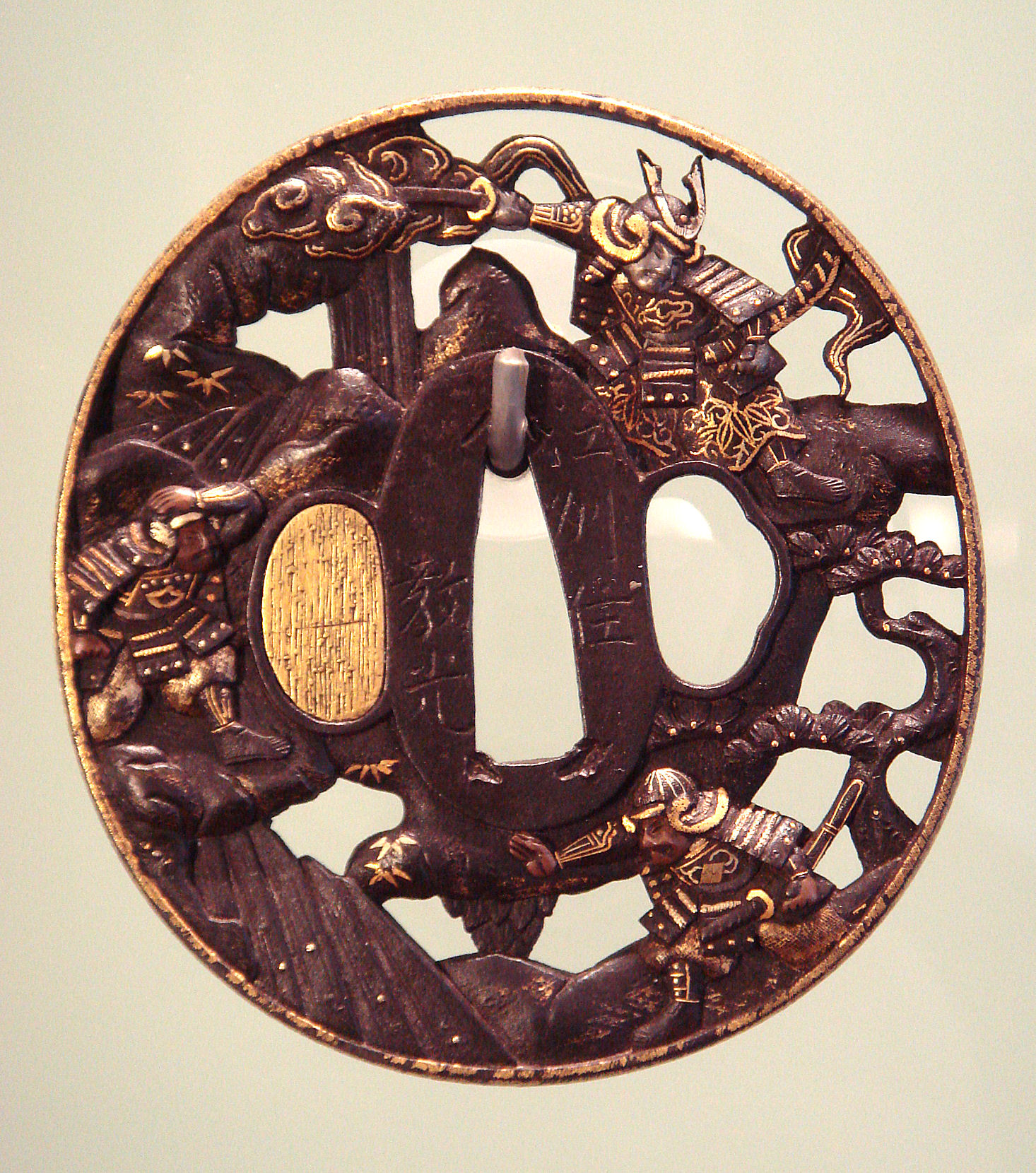
Elaborado de un Tsuba (protector de la mano) del período edo.
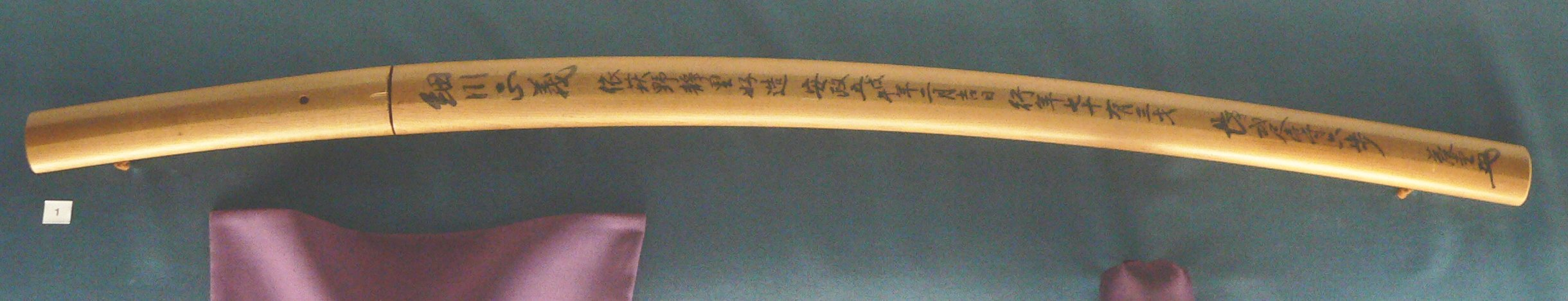
Shirasaya (soportes de almacenamiento), usado para proteger la cuchilla cuando no está montado en una koshirae (soportes formales).

## Lecturas Adicionales
- Irvine, Gregory (2000). The Japanese Sword, the Soul of the Samurai. V&A Publications.
- Kapp, Leon (1987). The Craft of the Japanese Sword. Kodansha Intl. Ltd.
- Kapp, Leon (2002). Modern Japanese Swords and Swordsmiths: From 1868 to the Present.
- Perrin, Noel (1979). Giving Up the Gun: Japan's Reversion to the Sword, 1543–1879. Boston: David R. Godine.
- Robinson, H. Russell (1969). Japanese Arms and Armor. New York: Crown Publishers Inc.
- Sinclaire, Clive (2001). Samurai: The Weapons and Spirit of the Japanese Warrior. The Lyons Press.
- Sinclaire, Clive (2009). Samurai Swords. Chartwell Books, Inc.
- Yumoto, John M (1958). The Samurai Sword: A Handbook. Boston: Tuttle Publishing.

- Datos: Q1768697
- Multimedia: Swords of Japan / Q1768697